# Lijst van afleveringen van Grey's Anatomy
Dit is een lijst van afleveringen van seizoen één tot en met achttien van de televisieserie Grey's Anatomy.
| Seizoen | Aantal afleveringen | Uitgezonden                      | Verschijningsdatum dvd |  |
| ------- | ------------------- | -------------------------------- | ---------------------- |  |
| 1       | 9                   | 27 maart 2005 – 22 mei 2005      | 10 juli 2006           |  |
| 2       | 27                  | 25 september 2005 – 15 mei 2006  | 28 mei 2007            |  |
| 3       | 25                  | 21 september 2006 – 17 mei 2007  | 15 september 2008      |  |
| 4       | 17                  | 27 september 2007 – 22 mei 2008  | 23 november 2009       |  |
| 5       | 24                  | 25 september 2008 – 14 mei 2009  | 23 augustus 2010       |  |
| 6       | 24                  | 24 september 2009 – 20 mei 2010  | 10 november 2010       |  |
| 7       | 22                  | 23 september 2010 – 19 mei 2011  | 28 mei 2012            |  |
| 8       | 24                  | 22 september 2011 – 17 mei 2012  | 5 december 2012        |  |
| 9       | 24                  | 27 september 2012 – 16 mei 2013  | 2 oktober 2013         |  |
| 10      | 24                  | 26 september 2013 – 15 mei 2014  | 3 november 2014        |  |
| 11      | 24                  | 25 september 2014 – 14 mei 2015  | 5 oktober 2015         |  |
| 12      | 24                  | 24 september 2015 – 19 mei 2016  | 7 december 2016        |  |
| 13      | 24                  | 22 september 2016 – 18 mei 2017  | 15 november 2017       |  |
| 14      | 24                  | 28 september 2017 – 17 mei 2018  | TBA                    |  |
| 15      | 25                  | 27 september 2018 – 16 mei 2019  | TBA                    |  |
| 16      | 21                  | 26 september 2019 – 9 april 2020 | TBA                    |  |
| 17      | 17                  | 12 November 2020 – 3 Juni 2021   | TBA                    |  |
| 18      | 20                  | 30 September 2021 – 26 mei 2022  | TBA                    |  |

## Seizoen 1: 2005
| Nr. in serie | Nr. in seizoen | Titel                            | Regisseur          | Schrijver                               | Kijkcijfers VS (miljoen) | Uitzenddatum VS |  |
| --- | -------------- | -------------------------------- | ------------------ | --------------------------------------- | ------------------------ | --------------- |  |
| 1 | 1              | A Hard Day's Night               | Peter Horton       | Shonda Rhimes                           | 16,25                    | 27 maart 2005   |  |
| Meredith Grey start haar carrière als coassistent in het opleidingsprogramma van Seattle Grace Hospital en ontmoet daar haar collega's Cristina Yang, Alex Karev, Izzie Stevens en George O'Malley, arts-assistent en mentor Miranda Bailey en diensthoofd Chirurgie Richard Webber. Enkele uren na de start van haar eerste werkdag ontdekt ze dat haar onbekende onenightstand van de vorige nacht haar baas is, neurochirurg Derek Shepherd. Preston Burke, een cardiothoracale chirurg, kiest George uit de coassistenten om als eerste een operatie uit te voeren. Het loopt echter fout, wat George de nickname 007 oplevert. |                |                                  |                    |                                         |                          |                 |  |
| 2 | 2              | The First Cut is the Deepest     | Peter Horton       | Shonda Rhimes                           | 17,71                    | 3 april 2005    |  |
| Meredith zoekt naar huisgenoten om het huis van haar moeder mee te delen, terwijl ze in het ziekenhuis van een slachtoffer van een verkrachting zorgt en een ziekte bij een pasgeboren baby ontdekt. Izzie helpt een Chinese vrouw wier dochter in nood is, en Shepherd en Burke maken ruzie over de positie van diensthoofd Chirurgie. |                |                                  |                    |                                         |                          |                 |  |
| 3 | 3              | Winning a Battle, Losing the War | Tony Goldwyn       | Shonda Rhimes                           | 17,99                    | 10 april 2005   |  |
| Er ontstaat een grote competitie tussen de co-assistenten wanneer een jaarlijkse, verboden wielerwedstrijd vele gewonden veroorzaakt. Izzie heeft problemen met het opsporen van de familie van een bijna hersendode man. Cristina raakt erg opgewonden wanneer de familie van de patiënt de toelating geeft om diens organen te gebruiken voor transplantaties, wat Bailey ertoe leidt haar een preek te geven over omgang met patiënten en hun familie. Een patiënt die bevriend is met Richard Webber flirt met George. |                |                                  |                    |                                         |                          |                 |  |
| 4 | 4              | No Man's Land                    | Adam Davidson      | James D. Parriott                       | 19,18                    | 17 april 2005   |  |
| Wanneer een gepensioneerde verpleegster opgenomen wordt in Seattle Grace, raakt Cristina bevriend met haar. Een patiënt die Izzie herkent van een modellenopdracht wil niet dat zij hem behandelt. Derek en Meredith behandelen een bouwvakker die zijn verwondingen als bij wonder overleefd heeft, maar ze hebben slecht nieuws voor zijn vrouw over zijn toekomst. Alex Karev vernedert Izzie door foto's van haar voormalige carrière als model in het ziekenhuis te verspreiden. |                |                                  |                    |                                         |                          |                 |  |
| 5 | 5              | Shake Your Groove Thing          | John David Coles   | Ann Hamilton                            | 17,90                    | 24 april 2005   |  |
| Izzie plant een feestje voor haar vriendje. Meredith denkt dat ze in de problemen zit wanneer er iets fout loopt tijdens een operatie. Op het feestje van Izzie ontdekt Bailey de relatie van Meredith en Derek. Cristina en Burke groeien dichter naar elkaar toe en hebben seks in een dienstkamer. |                |                                  |                    |                                         |                          |                 |  |
| 6 | 6              | If Tomorrow Never Comes          | Scott Brazil       | Krista Vernoff                          | 17,88                    | 1 mei 2005      |  |
| Wanneer Shepherd Meredith kiest om hem te assisteren tijdens een operatie op een man met de ziekte van Parkinson, denkt Bailey dat hij haar bevoordeelt. Alex doet gemaakt vriendelijk tegen een patiënt met een enorme tumor zodat hij mag assisteren tijdens de operatie om de tumor te verwijderen, maar de vrouw vangt op hoe hij achter haar rug echt over haar denkt. Hierdoor wordt hij van de behandeling afgehaald. |                |                                  |                    |                                         |                          |                 |  |
| 7 | 7              | The Self-Destruct Button         | Darnell Martin     | Kip Koenig                              | 18,86                    | 8 mei 2005      |  |
| Derek brengt de nacht door in het huis van Meredith, en zij proberen dit geheim te houden voor Izzie en George, de huisgenoten van Meredith. Zij ontdekken echter wat er aan hand is, en verdenken Meredith ervan dat ze bevoordeeld wil worden. George verdenkt een anesthesist ervan een alcoholverslaving te hebben, maar zijn oversten geloven hem niet. Alex behandelt een man die ervan geniet om pijn te lijden. Cristina heeft griep, en ontdekt dat ze zwanger is. |                |                                  |                    |                                         |                          |                 |  |
| 8 | 8              | Save Me                          | Sarah Pia Anderson | Mimi Schmir                             | 18,33                    | 15 mei 2005     |  |
| Alex behandelt een tiener orthodoxe Jood die een operatie weigert omdat die ingaat tegen haar geloof. Cristina heeft het moeilijk om een zwangere vrouw, die terminale kanker heeft en weigert een abortus te laten uitvoeren, te begrijpen en vraagt Meredith om advies. Izzie raakt gebiologeerd door een patiënt met paranormale gaven, die uiteindelijk het gevolg blijken te zijn van een arterioveneuze malformatie. |                |                                  |                    |                                         |                          |                 |  |
| 9 | 9              | Who's Zoomin' Who?               | Wendey Stanzler    | Gabrielle Stanton & Harry Werksman, Jr. | 22,22                    | 22 mei 2005     |  |
| Wanneer een groot deel van ziekenhuispersoneel, inclusief George, gediagnosticeerd wordt met SOA's, organiseert Webber een dringende bijeenkomst over veilig vrijen. Izzie en Cristina willen een verboden autopsie uitvoeren tegen de wil van de familie in. Meredith is geshockeerd wanneer de vrouw van Derek onaangekondigd in het ziekenhuis verschijnt. |                |                                  |                    |                                         |                          |                 |  |

## Seizoen 2: 2005-06
| Nr. in serie | Nr. in seizoen | Titel                                         | Regisseur           | Schrijver                               | Kijkcijfers VS (miljoen) | Uitzenddatum VS   |  |
| --- | -------------- | --------------------------------------------- | ------------------- | --------------------------------------- | ------------------------ | ----------------- |  |
| 10 | 1              | Raindrops Keep Falling on My Head             | Peter Horton        | Stacy McKee                             | 18,98                    | 25 september 2005 |  |
| Barman Joe heeft een heel dure operatie nodig, maar kan deze onmogelijk zelf betalen. Tot Merediths groot ongemak, vraagt Addison haar als haar co-assistent. Terwijl hij nog herstelt van zijn oogoperatie vraagt Webber aan George om een oogje in het zeil te houden in het ziekenhuis, maar George vindt het moeilijk om informatie aan hem door te spelen. Zonder te onthullen wie de vader is, vertelt Cristina aan Meredith dat ze zwanger is, en wanneer Burke hun relatie verbreekt, besluit ze hem niet te vertellen over de zwangerschap. |                |                                               |                     |                                         |                          |                   |  |
| 11 | 2              | Enough is Enough                              | Peter Horton        | James D. Parriott                       | 17,75                    | 2 oktober 2005    |  |
| Adele komt vervroegd thuis van haar reis om voor Richard te zorgen na de operatie. Cristina en Meredith zijn beide erg bitter over Burke en Shepherd, respectievelijk, die hen dumpten. Na een hele dag met verpleegster Olivia te hebben gewerkt, bekent George dat hij een oogje heeft op iemand anders. Alex en Izzie behandelen een familie die betrokken was bij een auto-ongeluk. De vader heeft dringend nood een levertransplantatie, maar de zoon weigert te een stuk van lever te doneren omdat zijn vader zijn moeder mishandelt. Bailey behandelt een man die tien poppenhoofden heeft ingeslikt. |                |                                               |                     |                                         |                          |                   |  |
| 12 | 3              | Make Me Lose Control                          | Adam Davidson       | Kriste Vernoff                          | 18,12                    | 9 oktober 2005    |  |
| Ellis Grey, Merediths moeder, wordt binnengebracht in het ziekenhuis en zo raakt voor iedereen bekend dat ze aan de ziekte van Alzheimer lijdt. Ze weigert om George haar te laten behandelen, aangezien ze hem aanziet voor haar ex-man. Alex en Meredith behandelen een meisje dat lijdt aan een extreme vorm van blozen. Izzie komt op voor haar vriendschap met Alex, die haar andere collega's niet mogen. Preston Burke is geschokt wanneer Cristina in elkaar zakt tijdens een operatie en Addison moet een van haar eileiders verwijderen, waardoor ze de baby verliest. Meredith is het beu om Derek te haten. |                |                                               |                     |                                         |                          |                   |  |
| 13 | 4              | Deny, Deny, Deny                              | Wendey Stanzler     | Zoanne Clack                            | 18,28                    | 16 oktober 2005   |  |
| Terwijl Cristina herstelt van haar operatie komt haar bezorgde moeder op bezoek. Ze weigert echter rustig te herstellen en bemoeit zich met de patiënt van Burke en Izzie, en komt met een diagnose die de geloofwaardigheid van de patiënt in twijfel trekt. Aan het einde van de dag slaagt ze er niet langer in te doen alsof alles goed met haar goed en ze begint onophoudelijk te huilen. Addison geeft Derek de scheidingspapieren, maar hij kan niet beslissen of hij ze zal tekenen of niet. Alex vraagt Izzie uit, maar hij is afgeleid omdat hij die dag vernomen heeft dat hij voor een belangrijk examen gezakt is, wat zijn positie in het opleidingsprogramma in gevaar brengt. Bailey behandelt een patiënt met mucoviscidose die haar nauw aan het hart ligt. |                |                                               |                     |                                         |                          |                   |  |
| 14 | 5              | Bring the Pain                                | Mark Tinker         | Shonda Rhimes                           | 18,00                    | 23 oktober 2005   |  |
| Meredith en Derek moeten meer dan geneeskunde gebruiken om hun patiënt te redden, want de traditionele, religieuze vader van de patiënt weigert zijn toestemming te geven voor een levensnoodzakelijke operatie zolang als er geen sjamaan mag komen om "de zielen van zijn dochter terug te vinden". Ondertussen worden George en Alex gedwongen om hun patiënt te opereren in de lift wanneer deze vast komt te zitten tussen twee verdiepingen in. Alex schuwt de uitdaging, terwijl George de kans grijpt om zijn talent te laten zien. Derek maakt een keuze tussen Meredith en Addison. |                |                                               |                     |                                         |                          |                   |  |
| 15 | 6              | Into You Like a Train                         | Jeff Melman         | Krista Vernoff                          | 16,67                    | 30 oktober 2005   |  |
| Merediths angstig wachten op de beslissing van Derek wordt onderbroken wanneer een treinongeluk meerdere ernstige verwonde patiënten naar de spoedafdeling brengt. Twee van hen zijn doorboord door eenzelfde paal, waardoor de dokters moeilijke keuzes moeten maken om minstens een van hen te redden. Meredith komt te weten dat Derek voor Addison koos. Alex mist het feit dat zijn patiënte inwendige bloedingen heeft waardoor ze uiteindelijk sterft. Terwijl Izzie samenwerkt met Addison om twee zwangere vrouwen te behandelen, merkt Addison dat Izzie veel potentieel heeft en biedt haar aan om haar op te leiden, waardoor Izzie een keuze moet maken tussen haar loyaliteit aan Meredith of haar carrière. |                |                                               |                     |                                         |                          |                   |  |
| 16 | 7              | Something to Talk About                       | Adam Davidson       | Stacy McKee                             | 18,13                    | 6 november 2005   |  |
| Meredith, Izzie en Cristina zijn net als al het medisch personeel gefascineerd wanneer een mannelijke patiënt zwanger lijkt te zijn, en ze bevechten elkaar om hem te mogen behandelen. Meredith raakt gefrustreerd wanneer niemand de privacy van de man respecteert, terwijl het hele hospitaal roddelt over de situatie van Meredith en Derek. Een jonge patiënt inspireert Alex om zijn gevoelens voor Izzie beter te uiten, waardoor hij haar in het midden van Joes bar kust. |                |                                               |                     |                                         |                          |                   |  |
| 17 | 8              | Let It Be                                     | Lesli Linka Glatter | Mimi Schmir                             | 19,74                    | 13 november 2005  |  |
| De professionele relatie van Addison en Derek wordt getest wanneer een bevriend koppel uit Manhattan naar Seattle komt. De vrouw wil namelijk een preventieve borstamputatie ondergaan om borst- en eierstokkanker te voorkomen. George begrijpt niet dat een patiënt die een val van vijf verdiepingen overleefde, niet blij is het overleefd te hebben en een oude man maakt een moeilijke keuze wanneer hij verneemt dat zijn vrouw nog maar enkele maanden te leven heeft. Cristina en Burke proberen een normale date te hebben. Webber is teleurgesteld door Baileys gedrag, tot hij verneemt dat ze zwanger is. |                |                                               |                     |                                         |                          |                   |  |
| 18 | 9              | Thanks for the Memories                       | Michael Dinner      | Shonda Rhimes                           | 20,33                    | 20 november 2005  |  |
| Izzie doet haar best om een heerlijk Thanksgivingmaal te bereiden voor haar collega's, maar moet hiervoor uiteindelijk Burkes hulp inschakelen. George wordt verplicht om zijn familietraditie van de jacht op kalkoenen verder te zetten. Ondertussen sluipt Meredith het huis uit om Izzie niet te hoeven helpen met de voorbereidingen voor het diner, en behandelt in het ziekenhuis een patiënt die al 16 jaar in vegetatieve staat verkeert. Wanneer ook Cristina uit het huis verdwijnt en niemand op tijd is voor het diner, wil Izzie het etentje afzeggen, maar Alex, George en Cristina komen net op tijd thuis. Ondertussen viert Meredith Thanksgiving met een onenightstand in Joes bar. |                |                                               |                     |                                         |                          |                   |  |
| 19 | 10             | Much Too Much                                 | Wendey Stanzler     | Gabrielle Stanton & Harry Werksman, Jr. | 19,59                    | 27 november 2005  |  |
| Meredith is gegeneerd wanneer haar onenightstand in het ziekenhuis verschijnt met priapisme. Izzie, Addison en Derek werken samen om een vrouw te behandelen die zwanger is van een vijfling. Izzie is gefrustreerd door Alex' tekortkomingen, wat alleen maar verergert wanneer ze hem in bed betrapt met verpleegster Olivia. Alex laat zich nog maar eens van zijn slechtste kant zien wanneer hij een verkeerde hoeveelheid medicijnen toedient aan zijn patiënt, terwijl Cristina met tegenzin haar rommelige appartement aan Burke toont. |                |                                               |                     |                                         |                          |                   |  |
| 20 | 11             | Owner of a Lonely Heart                       | Dan Minahan         | Mark Wilding                            | 20,59                    | 4 december 2005   |  |
| Cristina heeft weinig sympathie voor Constance Ferguson, een gevangene die haar gezondheid in gevaar brengt om uit de eenzame opsluiting te geraken. De co-assistenten dragen allen zorg voor de premature vijfling, die elk hun eigen medische problemen vertonen. Izzies woede over Alex bereikt een maximum, net wanneer Addison besluit haar de pijnlijke les te leren over te emotioneel betrokken raken bij patiënten. |                |                                               |                     |                                         |                          |                   |  |
| 21 | 12             | Grandma Got Run Over by a Reindeer            | Peter Horton        | Krista Vernoff                          | 15,70                    | 11 december 2005  |  |
| Wanneer een jongen een harttransplantatie niet lijkt te willen, ontstaat er een groot debat tussen Burke en Cristina dat hun filosofische verschillen blootlegt. Izzie voelt zich verraden wanneer haar collega's Alex voorbereiden om zijn examen over te doen, waardoor Meredith zich geroepen voelt haar te herinneren aan de echte gedachte achter de feestdagen. Derek opereert het familiehoofd van een joods-christelijke familie, die chrismukkah viert. Derek zelf verkeert echter niet in een feeststemming, ondanks de hereniging met zijn vrouw. |                |                                               |                     |                                         |                          |                   |  |
| 22 | 13             | Begin the Begin                               | Jessica Yu          | Kip Koenig                              | 18,97                    | 15 januari 2006   |  |
| Dokter Webber voert een nieuwe regel in die co-assistent verbiedt meer dan 80 uur per week te werken, tot groot ongenoegen van de co-assistent. Derek wil Ellis mee laten doen aan een experimentele studie over Alzheimer, maar Meredith weigert zijn hulp, waardoor Webber tussenbeide komt. Izzie geraakt over Alex wanneer ze aangetrokken wordt door Denny Duquette, een spontane man die wacht op een harttransplantatie. Bailey neemt Cristina met zich mee om een hart voor Danny op te halen, en ondertussen behandelen George en Addison Bex, een intersekse tiener. |                |                                               |                     |                                         |                          |                   |  |
| 23 | 14             | Tell Me Sweet Little Lies                     | Adam Davidson       | Tony Phelan & Joan Rater                | 21,04                    | 22 januari 2006   |  |
| Meredith en Cristina liegen tegen elkaar over hun relaties. Cristina is boos wanneer ze ontdekt dat Meredith hem weer McDreamy noemt en trekt 'ongeveer' in bij Burke. George krijgt de moeilijke taak om een patiënte uit het ziekenhuis te ontslaan die in het ziekenhuis wil blijven, ook al is ze genezen. Een competitieve eter heeft een scheur in haar slokdarm, en Alex krijgt de uitslagen van zijn herexamen. |                |                                               |                     |                                         |                          |                   |  |
| 24 | 15             | Break on Through                              | David Paymer        | Zoanne Clack                            | 18,44                    | 29 januari 2006   |  |
| Terwijl de verpleegster staken, reanimeert Meredith een oude patiënte, niet wetende dat ze dat niet mocht doen. Terwijl de patiënte sterft met haar beste vrienden aan haar zijde, beseft Meredith dat ze niet wil dat haar moeder alleen sterft. Daarom staat ze Webber, een oude collega van haar moeder, eindelijk toe haar te bezoeken. Izzie behandelt een zwangere tiener met wie ze veel gemeen heeft, maar haar bemoeienissen maken de moeder van de patiënte kwaad. Cristina is geïrriteerd door Sydney, de nieuwe arts-assistent die Bailey vervangt, en vraagt Burke tussenbeide te komen wanneer Sydney een risicovolle operatie uitvoert om een amputatie te vermijden. |                |                                               |                     |                                         |                          |                   |  |
| 25 | 16             | It's the End of the World                     | Peter Horton        | Shonda Rhimes                           | 37,88                    | 5 februari 2006   |  |
| Meredith heeft een gevoel dat ze zal sterven vandaag, maar wordt toch gedwongen om te gaan werken door Cristina. Ambulanciers brengen een man met een onontplofte bom in zijn lichaam naar de spoedafdeling, en de hand van een jonge ambulancier is het enige dat de bom ervan weerhoudt te ontploffen. Bailey staat op het punt te bevallen, maar besluit op haar man te wachten. Die ligt echter op de operatietafel van Derek en Cristina, nadat hij een auto-ongeval had omdat hij snel in het ziekenhuis wou zijn. Izzie zet de eerste stap om toenadering te zoeken tot Alex. Ondertussen begint de anesthesist in de operatiekamer te panikeren en laat de ambulancier alleen achter. Ook de ambulancier loopt niet veel later weg tijdens een paniekaanval, maar alleen nadat Meredith haar plaats heeft ingenomen. |                |                                               |                     |                                         |                          |                   |  |
| 26 | 17             | As We Know It                                 | Peter Horton        | Shonda Rhimes                           | 25,42                    | 12 februari 2006  |  |
| Addison en George doen hun best om Bailey te overtuigen om toch te bevallen, ondanks de afwezigheid van haar man. De stress van de situatie bezorgt Richard een angstaanval, waardoor Adele naar het ziekenhuis komt om haar man te steunen. Meredith slaagt erin om het explosief uit het lichaam van de patiënt te verwijderen, maar het ontploft uiteindelijk in de handen van het hoofd van de explosievenopruimingsdienst. Derek en Preston besluiten hun rivaliteit achterwege te laten, en Cristina zegt voor het eerst tegen Burke (ook al slaapt hij) dat ze van hem houdt. Derek gaat langs bij Meredith nadat ze bijna stierf, en ze vertelt hem dat ze hun laatste kus niet meer kan herinneren. Hij herinnert zich echter nog alle details, waarmee hij toont dat hij nog steeds van haar houdt. |                |                                               |                     |                                         |                          |                   |  |
| 27 | 18             | Yesterday                                     | Rob Corn            | Krista Vernoff & Mimi Schmir            | 24,36                    | 19 februari 2006  |  |
| Mark Sloan, de man met wie Addison Derek bedroog, komt naar Seattle in een poging om Addison te overtuigen met hem naar New York terug te keren. Derek is allesbehalve enthousiast om Mark, die tevens zijn voormalige beste vriend is, maar toch assisteert Mark hem in de operatiezaal. Preston ontdekt dat Cristina nog steeds een eigen appartement heeft, en Izzie behandelt een vrouw die spontane orgasmes krijgt. Meredith bezoekt haar vader voor het eerst in twintig jaar tijd, maar is ontevreden met zijn antwoorden over het verleden. George vertelt Meredith eindelijk hoe hij zich voelt over haar. |                |                                               |                     |                                         |                          |                   |  |
| 28 | 19             | What Have I Done to Deserve This?             | Wendey Stanzler     | Stacy McKee                             | 24,76                    | 26 februari 2006  |  |
| Na hun seksuele ervaring negeren George en Meredith elkaar op het werk. George valt van de trap en ontwricht zijn schouder, maar gelukkig is Callie Torres, een knappe arts-assistent van de afdeling orthopedie, bereid hem hierbij te helpen. Hartpatiënt Denny Duquette belandt weer in het ziekenhuis en groeit dichter naar Izzie toe, wat Alex jaloers maakt. Hoewel Bailey op ouderschapsverlof is, vraagt Addison haar te helpen bij een intiem medisch probleem. George vertrekt uit Merediths huis en trekt in bij Burke en Cristina, tot haar groot ongenoegen. |                |                                               |                     |                                         |                          |                   |  |
| 29 | 20             | Band-Aid Covers the Bullet Hole               | Julie Anne Robinson | Gabrielle Stanton & Harry Werksman, Jr. | 22,51                    | 12 maart 2006     |  |
| Wanneer Bailey onverwacht moet opereren, is Cristina verplicht om op haar zoontje te passen. George en Meredith praten nog steeds niet met elkaar, maar Meredith vertrouwt haar probleem wel toe aan Derek. Izzie groeit nog dichter naar Denny toe, die ademhalingsmoeilijkheden heeft. Callie en George flirten nog meer met elkaar wanneer ze samen een patiënt behandelen die zijn eigen vinger afhakte. Burke vindt het leuker om met George samen te wonen dan met Cristina, en Addison krijgt eindelijk een teken van Derek dat er misschien nog hoop is voor hun huwelijk. |                |                                               |                     |                                         |                          |                   |  |
| 31 | 21             | Superstition                                  | Tricia Brock        | James D. Parriott                       | 21,13                    | 19 maart 2006     |  |
| Een reeks sterfgevallen brengt het bijgelovige kantje in de dokters naar boven. Ze vrezen dat er nog meer doden zullen vallen in het verdere verloop van de dag, waardoor Izzie begint te vrezen voor Denny's leven. Wanneer een jaloerse Alex Denny eraan herinnert hoe groot zijn kans op sterven is, maakt Izzie een einde aan hun relatie. Derek en Addison denken na over een meer permanente vorm van samenwonen, en Webber behandelt een man die hem vroeger steunde bij de Anonieme Alcoholisten. Wanneer Denny zijn operatie overleeft, wordt hij gekust door een euforische Izzie. |                |                                               |                     |                                         |                          |                   |  |
| 31 | 22             | The Name of the Game                          | Seith Mann          | Blythe Robe                             | 22,35                    | 2 april 2006      |  |
| Bailey is bang dat Webber haar behandelt als een moeder en assisteert daarom Derek, om te bewijzen dat ze het moederschap kan combineren met een carrière. George begint een relatie met Callie, die blijkbaar in het hospitaal woont. Meredith begint met haar nieuwe hobby, breien, en zweert een celibatair bestaan te leiden. Cristina wedijvert met Webber tijdens het trainen van hun vaardigheden, en Burke probeert tevergeefs om Alex een les te leren over omgang met patiënten. Izzie probeert om George terug te laten intrekken bij Meredith. George ontdekt dat de patiënte van Addison de halfzus van Meredith is, terwijl Meredith geïnteresseerd geraakt in de dierenarts van haar hond Doc. |                |                                               |                     |                                         |                          |                   |  |
| 32 | 23             | Blues for Sister Someone                      | Jeff Melman         | Elizabeth Klaviter                      | 20,76                    | 30 april 2006     |  |
| Izzie probeert meer te weten te komen over Georges privéleven. Addison en Alex komen in een moeilijke situatie terecht wanneer hun patiënt, die zwanger is van haar zevende kind, vraagt om in het geheim haar eileiders af te binden, want ze durft haar erg religieuze man (die tegen voorbehoedsmiddelen is) niet te vertellen dat ze geen kinderen meer wil. Burke moet opereren op zijn muzikale idool, die zijn pacemaker wil laten verwijderen omdat die zijn talent voor viool spelen verpest. Meredith leert van Denny dat het leven te kort is om regels te volgen, en besluit een date met de dierenarts te accepteren. George trekt weer in bij Izzie en Meredith, terwijl Derek eindelijk akkoord gaat om eindelijk weer eens te vrijen met Addison. |                |                                               |                     |                                         |                          |                   |  |
| 33 | 24             | Damage Case                                   | Tony Goldwyn        | Mimi Schmir                             | 21,99                    | 7 mei 2006        |  |
| Een co-assistent van een ander hospitaal doet een familie in het ziekenhuis belanden na een auto-ongeluk. De jonge, zwangere vrouw bezwijkt aan haar verwondingen, maar Alex slaagt er door middel van een keizersnede in om te baby te redden. Derek wordt jaloers wanneer hij Meredith samen met de dierenarts ziet, en Burke is boos omdat Cristina in slaap viel tijdens de seks. George komt niet op voor Callie tot haar ongenoegen, en Denny raakt gefrustreerd wanneer er maar geen einde lijkt te komen aan zijn verblijf in het ziekenhuis. |                |                                               |                     |                                         |                          |                   |  |
| 34 | 25             | 17 Seconds                                    | Dan Minahan         | Mark Wilding                            | 22,60                    | 14 mei 2006       |  |
| De dokters hebben hun handel vol met slachtoffers van een schietpartij in een nabijgelegen restaurant. Terwijl iedereen haar kan horen, roept Addison tegen Derek wanneer ze ontdekt dat hij jaloers is op de dierenarts die Meredith datet, en Meredith raakt meer en meer bevriend met Callie wanneer die haar informatie geeft over beenkanker in honden. Burke is nog steeds kwaad op Cristina en kiest Alex om een hart voor Denny op te halen. Wanneer Izzie ontdekt dat Denny het hart toch niet toegewezen zal krijgen, neemt ze het heft in eigen handen. Burke keert snel terug naar het hospitaal om te voorkomen dat ze iets drastisch doet, maar hij wordt neergeschoten voor de ingang van het hospitaal. Izzie, denkende dat Burke elk moment kan arriveren en dat alles goed zal komen, koppelt Denny in het geheim los van alle apparaten die hem in leven houden, waardoor zijn toestand snel achteruit gaat en hij het hart wel toegewezen moet krijgen. |                |                                               |                     |                                         |                          |                   |  |
| 35 | 26             | Deterioration of the Fight or Flight Response | Rob Corn            | Tony Phelan & Joan Rater                | 22,50                    | 15 mei 2006       |  |
| De co-assistenten doen hun best om Denny in leven te houden. Derek moet Burkes schouder opereren, maar loopt hierbij het risico om onomkeerbare schade aan te richten aan de zenuwen. Cristina bevriest in de operatiezaal tijdens de operatie, en het diensthoofd ontdekt dat de kanker van zijn nichtje teruggekeerd is. Alex vecht voor Denny's hart in het Mercy West Hospital, en biedt Dr. Hahn de kans om de operatie uit te voeren, aangezien Burke neergeschoten is. Vlak voor de operatie vraagt Denny aan Izzie om met hem te trouwen. Nadat het hart in zijn lichaam geplaatst is, start het niet met kloppen en Burke kan nog steeds zijn vingers niet bewegen. |                |                                               |                     |                                         |                          |                   |  |
| 36 | 27             | Losing My Religion                            | Mark Tinker         | Shonda Rhimes                           | 22,50                    | 15 mei 2006       |  |
| De coassisten worden een voor een ondervraagd door het diensthoofd over de situatie van Denny, maar ze verzwijgen allemaal de waarheid om Izzie te beschermen. Daarom verbiedt hij hun allemaal om nog te opereren, en geeft hun de taak om een bal te organiseren voor zijn nichtje. Burke ontdekt dat zijn rechterhand trilt, en Derek en Meredith beslissen om hun hond te laten inslapen. Izzie zegt ja op Denny's aanzoek. Tijdens het bal ontsnappen Meredith en Derek naar een onderzoeksruimte, waar ze seks hebben. De co-assistenten worden naar Denny's kamer geroepen. Denny is overleden door een bloedklonter, maar Izzie kan hem niet laten gaan. Izzie neemt uiteindelijk ontslag en biecht op aan Webber dat zij de schuldige is. Derek en Finn vragen beide aan Meredith om hen te vergezellen, waardoor ze voor een moeilijke keuze geplaatst wordt. |                |                                               |                     |                                         |                          |                   |  |

## Seizoen 3: 2006-07
| Nr. in serie | Nr. in seizoen | Titel                               | Regisseur           | Schrijver                               | Kijkcijfers VS (miljoen) | Uitzenddatum VS   |  |
| --- | -------------- | ----------------------------------- | ------------------- | --------------------------------------- | ------------------------ | ----------------- |  |
| 37 | 1              | Time Has Come Today                 | Dan Minahan         | Shonda Rhimes                           | 25,41                    | 21 september 2006 |  |
| De dokters van Seattle Grace Hospital helpen Izzie om het verlies van haar verloofde, Denny Duquette, te verwerken. Zij heeft moeite met haar beslissing om het opleidingsprogramma te verlaten, ondanks het advies dat ze continu van haar vrienden krijgt. Meredith moet over haar toekomst beslissen na haar avontuurtje met Derek, en is onzeker of hij bereid is Addison te verlaten, met wie hij al elf jaar samen is. Addison vindt Merediths slipje in het hemd van Derek, en beseft wat er tussen die twee gebeurd is. Het Diensthoofd wordt geconfronteerd door zijn vrouw, Adele, die hem dwingt te kiezen tussen zijn huwelijk en zijn werk. George wint relatieadvies in bij Derek wanneer ze gedwongen worden samen in quarantaine te blijven, terwijl Derek zijn liefde voor Meredith opbiecht. Bailey raakt gehecht aan een patiënt wiens vrouw overlijdt, wat haar de momenten waarin het leven van haar man in gevaar was, doet herleven. |                |                                     |                     |                                         |                          |                   |  |
| 38 | 2              | I Am a Tree                         | Jeff Melman         | Krista Vernoff                          | 23,31                    | 28 september 2006 |  |
| Cristina ontmoet Burkes ouders en is verrast dat hij een moederskindje is. Burkes ouders denken dat Cristina niet echt om hun zoon geeft, maar enkel om zijn uitgebreide kennis over cardiothoracale chirurgie, waardoor Cristina zich niet op haar gemak voelt. Izzie bakt honderden muffins om met haar rouwproces om te gaan. Addison neemt een dagje vrij en brengt de dag al drinkend door. Richard ontdekt dat Callie in de kelder van het ziekenhuis woont en is verplicht haar weg te sturen. Een patiënt leeft haar mogelijk laatste dag ten volle, terwijl Meredith besluit om zowel met Derek als Finn te daten alvorens een definitieve keuze te maken. |                |                                     |                     |                                         |                          |                   |  |
| 39 | 3              | Sometimes a Fantasy                 | Adam Arkin          | Debora Cahn                             | 22,46                    | 5 oktober 2006    |  |
| Cristina is erop gebrand om Burke terug te laten opereren en probeert hem te helpen om met de tremor in zijn hand om te gaan. Izzie wil terugkeren naar het ziekenhuis, maar door haar angst voor het diensthoofd brengt ze de hele dag door voor het ziekenhuis. Alex behandelt een jonge patiënte die geen pijn voelt, waardoor ze zich een superheld voelt. De relatie van George en Callie groeit verder en ze praten over belangrijke beslissingen inzake hun toekomst. Meredith geniet van haar liefdesdriehoek. Mark wil er alles aan doen om Addison te overtuigen om met hem een relatie te beginnen, maar ze wijst zijn voorstellen voortdurend af. |                |                                     |                     |                                         |                          |                   |  |
| 40 | 4              | What I Am                           | Dan Lerner          | Allan Heinberg                          | 22,82                    | 12 oktober 2006   |  |
| Mark Sloan wordt het nieuwe Diensthoofd van Plastische Chirurgie, wat zowel Addison als Derek afleidt. Addisons patiënt wil per se een natuurlijke bevalling, hoewel een keizersnede nodig is. Addison twijfelt aan her chirurgische vaardigheden en ook Derek heeft zijn hoofd er niet bij. De co-assistenten behandelen Shawn Sullivan, een autoverkoper die zijn gezicht verbrandt wanneer hij in het ziekenhuis een sigaret wil roken. Derek en Mark bekvechten over hoe ze de man moeten behandelen. Burke herstelt met Cristina's hulp van zijn handletsel. Na het oefenen op kippen, oefent hij operaties op lijken. Derek staat Burke uiteindelijk toe om terug te opereren, niet wetende dat zijn letsel nog niet volledig hersteld is. Meredith moet een operatie ondergaan voor een acute blindedarmontsteking, en maakt eindelijk haar keuze tussen Derek en Finn. Terwijl George en Callie nog verder spreken over hun relatie, ontmoet Izzie de vader van Denny, die haar naar Denny's wens een cheque van 8,7 miljoen dollar geeft.                                                                                     |                |                                     |                     |                                         |                          |                   |  |
| 41 | 5              | Oh, the Guilt                       | Jeff Melman         | Zoanne Clack, Tony Phelan & Joan Rater  | 21,93                    | 19 oktober 2006   |  |
| De co-assistenten wonen de Ziekte en Sterfte-conferentie bij, maar hun enthousiasme verdwijnt wanneer blijkt dat Denny Duquette eerst op de agenda staat. Bailey komt in de vuurlinie van collega's terecht omwille van het feit dat haar co-assistenten onbegeleid hun gang konden gaan. Bailey behandelt een jonge moeder met borstkanker en beseft dat ze haar zoontje verantwoordelijk acht voor wat er allemaal gebeurd is. Derek en Addison ronden hun scheiding officieel af, maar Derek ontdekt dat de relatie van Mark en Addison niet zo maar een affaire was, en dat ze drie maanden een relatie hadden nadat hij naar Seattle verhuisde. Midden in een operatie begint Burkes hand te trillen, maar Cristina helpt hem om het te verbergen voor de rest van het personeel. Meredith twijfelt om Derek over haar breuk met Finn te vertellen. |                |                                     |                     |                                         |                          |                   |  |
| 42 | 6              | Let the Angels Commit               | Jessica Yu          | Stacy McKee                             | 20,96                    | 2 november 2006   |  |
| Cristina assisteert tijdens een zeldzame operatie, maar verwijdert Baileys naam van de planning om Burkes tremor verborgen te houden. Bailey, denkende dat Burke haar neem verwijderde, begint aan zichzelf te twijfelen, terwijl Alex zijn toekomstige specialiteit herziet. Dereks zus komt op bezoek, maar hun fragiele relatie wordt nog meer in gevaar gebracht wanneer hij verneemt dat ze ooit het bed deelde met Mark. George en Addison behandelen een zwangere vrouw met een ongewoon dilemma. Meredith wordt voor één dag Izzies begeleider, en samen behandelen ze een patiënt die misschien in de psychiatrie opgenomen moet worden. |                |                                     |                     |                                         |                          |                   |  |
| 43 | 7              | Where the Boys Are                  | Dan Minahan         | Mark Wilding                            | 20,57                    | 9 november 2006   |  |
| Derek nodigt Burke uit op een kampeeruitje, maar George, Alex, Richard, Joe en Walter komen ook mee. Addison en Callie werken samen en ontdekken dat ze meer gemeen hebben dan hun passie voor geneeskunde, namelijk dat ze beide het bed gedeeld hebben met Mark en daar later spijt van krijgen. Alex hoort dit toevallig en vertelt dit aan George, die de waarheid niet wil accepteren, ondanks het feit dat hij en Callie destijds uit elkaar waren. Meredith assisteert Mark tijdens een geslachtsverandering, terwijl hij probeert om haar in zijn bed te krijgen. Bailey ontdekt dat Cristina haar naam van het schema afhaalde, waardoor ze haar zelfvertrouwen herwint. Ze wordt echter wel argwanend over Burkes schema en is vastbesloten te ontdekken wat er aan de hand is. |                |                                     |                     |                                         |                          |                   |  |
| 44 | 8              | Staring at the Sun                  | Jeff Melman         | Gabrielle Stanton & Harry Werksman, Jr. | 20,96                    | 16 november 2006  |  |
| Georges vader wordt opgenomen in het ziekenhuis. Zijn broers bevriende Callie, maar George wil niet dat Callie bevriend raakt met zijn familie, dus verzekert hij haar dat de relatie voor altijd over is. Meredith wil het rustig aan doen in haar relatie met Derek en weigert seks te hebben, terwijl Derek probeert een beschaafde relatie met Addison te onderhouden. Alex kust Izzie wanneer hij beseft dat hij nog gevoelens voor haar heeft, maar ze zijn niet wederzijds. George en Bailey staan op het randje om het probleem van Burke te ontdekken. |                |                                     |                     |                                         |                          |                   |  |
| 45 | 9              | From a Whisper to a Scream          | Julie Anne Robinson | Kip Koenig                              | 18,46                    | 23 november 2006  |  |
| Een traumatisch auto-ongeluk daagt iedereen emotioneel uit. George belt Erica Hahn om dat hartoperatie op zijn vader uit te voeren wanneer hij de waarheid over Burke ontdekt. Cristina heeft een gewetenscrisis over haar samenwerking met Burke, en biecht alles op aan het diensthoofd. Burke is geshockeerd wanneer hij denkt dat Richard hem wil laten vervangen door Erica Hahn, maar ontdekt uiteindelijk dat Richard hem diensthoofd Chirurgie wou maken na zijn pensioen. Na Cristina's bekentenis waarschuwt Richard hem echter voor de zware consequenties die zullen volgen. Addison en Mark werken samen en ontdekken dat ze nog steeds gevoelens voor elkaar hebben. Izzie heeft problemen met haar proeftijd en is wanhopig om een operatie uit te voeren. |                |                                     |                     |                                         |                          |                   |  |
| 46 | 10             | Don't Stand So Close to Me          | Seith Mann          | Carolina Paiz                           | 24,27                    | 30 november 2006  |  |
| De relatie van Burke en Cristina krijgt rake klappen door de recente gebeurtenissen, en beide beseffen dat de kans op hereniging klein is. Merediths halfzus Molly wordt opgenomen in het ziekenhuis om te bevallen, en Meredith doet haar uiterste best haar stiefmoeder Susan te ontlopen, aangezien ze haar niet als familie beschouwd. Mark en Derek moeten samenwerken om een Siamese tweeling van elkaar te scheiden, maar hun tegenstrijdige opinies creëren een conflict dat hun vriendschap opnieuw in gevaar brengt. Meredith vertelt haar moeder dat Richard haar niet meer komt bezoeken, waardoor Ellis het moment waarop hij haar 20 jaar geleden voorgoed verliet, opnieuw beleeft. Ze kwetst Meredith door te zeggen dat ze nooit een dochter had moeten krijgen, want ze vermoedt dat dat de reden is waarom Richard haar verliet. |                |                                     |                     |                                         |                          |                   |  |
| 47 | 11             | Six Days, Part 1                    | Greg Yaitanes       | Krista Vernoff                          | 23,03                    | 11 januari 2007   |  |
| Na een succesvolle hartoperatie moet de vader van George een tweede operatie ondergaan om de uitgezaaide tumor te verwijderen. Richard en Bailey moeten echter hun eigen medische opinie aan de kant schuiven om de wensen van meneer O'Malley te respecteren. Thatcher Grey komt naar het ziekenhuis om zijn net bevallen dochter te steunen. Meredith heeft het moeilijk om een connectie te vormen met haar vader en vermijdt hem daarom. Meredith ontdekt dat Derek stiekem op de bank slaapt door haar gesnurk. Een meisje met een ernstig orthopedisch probleem wordt opgenomen in het ziekenhuis. Ondanks Dereks advies, denkt Callie dat een extreem dure operatie haar leven kan reden. Izzie vindt het moeilijk haar collega's te zien opereren, maar Bailey leert haar dat een goede chirurg zijn gevoelens niet tussenbeide mag laten komen in zijn carrière. Ondanks haar advies, doneert een Izzie een groot deel van haar erfenis van 8,7 miljoen dollar om Callies patiënt te redden. |                |                                     |                     |                                         |                          |                   |  |
| 48 | 12             | Six Days, Part 2                    | Greg Yaitanes       | Krista Vernoff                          | 21,89                    | 18 januari 2007   |  |
| George ontdekt welke procedure Richard en Bailey uitvoerden op zijn vader, wiens toestand verslechtert. De familie O'Malley moeten een moeilijke beslissing maken nu Harold niet meer zelfstandig kan ademen. Callie en George groeien weer dichter naar elkaar toe wanneer hij inziet dat ze echt met zijn familiesituatie begaan is. Meredith praat eindelijk met haar vader en komt te weten dat ze veel dingen, onder andere het snurken, van hem geërfd heeft, hoewel ze dit niet graag wil toegeven. Addison bekent aan Callie dat ze zwanger was van Mark, maar een abortus liet uitvoeren. Bailey is woedend wanneer ze ontdekt dat Izzie betaalde voor de dure operatie, maar uiteindelijk zit ze in dat het meisje alleen kon overleven dankzij het geld. Het meisje begint aan een nieuw hoofdstuk in haar leven als een normale tiener en bedankt Izzie voor haar genereuze donatie. Derek besluit terug bij Meredith in bed te slapen. |                |                                     |                     |                                         |                          |                   |  |
| 49 | 13             | Great Expectations                  | Michael Grossman    | Eric Buchman                            | 21,40                    | 25 januari 2007   |  |
| Wanneer de Chief zijn pension aankondigt, ontstaan er roddels over zijn vertrek en opvolger. Mark, die van plan was Seattle voorgoed te verlaten, besluit te blijven wanneer hij van Meredith verneemt dat de Chief op pensioen gaat. Alle specialisten doen hun best om Richards aandacht te trekken, maar hij wordt enkel teleurgesteld door hun gedrag. Ondanks het gebrek aan steun besluit Bailey haar plan om een gratis kliniek te openen door te zetten wanneer Izzie besluit om haar hele erfenis aan het project te besteden. George gebruikt seks om het verlies van zijn vader een plaats te geven en vraagt Callie uiteindelijk ten huwelijk. Cristina en Burke praten nog steeds met elkaar, maar hij breekt de stilte door ook een huwelijksaanzoek te doen. Richard besloot op pensioen te gaan om zich te herenigen met Adele, maar wanneer hij thuiskomt ontdekt hij dat er een nieuwe man in haar leven is. |                |                                     |                     |                                         |                          |                   |  |
| 50 | 14             | Wishin' and Hopin'                  | Julie Anne Robinson | Tony Phelan & Joan Rater                | 23,92                    | 1 februari 2007   |  |
| De strijd voor de positie van Diensthoofd Chirurgie barst los en de specialisten doen hun uiterste best. De Denny Duquette Memorial Clinic wordt geopend, maar er daagt slechts één patiënt op. Izzie is teleurgesteld en besluit patiënten van de spoeddienst te stelen. Callie en George keren terug van Vegas en kondigen aan dat ze getrouwd zijn, maar ze stuiten op onbegrip. Vooral Izzie denkt dat George een ernstige fout begaan heeft. Merediths moeder wordt weer helder voor één dag en is teleurgesteld om te zien dat haar dochter maar middelmatig is, waarvoor ze Derek de schuld geeft. Ellis moet een hartoperatie ondergaan maar weigert. Meredith besluit echter, als haar moeders medische gevolmachtigde, om haar de operatie toch te laten ondergaan. Richard praat terug met Ellis en realiseert dat ze nog steeds van hem houdt. Aan het einde van hun gesprek verliest Ellis haar geheugen weer, alvorens Meredith haar kan vertellen hoe ze zich echt voelt. |                |                                     |                     |                                         |                          |                   |  |
| 51 | 15             | Walk on Water                       | Rob Corn            | Shonda Rhimes                           | 25,20                    | 8 februari 2007   |  |
| Een ferrycrash daagt het personeel van het ziekenhuis uit. Richard heeft moeite met de breuk met zijn vrouw en besluit zijn haar te verven "voor de vrouwen", waar de andere mannelijke specialisten mee lachen. Cristina probeert Meredith te vertellen over haar verloving. George belooft een vrouw om haar zoon te vinden, die ze verloor tijdens het ongeluk. De vrouw weigert namelijk een operatie tot haar zoon terecht is. Izzie moet een man verzorgen die geklemd raakte tussen twee auto's op de ferry, maar ze vindt niemand die haar kan helpen door het grote aantal slachtoffers. Alex redt een zwangere vrouw met zware verwondingen aan haar gezicht en belooft haar te verzorgen. Meredith bekommert zich om een meisje dat haar moeder kwijtraakte, maar ze valt per ongeluk in het ijskoude water met enkel het kleine meisje als getuige. |                |                                     |                     |                                         |                          |                   |  |
| 52 | 16             | Drowning on Dry Land                | Rob Corn            | Shonda Rhimes                           | 25,59                    | 15 februari 2007  |  |
| Derek kan Meredith nergens vinden en komt uiteindelijk terecht bij het kleine meisje, dat hem duidelijk maakt wat er gebeurde. Derek kan Meredith redden, maar haar leven hangt een zijden draadje door hevige onderkoeling. Izzie moet gaten boren in de schedel van de man die geklemd zit tussen de auto's om de druk op zijn hersenen te verlichten. Ondanks haar onzekerheid doet ze dit perfect en redt ze zijn leven. George blijft zoeken naar het zoontje van zijn patiënt en Alex kan de familie van zijn zwangere patiënte niet opgespoord krijgen. De co-assistenten zijn in shock wanneer ze het nieuws over Meredith vernemen, terwijl Meredith wakker wordt in wat het hiernamaals lijkt en daar talrijke overleden kennissen ontmoet. |                |                                     |                     |                                         |                          |                   |  |
| 53 | 17             | Some Kind of Miracle                | Adam Arkin          | Shonda Rhimes & Marti Noxon             | 28,40                    | 22 februari 2007  |  |
| De artsen doen hun uiterste best om Meredith in leven te houden. Ondertussen zorgen de ontmoetingen met overleden kennissen in het hiernamaals ervoor dat Merediths overlevingsdrang te bovenhand neemt. Terwijl Alex een band vormt met de zwangere patiënte die aan geheugenverlies blijkt te lijden, gaat Cristina winkelen om haar zorgen over Meredith te verdringen. Derek weet dat Meredith goed kan zwemmen en beschuldigt Ellis ervan haar depressief te hebben gemaakt. Op dat moment krijgt Ellis een hartaanval en ontmoet haar dochter in het hiernamaals, waar ze haar eindelijk vertelt dat ze van haar houdt en trots op haar is, en dat ze wakker moet worden. Meredith wordt wakker met al haar geliefden naast haar zijde. Cristina vertelt haar eindelijk over haar verloving. |                |                                     |                     |                                         |                          |                   |  |
| 54 | 18             | Scars and Souvenirs                 | James Frawley       | Debora Cahn                             | 22,38                    | 15 maart 2007     |  |
| De competitie tussen de specialisten voor de positie van Diensthoofd Chirurgie vergroot wanneer een nieuwe kandidaat, Colin Marlow, zijn intrede doet. Hij was Cristina's professor, met wie ze een relatie had. Colin liegt tegen Burke om haar geheim te beschermen, maar leert al snel dat het slecht gaat in hun relatie. George ontdekt dat de familie van Callie rijk is, wat ze verborgen hield voor hem om te kijken of hij wel echt van haar houdt. Derek behandelt een oude collega uit New York en dwingt haar een hersenoperatie te ondergaan om haar toekomst te redden, ongeacht de risico's. Alex blijft met Jane Doe werken, wier geheugen nog steeds niet herstelt. Alex trekt in bij Meredith en dineert samen met Meredith en haar vader en stiefmoeder. Hoewel Meredith een band moet Susan vormt, lijkt de relatie met haar vader onherstelbaar. Izzie wordt wakker naast George en beseft dat ze in een dronken bui gevreeën hebben. |                |                                     |                     |                                         |                          |                   |  |
| 55 | 19             | My Favorite Mistake                 | Tamra Davis         | Chris Van Dusen                         | 21,89                    | 22 maart 2007     |  |
| George herinnert zich niets van zijn nacht met Izzie. Callie en George dineren met Callies vader, maar George maakt door zijn kater geen goede indruk. Alex en Mark herstellen het gezicht van Jane Doe, wat haar hele wereld verandert. Het bestuur van het ziekenhuis begint kandidaten te interviewen voor de job van Diensthoofd Chirurgie, en Colin maakt indruk met zijn tienjarenplan. Ook Mark lijkt het bestuur overtuigd te hebben dat hij een geschikte kandidaat is, ook al werken de andere specialisten al veel langer in het ziekenhuis. Izzie vraagt Addison om advies over haar gevoelens voor George. Wanneer Mark Meredith vraagt zijn co-assistent te zijn om een goede indruk na te laten op de Chief, denkt Derek dat Mark manipulatief geworden is. |                |                                     |                     |                                         |                          |                   |  |
| 56 | 20             | Time After Time                     | Christopher Misiano | Stacy McKee                             | 20,91                    | 19 april 2007     |  |
| Wanner Izzies dochter, Hannah Klein, in het ziekenhuis belandt met leukemie, vragen Hannahs adoptieouders Izzie om beenmerg te doneren. Izzie wil haar dochter graag zien, maar krijgt hier geen toestemming voor. Derek komt tot het inzicht dat zijn relatie met Meredith het enige is dat hem in de weg staat om Diensthoofd Chirurgie te worden. Colin Marlow blijft zich moeien in het leven van Burke en Cristina en probeert Cristina te overtuigen haar relatie met Burke te verbreken. Meredith en Susan verbeteren hun relatie met elkaar, maar Meredith heeft het nog steeds moeilijk om hetzelfde te doen met haar vader. Een koppel komt naar Seattle, denkende dat Ava (voorheen "Jane Doe") hun dochter is, maar komen tot het besef dat dit niet zo is. Alex weigert Ava uit het ziekenhuis te ontslaan, wat een conflict tussen hen teweegbrengt. |                |                                     |                     |                                         |                          |                   |  |
| 57 | 21             | Desire                              | Tom Verica          | Mark Wilding                            | 19,75                    | 26 april 2007     |  |
| De co-assistenten gebruiken elke vrije minuut om te studeren voor het examen dat hun hele carrière tijdens de opleiding chirurgie zal bepalen. Cristina is jaloers op George, die kan studeren met Callies legendarische studiekaarten. Wanneer Callie echter vermoedens krijgt over de gevoelens van George en Izzie, geeft ze de kaarten aan Cristina. De specialisten doen hun uiterste best tijdens het behandelen van de voorzitter van het ziekenhuisbestuur, die een vis in zijn urineleider heeft, en daarbovenop het nieuw krijgt dat zijn vrouw op de hoogte is van zijn jarenlange affaire met zijn secretaresse. Die verlaat hem, en zijn vrouw vraagt een scheiding aan. Richard vraagt zich af of hij wel met pensioen met gaan, aangezien hij nog veel kan bereiken als chirurg. Addison en Alex beleven een avontuurtje, maar ze maakt hem meteen duidelijk dat dat nooit opnieuw zal gebeuren. Derek stelt zich vragen bij zijn relatie met Meredith, want hij voelt dat hij de enige is die er veel tijd en moeite in steekt. George vertelt Izzie dat hij nadenkt over een overplaatsing naar een ander ziekenhuis. |                |                                     |                     |                                         |                          |                   |  |
| 58 | 22             | The Other Side of This Life, Part 1 | Michael Grossman    | Shonda Rhimes                           | 20,97                    | 3 mei 2007        |  |
| Addison neemt een pauze van het moeilijk leven in Seattle en reist naar Los Angeles om oude vrienden, Sam en Naomi, op te zoeken. Naomi, een fertiliteitsspecialist, ontdekt al gauw dat Addison een kind wil. Na enige onderzoeken blijkt echter dat dit niet meer mogelijk is, wat een zware opdoffer is. Cristina vindt het moeilijk haar huwelijk te regelen doordat haar eigen en Burkes moeder het niet kunnen laten zich te bemoeien. Callie is verrast wanneer Cristina haar vraagt bruidsmeisje te zijn. Thatcher en Susan komen naar Seattle Grace omdat Susans hik maar niet ophoudt. Meredith vermoedt dat het een trucje is van Susan om haar en haar vader dichter bij elkaar te brengen. Mark vertrouwt Derek toe dat hij spijt heeft dat hij geen relatie met Addison heeft kunnen opbouwen. Ondertussen moet Derek Ava opereren, wat ervoor kan zorgen dat ze haar geheugen terug kan krijgen. George is vastbesloten naar Mercy West overgeplaatst te worden, ondanks Izzies smeekbeden. |                |                                     |                     |                                         |                          |                   |  |
| 59 | 23             | The Other Side of This Life, Part 2 | Michael Grossman    | Shonda Rhimes                           | 20,97                    | 3 mei 2007        |  |
| Addison gaat tijdelijk aan de slag als gynaecologe in de privépraktijk van Sam en Naomi om een vrouw te behandelen wier baby drie mogelijke vaders heeft. Bovendien is ze van streek door het nieuws dat ze geen kind kan krijgen, maar Pete Wilder, een collega van Sam en Naomi, troost en kust haar. De dokters bieden haar de job aan, maar ze slaagt het aanbod af, want ze beseft dat haar leven in Seattle ligt. Susan keert terug naar het ziekenhuis met ernstige pijn op de borst, en sterft uiteindelijk tijdens een operatie. Thatcher is erg aangedaan en legt de schuld bij Meredith. Izzie heeft het moeilijk om de overplaatsing van George vanwege zijn gevoelens voor haar te accepteren, maar ze kan haar gevoelens voor hem niet negeren. Burkes moeder is ervan overtuigd dat het een grote fout zou zijn om met Cristina te trouwen, maar ze vertrouwt erop dat hij de juiste keuzes zal maken. |                |                                     |                     |                                         |                          |                   |  |
| 60 | 24             | Testing 1-2-3                       | Christopher Misiano | Allan Heinberg                          | 19,07                    | 10 mei 2007       |  |
| De dag van het belangrijke examen breekt aan. Meredith voelt zich nog steeds schuldig over Susans dood, maar ze vertrouwt erop dat ze zal slagen. Wanneer haar vader echter een scène maakt in het ziekenhuis, kan ze zich niet concentreren tijdens het examen en laat ze alle vragen open. Ondertussen wordt George toegelaten tot Mercy West, wat zijn relatie met Izzie voorgoed kan veranderen. Callies vermoedens over de ontrouw van haar man groeien en is dan ook blij met zijn overplaatsing. Ava's geheugen komt terug, maar ze weigert haar familie te laten weten waar ze is. Bailey beseft dat Callies kansen om Chief Resident te worden gegroeid zijn. Burke kan Cristina er niet toe brengen om te praten over hun nakende huwelijk. De specialisten werken samen om drie bergbeklimmers te behandelen die hun vriend in de bergen achterlieten om hun eigen leven te reden. Joe en zijn vriend overwegen adoptie, terwijl Addison ontdekt dat Adele, Richards vrouw, zwanger is. |                |                                     |                     |                                         |                          |                   |  |
| 61 | 25             | Didn't We Almost Have It All?       | Rob Corn            | Tony Phelan & Joan Rater                | 21,53                    | 17 mei 2007       |  |
| De bergklimmers liegen over de bijl in het hoofd van hun vriend. Derek en George ontdekken namelijk dat de bijl met opzet in de schedel van de man is beland. Een van de klimmers geeft toe dat hij zijn vriend van zijn pijn wou verlossen. Richard ontdekt een bewusteloze Adele op de grond van het toilet, en later heeft ze een miskraam. Later ontdekt Richard dat het kind van hem was, en niet van een onenightstand. Bailey is teleurgesteld wanneer Callie tot Chief Resident benoemd wordt en begint zich vragen te stellen bij haar kwaliteiten als chirurg. Richard kiest uiteindelijk Derek als opvolger, maar Derek weigert en zegt dat Richard nog niet klaar is om de fakkel door te geven. Cristina is niet uit het ziekenhuis weg te krijgen, ondanks dat het haar trouwdag is. Haar nervositeit zorgt ervoor dat Burke realiseert dat zijn liefde toch niet zo oprecht is. Hij laat haar achter aan het altaar en hij verdwijnt uit haar leven. Meredith en Derek zijn onzeker over hun toekomst samen en hoewel Derek haar de liefde van zijn leven noemt, beëindigen ze hun relatie.                             |                |                                     |                     |                                         |                          |                   |  |

## Seizoen 4: 2007-08
| Nr. in serie | Nr. in seizoen | Titel                                  | Regisseur                     | Schrijver                      | Kijkcijfers VS (miljoen) | Uitzenddatum VS   |  |
| --- | -------------- | -------------------------------------- | ----------------------------- | ------------------------------ | ------------------------ | ----------------- |  |
| 62 | 1              | A Change Is Gonna Come                 | Rob Corn                      | Shonda Rhimes                  | 20,93                    | 27 september 2007 |  |
| Wanner Cristina terugkomt van haar huwelijksreis met Meredith, kan ze Burke nergens vinden. Meredith, Alex, Izzie en Cristina starten als arts-assistenten met elk hun eigen groep van co-assistenten om te begeleiden, waaronder George, die niet slaagde voor zijn examen en zijn jaar als co-assistent dus moet overdoen. Ook Lexie Grey, Merediths halfzus die ze nog nooit ontmoette, start haar carrière als co-assistent. Nu zijn romance met Meredith voorbij is, zoekt Derek vriendschap bij zijn collega's. Bailey heeft het moeilijk met haar plaats in het ziekenhuis nu haar vroegere co-assistenten onder de leiding van Chief Resident Callie komen te staan. Callie heeft het echter moeilijk met haar baan, en Richard neemt zijn baan als Hoofd Chirurgie weer op. |                |                                        |                               |                                |                          |                   |  |
| 63 | 2              | Love/Addiction                         | James Frawley                 | Debora Cahn                    | 18,51                    | 4 oktober 2007    |  |
| Een explosie in een appartementsgebouw zorgt ervoor dat de spoedafdeling volstroomt met patiënten. Alex brengt het voortbestaan van een familie in gevaar wanneer hij de oorzaak van de explosie ontdekt. Lexie probeert bevriend te raken met haar halfzus Meredith, die haar relatie met Derek louter seksueel voortzet. Terwijl Bailey naar een nieuwe manier zoekt om haar talenten te tonen, heeft Callie het steeds moeilijker als Chief Resident. De moeder van Burke zoekt Cristina op om nog enkele spullen van Burke uit haar appartement op te komen halen, terwijl Cristina de huwelijksgeschenken ruilt voor operaties en gunsten. |                |                                        |                               |                                |                          |                   |  |
| 64 | 3              | Let the Truth Sting                    | Dan Minahan                   | Mark Wilding                   | 19,04                    | 11 oktober 2007   |  |
| Callie sluit zich op in haar kantoor, wat Bailey frustreert. Wanneer "really old guy" wakker wordt uit zijn coma, probeert Izzie hem ervan te overtuigen dat hij niet hoeft te sterven. Ondertussen bewijzen Mark en Richard dat ze niet te oud zijn om een nieuwe techniek aan te leren, en Alex krijgt een oude co-assistent onder zijn hoede geplaatst. Er heerst een intense spanning tussen George en Callie in hun hotelkamer, en ook Meredith en Lexie hebben het moeilijk om het met elkaar te kunnen vinden. Uiteindelijk biecht George op dat hij Callie bedrogen heeft met Izzie. |                |                                        |                               |                                |                          |                   |  |
| 65 | 4              | The Heart of the Matter                | Randy Zisk                    | Allan Heinberg                 | 18,04                    | 18 oktober 2007   |  |
| Meredith verliest een patiënt wanneer ze een foute diagnose stelt. Callie confronteert Izzie nu ze weet dat ze met George geslapen heeft. Derek vormt een band met Lexie, die nog steeds haar uiterste best blijft doen om Meredith te leren kennen. Adele komt naar het ziekenhuis met haar nichtje, die weer keelkanker heeft. |                |                                        |                               |                                |                          |                   |  |
| 66 | 5              | Haunt You Every Day                    | Bethany Rooney                | Krista Vernoff                 | 16,44                    | 25 oktober 2007   |  |
| Nu het Halloween is voelt Meredith zich achtervolgd door de assen van haar moeder, maar ze vindt er geen geschikte plek voor. Meredith werkt samen met een jongen zonder oorschelpen om hem een gratis operatie te bezorgen, uitgevoerd door Mark. Een man op de spoeddienst is ervan overtuigd dat zijn voet niet meer bij zijn lichaam hoort, en zaagt hem af met een kettingzaag wanneer de dokters geen oorzaak voor het vreemde gevoel kunnen vinden. Cristina mag niet assisteren tijdens een operatie en Erica Hahn volgt Burke op als Hoofd van Cardiothoracale Chirurgie. |                |                                        |                               |                                |                          |                   |  |
| 67 | 6              | Kung Fu Fighting                       | Tom Verica                    | Stacy McKee                    | 19,31                    | 1 november 2007   |  |
| Richard organiseert een mannenavond. Mark en Derek vragen zich de hele dag door af wat deze avond zou kunnen inhouden. Twee toekomstige bruiden worden naar de spoeddienst gebracht, maar ze weigeren beide om eenzelfde trouwjurk los te laten, want dat is onderdeel van een wedstrijd die hen hun droomhuwelijk kan opleveren. Mark misbruikt zijn macht om George te pesten vanwege zijn bedrog. Een andere patiënt op de spoeddienst is een man die een parachuteongeluk overleefde zonder enig letsel en Izzie en Cristina bestrijden elkaar om Hahn te mogen assisteren. |                |                                        |                               |                                |                          |                   |  |
| 68 | 7              | Physical Attraction, Chemical Reaction | Jeff Melman                   | Tony Phelan & Joan Rater       | 19,50                    | 8 november 2007   |  |
| Erica Hahn weigert nog langer met Cristina samen te werken. Bailey neemt steeds meer taken van Callie over, die meer en meer gestrest raakt, terwijl George en Izzie hun uiterste best doen om een nacht te beleven die zo magisch was als hun eerste keer samen. Cristina spreekt de Chief aan over het gebrek aan hartoperaties in haar opleiding. Meredith wordt gek van haar halfzus Lexie. |                |                                        |                               |                                |                          |                   |  |
| 69 | 8              | Forever Young                          | Rob Corn                      | Mark Wilding                   | 19,61                    | 15 november 2007  |  |
| Een harde confrontatie tussen Meredith en Lexie over het drankprobleem van hun vader zorgt ervoor dat Meredith zich schuldig voelt, en Alex belandt in bed met Lexie. Callie wordt ontslagen als Chief Resident en Bailey krijgt de job toegewezen. Bailey wordt emotioneel wanneer een buscrash een oude vlam op de spoeddienst brengt. Derek begint weer te daten, terwijl Cristina haar uiterste best doet om weer op een goed blaadje te staan bij Hahn. |                |                                        |                               |                                |                          |                   |  |
| 70 | 9              | Crash Into Me, Part 1                  | Michael Grossman & Jessica Yu | Shonda Rhimes & Krista Vernoff | 14,11                    | 22 november 2007  |  |
| Een ongeluk met twee ambulances zorgt voor chaos in het ziekenhuis. Meredith en Richard behandelen twee ambulanciers die vastzitten in een van de gecrashte ambulances, terwijl Izzie en Cristina elkaar bevechten om Hahn te mogen assisteren. Derek en George behandelen een ambulanciers met toevallen. Een ambulancier met een aanstootgevende tatoeage van een hakenkruis beledigt Bailey. Rebecca Pope (de echte naam van Ava) keert terug en Lexie komt terecht in een netelige situatie met een patiënt. Derek ontmoet verpleegster Rose, die interesse in hem lijkt te hebben. |                |                                        |                               |                                |                          |                   |  |
| 71 | 10             | Crash Into Me, Part 2                  | Jessica Yu                    | Shonda Rhimes & Krista Vernoff | 17,78                    | 6 december 2007   |  |
| Baileys collega's besluiten om haar niet langer de bijnaam Nazi te geven wanneer het nieuws van de ambulancier met de swastika-tatoeage zich door het ziekenhuis verspreidt. De artsen blijven zich inzetten om de ambulanciers die vastzitten in het wrak te redden. Rebecca wil tijd doorbrengen met Alex. Ook Baileys man wil meer tijd met zijn vrouwen doorbrengen, maar hij is het beu steeds op haar te moeten wachten tot ze klaar is in de operatiekamer. Lexie leert dat het leven niet gemakkelijk is wanneer ze naar een patiënt toegroeit en Meredith is jaloers wanneer Derek verdergaat met zijn leven. Cristina negeert Baileys bevelen en blijft proberen om samen te werken met Hahn.                                                                              |                |                                        |                               |                                |                          |                   |  |
| 72 | 11             | Lay Your Hands On Me                   | John Terlesky                 | Allan Heinberg                 | 17,68                    | 10 januari 2008   |  |
| Izzie verliest haar interesse in cardio, en Georges moeder bezoekt het ziekenhuis. Ze is echter nog niet op de hoogte van het bedrog van haar zoon en zijn scheiding met Callie. Bailey krijgt het moeilijk wanneer haar zoontje op de spoedafdeling wordt binnengebracht, en haar man haar beschuldigt van het ongeluk. Meredith verneemt dat Derek en Rose gekust hebben. Alex moet een vrouw verzorgen die beweert dat ze andere mensen kan helen. |                |                                        |                               |                                |                          |                   |  |
| 73 | 12             | Where the Wild Things Are              | Rob Corn                      | Zoanne Clack                   | 16,37                    | 24 april 2008     |  |
| Bailey start een competitie die de winnaar toestaat om te beslissen om bij eender welke operatie te assisteren. Lexie steelt spullen uit het ziekenhuis om het appartement dat ze deelt met George in te richten, terwijl Mark probeert om Rose en Derek uit elkaar te krijgen. Izzie overschrijdt grenzen tijdens de behandeling van een patiënt en de andere arts-assistenten behandelen het slachtoffer van een aanval van een beer. Callie en Erica groeien dichter naar elkaar toe. |                |                                        |                               |                                |                          |                   |  |
| 74 | 13             | Piece of My Heart                      | Mark Tinker                   | Stacy McKee                    | 15,31                    | 1 mei 2008        |  |
| Addison keert terug naar Seattle om bij een moeilijke zaak te assisteren en ontdekt dat er veel veranderd is sinds haar vertrek naar Los Angeles. Het onderzoek van Derek en Meredith kent een gecompliceerde start. Callie stelt zich defensief op wanneer Addison suggereert dat er meer dan vriendschap speelt tussen haar en Erica. Mark wordt overmoedig en voelt zich God. |                |                                        |                               |                                |                          |                   |  |
| 75 | 14             | The Becoming                           | Julie Anne Robinson           | Tony Phelan & Joan Rater       | 15,55                    | 8 mei 2008        |  |
| Preston Burke krijgt de prestigieuze Harper Avery Award, wat een hoop gevoelens losweekt bij Cristina, maar haar tegelijkertijd helpt om over Burke heen te raken. Meredith blijft haar psycholoog bezoeken om over Derek te raken. De verpleegsters vormen een team om een klacht tegen Mark Sloans buitensporig seksueel gedrag neer te leggen, waardoor al het personeel een lijst moet maken van hun seksuele partners binnen het ziekenhuis. Alex probeert zich te verzoenen met het feit dat hij een vader wordt, en Callie gebruikt seks met Mark om haar gevoelens voor Erica te verdringen. |                |                                        |                               |                                |                          |                   |  |
| 76 | 15             | Losing My Mind                         | James Frawley                 | Debora Cahn                    | 16,03                    | 15 mei 2008       |  |
| De mentor van de Chief komt naar het ziekenhuis en dwingt het personeel een moeilijke operatie op hem uit te voeren. Erica Hahn is tegen de riskante operatie en vreest dat het haar carrière om zeep kan helpen. Meredith probeert de behandeling van haar psycholoog stop te zetten wanneer haar verleden besproken wordt, terwijl Cristina zich vreemd gedraagt na het nieuws over Burke. George wordt de persoonlijke co-assistent van de Chief. Mark en Izzie vermoeden dat er iets mis is met Rebecca en confronteren haar met hun vermoedens, waardoor Rebecca psychologisch instort. Callie stelt zich vragen bij haar geaardheid. |                |                                        |                               |                                |                          |                   |  |
| 77 | 16             | Freedom, Part 1                        | Rob Corn                      | Shonda Rhimes                  | 18,09                    | 22 mei 2008       |  |
| De chirurgen racen tegen de klok om een jongen uit een blok cement te bevrijden. Het verzorgen van Rebecca brengt pijnlijke herinneringen terug bij Alex die zijn beoordelingsvermogen beïnvloeden, en Meredith en Derek hebben nog één laatste kans om een patiënt te redden tijdens hun onderzoek. |                |                                        |                               |                                |                          |                   |  |
| 78 | 17             | Freedom, Part 2                        | Rob Corn                      | Shonda Rhimes                  | 18,09                    | 22 mei 2008       |  |
| De dokters blijven hun best doen om de jongen uit het cement te bevrijden. Terwijl Callie eindelijk haar gevoelens voor Erica tot uiting brengt, groeien Meredith en Derek weer dichter naar elkaar toe wanneer hun onderzoek een goede afloop kent. Bailey geeft Izzie de leiding over de gratis kliniek. De Chief wil alles doen om zich opnieuw te verenigen met Adele. Cristina vindt zichzelf terug wanneer ze de wedstrijdpieper van Meredith krijgt. Lexie ontdekt dat George slechts met één punt zakte voor zijn examen. Alex heeft het moeilijk om te gaan met Rebecca's zelfmoordpoging, die ook voor Meredith pijnlijke herinneringen terugbrengt. Meredith en Derek beslissen om hun relatie een nieuwe kans te geven.                                                  |                |                                        |                               |                                |                          |                   |  |

## Seizoen 5: 2008-09
| Nr. in serie | Nr. in seizoen | Titel                                     | Regisseur           | Schrijver                | Kijkcijfers VS (miljoen) | Uitzenddatum VS   |  |
| --- | -------------- | ----------------------------------------- | ------------------- | ------------------------ | ------------------------ | ----------------- |  |
| 79 | 1              | Dream a Little Dream of Me, Part 1        | Rob Corn            | Shonda Rhimes            | 18,29                    | 25 september 2008 |  |
| Het ziekenhuis daalt naar plaats 12 in de ranking van beste ziekenhuizen, wat een zware klap is voor het personeel. Een hevige sneeuwstorm zorgt voor enkele patiënten. Lexies gevoelens voor George nemen toe terwijl Meredith en Derek besluiten om te gaan samenwonen. Erica en Callie hebben het moeilijk met hun lesbische relatie, en Cristina's aandacht wordt getrokken door trauma- en oorlogschirurg Owen Hunt. |                |                                           |                     |                          |                          |                   |  |
| 80 | 2              | Dream a Little Dream of Me, Part 2        | Rob Corn            | Shonda Rhimes            | 18,35                    | 25 september 2008 |  |
| Owen behandelt Cristina, die bij na een ongelukkige val doorboord werd door een ijspegel. Hij kust haar en brengt haar in de war. Alex is woedend wanneer Izzie aan Meredith vertelt dat Alex huilde na de zelfmoordpoging van Rebecca. De woede van de Chief neemt toe wanneer blijkt dat er steeds meer patiënten naar de spoeddienst van Mercy West Hospital gaan. Wanneer Rose Derek per ongeluk snijdt met een scalpel, besluit ze op de dienst pediatrie te gaan werken om hem te vermijden. |                |                                           |                     |                          |                          |                   |  |
| 81 | 3              | Here Comes the Flood                      | Michael Pressman    | Krista Vernoff           | 14,54                    | 9 oktober 2008    |  |
| Terwijl Lexie zich realiseert dat ze van George houdt, probeert George zijn examen opnieuw te maken. Dit wordt echter bemoeilijkt door de overstromingsproblemen waar het hospitaal mee kampt. Richard voert een nieuw protocol in om de ranking van het ziekenhuis terug naar boven te halen, waardoor de arts-assistenten niet meer mogen assisteren in hun favoriete specialisatie. Derek probeert Izzie en Alex het huis uit te krijgen. Izzie toont Cristina een appartement, met de bedoeling het samen te kopen, maar Cristina begrijpt haar verkeerd en koopt het appartement samen met Callie. Erica wil niet dat Mark haar relatie met Callie te weten komt, en Mark zelf vecht tegen zijn verleidingen voor Lexie. Meredith besluit niet langer naar de psycholoog te gaan omdat ze haar leven leuk vindt zoals het is. |                |                                           |                     |                          |                          |                   |  |
| 82 | 4              | Brave New World                           | Eric Stoltz         | Debora Cahn              | 14,57                    | 16 oktober 2008   |  |
| George krijgt het resultaat van zijn examen en viert met zijn collega-arts-assistenten. Hij vergeet Lexie echter compleet, waardoor haar gevoelens voor hem verdwijnen als sneeuw voor de zon. Alex en Izzie halen het onderste uit de kan om Derek te mogen assisteren. Cristina ontdekt de afdeling dermatologie, en raakt geïntrigeerd door de kalmte en vriendelijkheid die er heerst, in tegenstelling tot de dienst chirurgie. |                |                                           |                     |                          |                          |                   |  |
| 83 | 5              | There's No 'I' in Team                    | Randy Zisk          | Jenna Bans               | 14,21                    | 23 oktober 2008   |  |
| Bailey organiseert een 12 personen tellende dominotransplantatie. Izzie en Alex groeien weer dichter naar elkaar toe, Callie belandt in bed met Mark en er ontstaat een conflict tussen Meredith en Derek wanneer het resultaat van hun onderzoek gepubliceerd wordt zonder enige vernoeming van Merediths naam. |                |                                           |                     |                          |                          |                   |  |
| 84 | 6              | Life During Wartime                       | Jim Frawley         | Mark Wilding             | 15,05                    | 30 oktober 2008   |  |
| Om de ranking van het hospitaal omhoog te halen, huurt Richard dokter Owen Hunt in als Hoofd Traumachirurgie. Hij gebruikt echter onorthodoxe leermethoden die in verkeerde aarde vallen bij sommige collega's. Ook moeten Hahn en Bailey een tumorresectie uitvoeren die als onmogelijk werd bestempeld door andere ziekenhuizen. Callie probeert te zoeken wie ze is. |                |                                           |                     |                          |                          |                   |  |
| 85 | 7              | Rise Up                                   | Joanna Kerns        | William Harper           | 15,63                    | 6 november 2008   |  |
| De co-assistenten zijn zeer enthousiast wanneer ze op de hoogte worden gebracht van een nieuwe wedstrijd met als prijs een allereerste solo-operatie. Izzie heeft het emotioneel moeilijk wanneer ze te weten komt dat haar patiënt de persoon is van wie ze ooit het donorhart gestolen heeft voor Denny, en ze steeds moet terugdenken aan Denny. Ook Erica heeft een lastige dag achter de rug en neemt een drastische beslissing. |                |                                           |                     |                          |                          |                   |  |
| 86 | 8              | These Ties That Bind                      | Eric Stoltz         | Stacy McKee              | 15,59                    | 13 november 2008  |  |
| Sadie, een oude vriendin van Meredith, duikt op als co-assistent in het ziekenhuis en zorgt voor spanningen met Cristina. Bailey probeert indruk te maken op een cardio-thoracale chirurg genaamd Virginia Dixon, en Callie heeft het moeilijk na Erica's vertrek. Izzie vertrouwt haar patiënt enkele persoonlijke zaken over Denny toe en Cristina vermoedt dat de co-assistenten een geheim hebben. |                |                                           |                     |                          |                          |                   |  |
| 87 | 9              | In the Midnight Hour                      | Tom Verica          | Tony Phelan & Joan Rater | 15,74                    | 20 november 2008  |  |
| Cristina en Meredith helpen Lexie wanneer een routine-operatie fout gaat. Izzie wordt gepijnigd door Denny's verschijning. Derek en Mark behandelen een patiënt die hen aan hun kindertijd doet denken, en alle dokters beseffen dat ze iemand nodig hebben in hun leven. |                |                                           |                     |                          |                          |                   |  |
| 88 | 10             | All By Myself                             | Arlene Sanford      | Peter Nowalk             | 15,15                    | 4 december 2008   |  |
| Cristina wordt verkozen als winnares van de solo-operatie, maar door recente gebeurtenissen wordt ze gestraft en moet ze iemand anders kiezen om de operatie uit te voeren. Daarbovenop moet ze ook nog eens indruk maken op dokter Dixon. Mark en Bailey proberen een strottenhoofd te reconstrueren, waardoor Lexie veel ontzag krijgt voor Mark. Callie weet niet of Sadie met haar flirt of gewoon vriendelijk doet. Twee tienerzusjes belanden op de spoed na een auto-ongeluk. |                |                                           |                     |                          |                          |                   |  |
| 89 | 11             | Wish You Were Here                        | Rob Corn            | Debora Cahn              | 13,71                    | 8 januari 2009    |  |
| Bailey werkt samen met de nieuwe kinderchirurg, dokter Arizona Robbins, om het leven van een jonge patiënt te redden die haar nauw aan het hart ligt. De opname van een ter dood veroordeelde brengt veel woede naar boven bij Derek en tast de vriendschap van Meredith en Cristina nog verder aan. Callie en Mark proberen elkaar te helpen om hun verlangens naar Sadie en Lexie, respectievelijk, to stoppen. Een jarige Izzie vertelt aan Alex dat ze Denny ziet. |                |                                           |                     |                          |                          |                   |  |
| 90 | 12             | Sympathy for the Devil                    | Jeannot Szwarc      | Jenna Bans               | 12,95                    | 15 januari 2009   |  |
| Carolyn Shepherd, de moeder van Derek, brengt een verrassingsbezoek en ontmoet Meredith voor de eerste keer. Mark probeert zijn relatie met Lexie voor haar te verstoppen. William, de ter dood veroordeelde, wenst zijn organen te doneren aan de patiënt van Bailey en Arizona, en Cristina en Owen gaan voor de eerste keer op date. |                |                                           |                     |                          |                          |                   |  |
| 91 | 13             | Stairway to Heaven                        | Allison Liddi-Brown | Mark Wilding             | 14,25                    | 22 januari 2009   |  |
| Bailey wordt wanhopig wanneer de toestand van haar patiëntje steeds verder achteruitgaat. Iedereen in het ziekenhuis probeert een orgaandonor te vinden voor de jongen. Meredith wil hiervoor haar ter dood veroordeelde patiënt voor gebruiken, aangezien die wenst te sterven voor zijn executie. Mark belandt in een benarde situatie nadat hij een gênante verwonding oploopt en Cristina probeert Owen te ontwijken. |                |                                           |                     |                          |                          |                   |  |
| 92 | 14             | Beat Your Heart Out                       | Julie Anne Robinson | William Harper           | 15,20                    | 5 februari 2009   |  |
| Nu Derek een verlovingsring heeft, probeert hij de perfecte manier te vinden om Meredith ten huwelijk te vragen. Lexie eist dat Mark hun relatie bekendmaakt. Bailey, aangemoedigd door recente casussen en dokter Dixon, denkt eraan om haar carrière in een nieuwe richting te sturen. |                |                                           |                     |                          |                          |                   |  |
| 93 | 15             | Before and After                          | Dan Attias          | Tony Phelan & Joan Rater | 15,70                    | 12 februari 2009  |  |
| Addison, Naomi en Sam brengen een ijlende Archer, de broer van Addison, naar Seattle Grace en werken samen met hun oude vrienden Derek en Mark om Archers leven te redden. Izzie gebruikt haar collega's om de coassisten nieuwe dingen te leren door middel van een medisch spel, en Owen komt een belangrijk iemand uit zijn verleden tegen. |                |                                           |                     |                          |                          |                   |  |
| 94 | 16             | An Honest Mistake                         | Randy Zisk          | Peter Nowalk             | 15,39                    | 19 februari 2009  |  |
| Het zelfvertrouwen van Derek krijgt een deuk wanneer hij en Addison het niet eens raken over wat de beste behandeling is voor hun stervende, zwangere patiënte. Cristina twijfelt aan de capaciteiten van een gerenommeerd chirurg wanneer die een standaardprocedure doet mislukken, en Bailey, die een opleiding tot kinderchirurg wil volgen, vindt de aanbevelingsbrief van de Chief beneden alle peil. |                |                                           |                     |                          |                          |                   |  |
| 95 | 17             | I Will Follow You Into the Dark           | Rob Corn            | Jenna Bans               | 13,54                    | 12 maart 2009     |  |
| Derek trekt zich terug in zijn caravan wanneer hij ontdekt dat meer patiënten van hem sterven dan dat er overleven. Bailey en de Chief blijven ruziën over haar opleiding tot kinderchirurg tot Adele, Richards vrouw, erbij gehaald wordt. De co-assistenten maken in de doorbraak in de casus van "Patiënt X", die eigenlijk Izzie is. Izzie vindt steun in onverwachte hoek. |                |                                           |                     |                          |                          |                   |  |
| 96 | 18             | Stand By Me                               | Jessica Yu          | Zoanne Clack             | 14,67                    | 19 maart 2009     |  |
| Wanneer haar collega's falen, is Meredith de enige die kan proberen Derek terug aan het werk te krijgen. Mark zorgt voor opwinding in het ziekenhuis door een zeldzame gezichtstransplantatie uit te voeren. Cristina mag eindelijk haar eerste solo-operatie uitvoeren, maar ze is meer gefocust op de noden van haar vrienden, en Izzie probeert haar medisch probleem geheim te houden. |                |                                           |                     |                          |                          |                   |  |
| 97 | 19             | Elevator Love Letter                      | Ed Ornelas          | Stacy McKee              | 16,10                    | 26 maart 2009     |  |
| Alle ogen zijn op Derek gericht wanneer hij zijn eerste operatie na zijn depressie uitvoert. Ook Izzie loopt volop in de aandacht, want ze moet een uiterst moeilijke operatie ondergaan. Owen heeft weer een aanval van zijn posttraumatisch stressstoornis en brengt hierbij Cristina in gevaar, waardoor de toekomst van hun relatie onzeker wordt. |                |                                           |                     |                          |                          |                   |  |
| 98 | 20             | Sweet Surrender                           | Tony Phelan         | Sonay Washington         | 13,55                    | 23 april 2009     |  |
| Bailey zorgt voor een stervend kind op haar vrije dag. Izzie wordt steeds zieker en stort zich op de organisatie van het huwelijk van Meredith en Derek. Lexie kan niet stoppen met eten door de stress die ze heeft omdat Derek en Mark geen vrienden meer zijn door haar relatie met Mark. Meredith past trouwjurken. George en Alex bekvechten over hun patiënt en Owen merkt dat George veel aanleg heeft voor traumachirurgie. Cristina ontwijkt Owen nog steeds en Callie krijgt bezoek van haar vader. |                |                                           |                     |                          |                          |                   |  |
| 99 | 21             | No Good at Saying Sorry (One More Chance) | Tom Verica          | Krista Vernoff           | 14,12                    | 30 april 2009     |  |
| Tussen haar voorbereidingen voor het huwelijk door, krijgt Izzie een verrassingsbezoek van haar moeder Robbie. Een nuchtere Thatcher brengt zijn dochters een bezoek om het bij te leggen. De Chief en Meredith kunnen het steeds moeilijk met elkaar. Een man wordt binnengebracht op de spoed nadat zijn 6 jaar oude dochter hem neerschoot. |                |                                           |                     |                          |                          |                   |  |
| 100 | 22             | What a Difference a Day Makes             | Rob Corn            | Shonda Rhimes            | 15,33                    | 7 mei 2009        |  |
| Terwijl Meredith, Derek en hun vrienden zich voorbereiden op huwelijk, wordt een groep universiteitsstudenten binnengebracht op de spoed na een busongeluk op weg naar hun proclamatie. Izzie vreest het ergste wanneer ze weer gekende symptomen ervaart. |                |                                           |                     |                          |                          |                   |  |
| 101 | 23             | Here's to Future Days                     | Bill D'Elia         | Allan Heinberg           | 15,58                    | 14 mei 2009       |  |
| Izzie brengt tijd door met aan andere kankerpatiënt die twijfelt of ze al dan niet een risicovolle operatie moet ondergaan. Mark is klaar voor vooruitgang in zijn relatie met Lexie en Owen gaat nadenken over zijn plaats in het ziekenhuis wanneer hij en Callie een soldaat helpen die zijn pijnlijke been wil laten amputeren om zo snel mogelijk terug naar het leger te kunnen. |                |                                           |                     |                          |                          |                   |  |
| 102 | 24             | Now or Never                              | Rob Corn            | Debora Cahn              | 17,12                    | 14 mei 2009       |  |
| George heeft shockerend nieuws voor Bailey en de rest van zijn collega's. Izzies vrienden wachten nerveus op haar herstel na de operatie. Bailey is verrassend genoeg teleurgesteld wanneer ze geselecteerd wordt voor de opleiding tot kinderchirurg. Het onherkenbaar slachtoffer van ernstig verkeersongeluk brengt vele dokters samen die hun uiterste best doen om zijn leven te redden. |                |                                           |                     |                          |                          |                   |  |

## Seizoen 6: 2009-10
| Nr. in serie | Nr. in seizoen | Titel                                       | Regisseur           | Schrijver                   | Kijkcijfers VS (miljoen) | Uitzenddatum VS   |  |
| --- | -------------- | ------------------------------------------- | ------------------- | --------------------------- | ------------------------ | ----------------- |  |
| 103 | 1              | Good Mourning                               | Ed Ornelas          | Krista Vernoff              | 17,03                    | 24 september 2009 |  |
| De dokters slagen erin Izzie terug tot leven te wekken, maar ze krijgt het vreselijke nieuws van Georges dood te verwerken. Terwijl het personeel in rouwstemming verkeert, moeten Meredith en haar collega's uitzoeken om zijn dood een plaats te geven in hun leven. Zijn dood blijkt een grotere impact te hebben op hun levens dan ze konden denken. Arizona moet een tienerjongen helpen die lijdt onder enorme pijn, maar ze vermoedt dat het gewoon groeipijnen zijn. |                |                                             |                     |                             |                          |                   |  |
| 104 | 2              | Goodbye                                     | Bill D'Elia         | Krista Vernoff              | 17,03                    | 24 september 2009 |  |
| Cristina en Owen moeten een tijdje zonder seks op aanraden van zijn psychiater. Meredith en Derek daarentegen consummeren hun huwelijk waar en wanneer ze kunnen. Izzie blijft rouwen en mist Alex, nu hij haar steeds meer lijkt te ontwijken. Arizona heeft kostelijke tests nodig om de oorzaak van de pijn van haar patiënt te achterhalen, maar Richard geeft geen toestemming wegens financiële problemen in het ziekenhuis. Richard kondigt aan dat het ziekenhuis gaat fuseren met Mercy West. |                |                                             |                     |                             |                          |                   |  |
| 105 | 3              | (I Always Feel Like) Somebody's Watchin' Me | Michael Pressman    | Tony Phelan & Joan Ratey    | 15,69                    | 1 oktober 2009    |  |
| Bailey, Alex, en Lexie krijgen het moeilijk wanneer de zoon van hun patiënt paranoïde en schizofreen blijkt te zijn. Alle dokters, assistenten en verpleegsters vrezen voor hun job nu er ontslagrondes aankomen. Dit resulteert in een grote competitie tussen collega's en ook Izzie kan het niet laten om terug te keren naar het ziekenhuis. |                |                                             |                     |                             |                          |                   |  |
| 106 | 4              | Tainted Obligation                          | Tom Verica          | Jenna Bans                  | 14,13                    | 8 oktober 2009    |  |
| Meredith en Lexie hebben verschillende meningen wanneer hun vader Thatcher in het ziekenhuis wordt opgenomen en nood heeft aan een levertransplantatie. Meredith is de enige mogelijke donor, maar ze twijfelt of ze wel wil doneren gezien hun verleden. Mark wil de competitieve Cristina een lesje leren en vraagt haar hulp om een impotente man te behandelen die weer een erectie wil krijgen. Izzie krijgt sympathie voor een man met terminale kanker. |                |                                             |                     |                             |                          |                   |  |
| 107 | 5              | Invasion                                    | Tony Phelan         | Mark Wilding                | 13,79                    | 15 oktober 2009   |  |
| Nieuwe arts-assistenten van Mercy West arriveren in het ziekenhuis, waardoor alle assistenten een enorme druk op hun schouders voelen. Callie is gefrustreerd wanneer haar vader naar Seattle komt met een priester om haar weer heteroseksueel te maken. Izzie begaat een ernstige fout die de niertransplantatie van een patiënte in gevaar brengt en ook voor haar ernstige gevolgen heeft. Dr. Bailey wil haar fout rechtzetten. Izzie wordt ontslagen en denkt dat Alex hier schuldig voor is. Ze schrijft hem een briefje en verdwijnt. |                |                                             |                     |                             |                          |                   |  |
| 108 | 6              | I Saw What I Saw                            | Allison Liddi-Brown | William Harper              | 15,06                    | 22 oktober 2009   |  |
| Na de dood van patiënte worden de dokters van de spoeddienst een voor een ondervraagd. Owen, Cristina, Bailey, Alex, Callie, Lexie, Charles, Jackson en Reed moeten allen hun versie van de feiten geven, zodat het bestuur de verantwoordelijke kan vinden. Derek vindt dat deze gang van zaken aantoont dat er heel wat misgaat in het ziekenhuis. |                |                                             |                     |                             |                          |                   |  |
| 109 | 7              | Give Peace A Chance                         | Chandra Wilson      | Peter Nowalk                | 13,74                    | 29 oktober 2009   |  |
| Een laborant van het ziekenhuis zoekt Dereks help om zijn inoperabele spinale tumor te verwijderen. De operatie lijkt onmogelijk, maar Derek besluit toch te proberen, ondanks Richards bezwaren. Het hele ziekenhuis leeft mee met de operatie en hoopt dat Isaac de operatie zal overleven. |                |                                             |                     |                             |                          |                   |  |
| 110 | 8              | Invest In Love                              | Jessica Yu          | Stacy McKee                 | 13,95                    | 5 november 2009   |  |
| Arizona krijgt een verrassing wanneer de ouders van een patiënt, die ze al lang behandelt, haar 25 miljoen dollar aanbieden. Wanneer de toestand van de jongen echter verslechtert, zijn alle ogen op haar gericht om de jongen te redden en het geld voor het ziekenhuis binnen te halen. Cristina test haar relatie wanneer ze Owens bevelen negeert en een cardiologische procedure uitvoert zonder begeleiding. Jackson raakt hierdoor geïnteresseerd. Alex heeft moeite om een pasgeboren baby in leven te houden terwijl hij nog steeds probeert te achterhalen waar Izzie is. Callie en Arizona zetten stappen voorwaarts in hun relatie. |                |                                             |                     |                             |                          |                   |  |
| 111 | 9              | New History                                 | Rob Corn            | Allan Heinberg              | 14,87                    | 12 november 2009  |  |
| Izzie keert terug naar het ziekenhuis met een oude leraar van haar die een hersenoperatie nodig heeft, en ze hoopt dat Derek wil helpen. Alex en Izzie praten over hun problemen. Richard maakt een ernstige fout tijdens een operatie die Bailey verborgen probeert te houden. In werkelijkheid blijkt hij opnieuw aan het drinken te zijn. Owen haalt Teddy, een oude vriendin van hem uit het leger, naar Seattle als nieuw hoofd van de dienst cardiologie als verrassing voor Cristina. |                |                                             |                     |                             |                          |                   |  |
| 112 | 10             | Holidaze                                    | Robert Berlinger    | Krista Vernoff              | 14,07                    | 19 november 2009  |  |
| De feestdagen zijn niet zo vrolijk voor alle dokters. Cristina vermoedt dat er meer dat er meer aan de hand is tussen Owen en Teddy. Baileys vader bezoekt haar dochter en heeft bezwaren op haar nieuwe manier van leven na haar scheiding. Hun ruzie komt tot een hoogtepunt op het kerstdiner van Meredith. Alex voelt zich eenzaam zonder Izzie terwijl Richard steeds meer begint te drinken en niet meer opereert. Mark krijgt een onaangename verrassing wanneer zijn 18-jarige dochter van wier bestaan hij niet wist op de spoeddienst verschijnt.                                                                                      |                |                                             |                     |                             |                          |                   |  |
| 113 | 11             | Blink                                       | Randy Zisk          | Debora Cahn                 | 12,78                    | 14 januari 2010   |  |
| De dochter van Mark blijkt zwanger te zijn en Mark wil haar baby adopteren, maar dit zorgt voor spanningen tussen hem en Lexie. Ondertussen wordt Addison Montgomery naar het ziekenhuis gevlogen wanneer de baby een medisch probleem blijkt te hebben. Derek probeert een date te regelen voor Bailey. Derek probeert Meredith zo ver te krijgen hem te vertellen wat er aan de hand is met Richard. Teddy besluit weg te gaan vanwege haar gevoelens voor Owen, maar Cristina is blij om eindelijk een nieuwe mentor te hebben en weigert haar te laten gaan.                                                                                 |                |                                             |                     |                             |                          |                   |  |
| 114 | 12             | I Like You So Much Better When You're Naked | Donna Deitch        | Tony Phelan & Joan Rater    | 12,70                    | 21 januari 2010   |  |
| Izzie keert terug wanneer Meredith haar laat weten dat Alex doorgaat met zijn leven zonder haar. Ze probeert Alex terug te winnen, maar dit lijkt niet te lukken. Callie krijgt waterpokken en wordt geïsoleerd. Wanneer ook Bailey en Meredith inzien dat Richard een probleem heeft, besluit Derek het bestuur in te lichten over Richards drankprobleem. |                |                                             |                     |                             |                          |                   |  |
| 115 | 13             | State of Love and Trust                     | Jeannot Szwarc      | Stacy McKee                 | 12,55                    | 4 februari 2010   |  |
| Op Dereks eerste dag als interim Diensthoofd Chirurgie krijgt hij te maken met een mogelijke rechtszaak wanneer de patiënt van Bailey en Meredith ontwaakt tijdens de operatie. Teddy weigert om Cristina op haar dienst te plaatsen. Ondertussen test Arizona uit of Alex een goede kinderarts zou zijn en weigert Mark om met Lexie te praten. |                |                                             |                     |                             |                          |                   |  |
| 116 | 14             | Valentine's Day Massacre                    | Stephen Cragg       | William Harper              | 12,74                    | 11 februari 2010  |  |
| Het is Valentijn en de dokters behandelen tientallen gewonden nadat het dak van een populair, romantisch restaurant instort. Derek heeft het moeilijk met zijn drukke schema en Meredith vindt het moeilijk zich aan te passen aan de rol van de vrouw van de "Chief". Mark en Callie werken samen om Sloan to overtuigen het juiste te doen voor haar kind. |                |                                             |                     |                             |                          |                   |  |
| 117 | 15             | Time Warp                                   | Rob Corn            | Zoanne Clack                | 10,27                    | 18 februari 2010  |  |
| Derek organiseert een dag waarop enkele collega's lezingen geven over belangrijke cases uit hun verleden. Bailey vertelt over haar eerste jaar als een verlegen co-assistent, Callie denkt terug aan een patiënt met polio tijdens haar opleiding, en Richard praat over een zaak waar hij samen met Ellis Grey een patiënt met GRID behandelde, de toenmalige naam voor aids. |                |                                             |                     |                             |                          |                   |  |
| 118 | 16             | Perfect Little Accident                     | Bill D'Elia         | Peter Nowalk                | 11,83                    | 4 maart 2010      |  |
| De beroemde chirurg Harper Avery belandt op de spoeddienst, en het personeel is verrast wanneer Jackson zijn kleinzoon blijkt te zijn. Harper heeft een onorthodox verzoek voor zijn operatie, wat spanningen teweegbrengt tussen Derek en Richard. Ondertussen proberen Callie en Arizona Teddy en Mark te helpen om hun verleden te vergeten en elkaar te vinden. |                |                                             |                     |                             |                          |                   |  |
| 119 | 17             | Push                                        | Chandra Wilson      | Deborah Cahn                | 10,94                    | 11 maart 2010     |  |
| Richard en Owen gaan in competitie om een heel moeilijke operatie te mogen uitvoeren op een patiënt met kanker, maar de uiteindelijke beslissing ligt in de handen van Derek. Die vindt het moeilijk om een objectieve beslissing te nemen, zeker wanneer Meredith en Cristina elk een van de mannen willen assisteren. Ondertussen zoekt een zenuwachtige Bailey hulp bij Callie om zich voor te bereiden op een date met Ben. |                |                                             |                     |                             |                          |                   |  |
| 120 | 18             | Suicide is Painless                         | Jeannot Szwarc      | Tony Phelan & Joan Rater    | 11,57                    | 25 maart 2010     |  |
| Wanneer de patiënt van Teddy haar behandeling wil stopzetten om te sterven, vraagt ze Owen om hulp aangezien de goedkeuring van twee chirurgen nodig zijn voor de procedure. De situatie brengt tal van herinneringen naar boven bij Owen, over zijn leven in het leger en zijn relatie met Teddy daar. Callie en Arizona hebben een meningsverschil over wat ze willen in de toekomst, en Richard probeert te wennen aan het feit dat hij nu een gewone chirurg is. |                |                                             |                     |                             |                          |                   |  |
| 121 | 19             | Sympathy for the Parents                    | Debbie Allen        | Allan Heinberg              | 9,87                     | 1 april 2010      |  |
| De jongere broer van Alex, Aaron, komt naar het ziekenhuis met een hernia. Aangezien Aaron geen geld heeft voor een operatie, probeert Alex Bailey te overtuigen om de operatie pro bono uit te voeren. De zaak wordt ingewikkeld wanneer Aaron geheimen uit Alex' verleden aan het licht brengt, wat Alex hem niet in dankt afneemt. |                |                                             |                     |                             |                          |                   |  |
| 122 | 20             | Hook, Line and Sinner                       | Tony Phelan         | Meg Marinis                 | 10,47                    | 29 april 2010     |  |
| Sloan keert terug naar het appartement van Mark en staat op punt te bevallen. Teddy, Mark, Callie en Arizona helpen bij de geboorte en staan Mark bij, aangezien hij zijn kleinzoon wil adopteren. Tot Cristina's genoegen nodigt Derek een bekende cardio-thoracale chirurg uit, waardoor Teddy vreest dat ze haar baan zal verliezen. De dokters werken samen wanneer een patiënt wordt binnengebracht die doorboord is door een gigantische haak na een ongeluk op zijn vissersboot. |                |                                             |                     |                             |                          |                   |  |
| 123 | 21             | How Insensitive                             | Tom Verica          | William Harper              | 11,03                    | 6 mei 2010        |  |
| Bailey bereidt de arts-assistenten voor met een verplichte training in sensitiviteit wanneer een patiënt van 300 kg naar het ziekenhuis wordt gebracht. De man vormt een grote uitdaging voor het team. Ondertussen moet Derek de man van een overleden patiënte onder ogen komen, die het ziekenhuis wil aanklagen omdat zijn vrouw volgens hem niet had hoeven sterven. Cristina wordt aan haar verleden herinnerd wanneer ze tijd doorbrengt met de dochter van een hartpatiënt. |                |                                             |                     |                             |                          |                   |  |
| 124 | 22             | Shiny Happy People                          | Ed Ornelas          | Zoanne Clack & Peter Nowalk | 11,05                    | 13 mei 2010       |  |
| Een oudere hartpatiënt ziet in de spoeddienst zijn oude geliefde terug, en al snel is het personeel betrokken bij hun liefdesverhaal. Alex behandelt een tiener van wie de ouders denken dat hun dochter schizofreen is, en Meredith vertelt Cristina over haar vermoedens over Owen en Teddy. |                |                                             |                     |                             |                          |                   |  |
| 125 | 23             | Sanctuary                                   | Stephen Cragg       | Shonda Rhimes               | 13,93                    | 20 mei 2010       |  |
| Seattle Grace Hospital wordt opgeschrikt wanneer een rouwende weduwnaar met een pistool door het ziekenhuis loopt, op zoek naar de dokters die hij verantwoordelijk acht voor de dood van zijn vrouw. |                |                                             |                     |                             |                          |                   |  |
| 126 | 24             | Death and All His Friends                   | Rob Corn            | Shonda Rhimes               | 16,13                    | 20 mei 2010       |  |
| Cristina en Meredith moeten alles uit de kast halen om enkele collega's te redden die neergeschoten zijn. |                |                                             |                     |                             |                          |                   |  |

## Seizoen 7: 2010-11
| Nr. in serie | Nr. in seizoen | Titel                              | Regisseur           | Schrijver                | Kijkcijfers VS (miljoen) | Uitzenddatum VS   |  |
| --- | -------------- | ---------------------------------- | ------------------- | ------------------------ | ------------------------ | ----------------- |  |
| 127 | 1              | With You I'm Born Again            | Rob Corn            | Krista Vernoff           | 14,32                    | 23 september 2010 |  |
| Een maand na de massamoord helpt traumaspecialist Andrew Perkins het ziekenhuispersoneel bij hun genezingsproces en beoordeelt hij hun arbeidsgeschiktheid. Terwijl Owen en Cristina hun huwelijk plannen, slaagt Meredith er maar niet in arbeidsgeschikt te worden verklaard. Derek gaat na een maand weer aan het werk, maar neemt onmiddellijk ontslag als Diensthoofd. Buiten de werkuren geniet hij er sinds kort van om te snel te rijden wegens de adrenalinerush die het rijden veroorzaakt. |                |                                    |                     |                          |                          |                   |  |
| 128 | 2              | Shock to the System                | Tom Verica          | William Harper           | 12,53                    | 30 september 2010 |  |
| Meredith probeert nog steeds arbeidsgeschikt te worden verklaard, maar dit gebeurt pas wanneer ze haar miskraam eerlijk toegeeft. Bailey weigert om Alex te laten opereren totdat hij de kogel uit zijn borst laat verwijderen. Cristina krijgt last van posttraumatisch stressstoornis tijdens een operatie. Mark heeft het moeilijk om Lexie los te laten. |                |                                    |                     |                          |                          |                   |  |
| 129 | 3              | Superfreak                         | Michael Pressman    | Mark Wilding             | 12,75                    | 7 oktober 2010    |  |
| Derek krijgt een ongewenst verrassingsbezoek van zijn zus Amelia, wat problemen uit het heden en het verleden aan de oppervlakte brengt. De Chief helpt Alex wanneer hij merkt dat Alex een angst voor liften heeft gekregen. Meredith en Derek doen hun best om Cristina weer aan het opereren te krijgen. Callie en Arizona willen Cristina en Owen subtiel vragen om te verhuizen. Teddy heeft het moeilijk wanneer haar kortstondige romance met Andrew Perkins ten einde komt. |                |                                    |                     |                          |                          |                   |  |
| 130 | 4              | Can't Fight Biology                | Ed Ornelas          | Peter Nowalk             | 12,11                    | 14 oktober 2010   |  |
| Meredith en Derek krijgen slecht nieuws van de gynaecoloog. Lexie kan het niet verdragen dat Meredith en April betere vrienden worden. Een auto-ongeluk zorgt voor veel patiënten en Jackson gebruikt zijn looks om Teddy te verleiden en haar zo te overtuigen hem te laten assisteren. Cristina's zelftwijfel spreidt zich ook uit naar haar privéleven wanneer ze met Owen op huizenjacht gaat. Aprils collega's ontdekken dat April nog steeds maagd is. |                |                                    |                     |                          |                          |                   |  |
| 131 | 5              | Almost Grown                       | Chandra Wilson      | Brian Tanen              | 10,97                    | 21 oktober 2010   |  |
| De artsassisten nemen de plaats van de specialisten in wanneer die van de Chief moeten strijden om een extra budget van 1 miljoen dollar voor hun afdeling. Callie probeert iedereen psychologisch onzeker te maken. Derek wil een onderzoek naar Alzheimer starten, want hij vreest dat Meredith vroeg of laat aan deze ziekte zal lijden, zoals haar moeder. |                |                                    |                     |                          |                          |                   |  |
| 132 | 6              | These Arms of Mine                 | Stephen Cragg       | Stacy McKee              | 10,79                    | 28 oktober 2010   |  |
| Zes maanden na het schietincident komt er een filmploeg naar Seattle Grace Mercy West om een documentaire te maken over het genezingsproces van het personeel. Meredith helpt Cristina om een dapper beeld van zichzelf neer te zetten, terwijl Callie, Derek, Owen, en Mark een dubbele armtransplantatie voorbereiden. Baileys patiënt Mary komt naar het ziekenhuis voor de operatie die had moeten plaatsvinden op de dag van het schietincident. Alex komt met een innoverende procedure om het leven van een jong meisje te redden, en Arizona ontvangt een beurs waarvoor ze naar Afrika moet verhuizen. Zij en Callie besluiten daarom samen te verhuizen.                                                                                      |                |                                    |                     |                          |                          |                   |  |
| 133 | 7              | That's Me Trying                   | Tony Phelan         | Austin Guzman            | 11,92                    | 4 november 2010   |  |
| Cristina wordt aan haar lot overgelaten om een patiënt in leven te houden terwijl Teddy een donororgaan gaat ophalen. Owen organiseert een traumacertificeringsoefening voor de arts-assistenten, waarbij April verrassend uit de hoek komt. Mark en Lexie behandelen een vrouw die bilimplantaten wil. Callie maakt duidelijk dat ze liever in Seattle zou blijven, hoewel ze toch meegaat voor Arizona. Arizona beseft echt dat Callie de beleving voor haar zou ruïneren door haar gedrag en vertrekt alleen. |                |                                    |                     |                          |                          |                   |  |
| 134 | 8              | Something's Gotta Give             | Jeannot Szwarc      | William Harper           | 11,13                    | 11 november 2010  |  |
| Terwijl Cristina en Callie op zoek gaan naar decoratie voor Cristina's huis om een housewarmingparty te organiseren, wordt er een nieuwe kinderarts aangenomen, dokter Robert Stark. Robert en Alex kunnen het niet met elkaar vinden, maar April neemt het voor hem op. Een belangrijke politieke figuur uit het Midden-Oosten wordt opgenomen als patiënt, waardoor de bewaking verhoogd wordt en de beste chirurgen op de zaak geplaatst worden. |                |                                    |                     |                          |                          |                   |  |
| 135 | 9              | Slow Night, So Long                | Rob Bailey          | Zoanne Clack             | 11,46                    | 18 november 2010  |  |
| De arts-assistenten draaien een nachtdienst zonder de specialisten in de buurt, en ontdekken dat het er 's nachts anders aan toegaat. De specialisten gaan naar Joes bar om te vieren dat Derek een beurs krijgt voor zijn onderzoek naar Alzheimer, en ontdekken tot hun verbazing dat Cristina in de bar werkt. Bij thuiskomst belanden Callie en Mark samen in bed. |                |                                    |                     |                          |                          |                   |  |
| 136 | 10             | Adrift and at Peace                | Allison Liddi-Brown | Tony Phelan & Joan Rater | 11,02                    | 2 december 2010   |  |
| Derek neemt Cristina mee op een visuitje. Teddy, die Cristina mist, ontmoet een patiënt met verzekeringsproblemen, en besluit met hem te trouwen om hem hierbij te helpen. Lexie heeft een aanvaring met een verpleger die weigert haar bevelen op te volgen en vraagt Mark om hulp. |                |                                    |                     |                          |                          |                   |  |
| 137 | 11             | Disarm                             | Debbie Allen        | Krista Vernoff           | 11,64                    | 6 januari 2011    |  |
| Een losgeslagen schutter in een nabijgelegen school zorgt ervoor dat de dokters de gebeurtenissen van de massamoord in het ziekenhuis herbeleven. Cristina arriveert in een ambulance met een patiënt waar ze al eerst hulp op toepaste, en belandt later met Teddy in de operatiekamer. Terwijl de andere dokters de slachtoffers redden, moeten Cristina en Teddy sterk zijn wanneer blijkt dat hun patiënt de schutter is. Arizona krijgt niet het warme welkom dat ze verwachtte. |                |                                    |                     |                          |                          |                   |  |
| 138 | 12             | Start Me Up                        | Mark Jackson        | Natalie Krinsky          | 12,15                    | 13 januari 2011   |  |
| Elke arts-assistent krijgt een student geneeskunde toegewezen om te begeleiden. Zonder dat ze het weten worden ze door de studenten beoordeeld, en enkel Alex krijgt een goede beoordeling omdat hij flirtte met zijn knappe studente. Teddy moet beslissingen maken over Henry's leven nu hij haar man is, maar ze vindt het moeilijk aangezien ze hem niet goed kent. Arizona probeert zich te herenigen met Callie en vraagt Mark om advies. Callie is allesbehalve geïnteresseerd en ontdekt dat ze zwanger is, terwijl het Meredith en Derek maar niet lukt om zwanger te worden. |                |                                    |                     |                          |                          |                   |  |
| 139 | 13             | Don't Deceive Me (Please Don't Go) | Kevin McKidd        | Mark Wilding             | 11,18                    | 3 februari 2011   |  |
| Derek start zijn onderzoek naar Alzheimer en betrekt Meredith erbij, met enige tegenzin. Richard ontdekt dat Bailey tweet tijdens operatie en verbiedt het, maar later ontdekt hij dat het ook educatieve voordelen biedt. Callie denkt dat er iets mis is met het kind en ze heeft het moeilijk om uit te maken welke rol zij, Arizona en Mark zullen spelen in het leven van hun kind. Mark vertelt Lexie over Callies zwangerschap. |                |                                    |                     |                          |                          |                   |  |
| 140 | 14             | P.Y.T. (Pretty Young Thing)        | Steve Robin         | Austin Guzman            | 10,47                    | 10 februari 2011  |  |
| Thatcher Grey wordt opgenomen met nierstenen, en Lexie ontdekt dat hij een nieuwe, veel jongere vriendin. Alex treedt in conflict met gynaecoloog Lucy maar wint uiteindelijk haar respect. Jackson moet van Mark uitzoeken wat er aan de hand is met Lexie, wat Lexie en Jackson dichter bij elkaar brengt. Richard wil het onderzoek van Ellis Grey naar diabetes verderzetten en biedt Meredith aan om mee te doen, maar ze kiest ervoor om bij het onderzoek van Derek. |                |                                    |                     |                          |                          |                   |  |
| 141 | 15             | Golden Hour                        | Rob Corn            | Stacy McKee              | 10,24                    | 17 februari 2011  |  |
| Meredith wil bewijzen dat ze het waard is Chief Resident te worden en neemt de leiding van de spoeddienst op zich. Hierdoor ontdekt dat ze dat er veel kan gebeuren in een uur tijd. Ondertussen beleeft Bailey een avontuurtje met verpleger Eli in een dienstkamer en Adele Webber daagt op op de spoeddienst na een val. |                |                                    |                     |                          |                          |                   |  |
| 142 | 16             | Not Responsible                    | Debbie Allen        | Debora Cahn              | 9,13                     | 24 februari 2011  |  |
| Meredith moet kiezen tussen haar carrière en haar vruchtbaarheidsproblemen oplossen wanneer de vruchtbaarheidsmedicijnen oogproblemen veroorzaken. Mark maakt Callie en Arizona duidelijk dat hij serieus is over zijn rol als toekomstige vader. April ontdekt een geheel nieuwe kant van dokter Stark. Een verwarde Adele belandt weer op de spoedafdeling, waardoor Richard en zijn collega's zich vragen stellen over haar gezondheid. |                |                                    |                     |                          |                          |                   |  |
| 143 | 17             | This Is How We Do It               | Ed Ornelas          | Peter Nowalk             | 10,28                    | 24 maart 2011     |  |
| Richard wil dat Adele meedoet in het onderzoek van Derek en Meredith, maar Adele wil nog niet toegeven dat ze aan Alzheimer lijdt. Mark en Arizona kibbelen over het soort babyshower dat ze moeten organiseren voor Callie. Teddy panikeert wanneer Henry opnieuw een gezondheidsprobleem ondervindt. De competitie tussen de arts-assistenten voor de positie van Chief Resident verhoogt wanneer Richard toestemming krijgt voor zijn onderzoek naar diabetes. |                |                                    |                     |                          |                          |                   |  |
| 144 | 18             | Song Beneath the Song              | Tony Phelan         | Shonda Rhimes            | 13,09                    | 31 maart 2011     |  |
| In een speciale musical-aflevering brengt de cast de meest iconische nummers uit de geschiedenis van het programma tot leven. Een catastrofale gebeurtenis die het leven van Callie bedreigt, brengt de dokters van streek. Een hevig verwondde Callie beeldt zich ondertussen haar leven en het ziekenhuis in zoals je het nog nooit zag. Cristina overschrijdt Teddy's grenzen. |                |                                    |                     |                          |                          |                   |  |
| 145 | 19             | It's a Long Way Back               | Steve Robbin        | William Harper           | 10,67                    | 28 april 2011     |  |
| Iedereen werkt samen om Callie en baby Sofia te helpen bij hun herstel, en de arts-assistenten overtreden de regels om een ontmoeting tussen Callie en haar dochter tot stand te brengen. De dood van een patiënt van hun onderzoek zorgt ervoor dat Derek voorzichtiger te werk wil gaan, terwijl Meredith een berekend risico neemt. Alex behandelt een nukkige, rijke oude vrouw die aan terminale kanker lijdt en bedenkt een enorm project dat hem zeker de positie van Chief Resident zal opleveren. Hiervoor heeft hij echter financiële hulp van zijn patiënte bij nodig. Teddy is aangenaam verrast wanneer Andrew terugkeert naar Seattle, maar voor Henry, die stilaan echt verliefd wordt op zijn vrouw, is zijn komst allesbehalve welkom. |                |                                    |                     |                          |                          |                   |  |
| 146 | 20             | White Wedding                      | Chandra Wilson      | Stacy McKee              | 10,11                    | 5 mei 2011        |  |
| De trouwdag van Callie en Arizona komt steeds dichterbij, maar ze ontdekken beide dat de dag niet zal verlopen zoals voorzien. Alex' project - zieke Afrikaanse weeskinderen naar Seattle brengen voor levensreddende operaties - wekt de jaloezie van zijn collega's op. Meredith en Derek besluiten een kind uit Alex' project te adopteren. Andrew biedt Teddy aan om samen naar Duitsland te verhuizen. |                |                                    |                     |                          |                          |                   |  |
| 147 | 21             | I Will Survive                     | Tom Verica          | Zoanne Clack             | 9,63                     | 12 mei 2011       |  |
| Persoonlijke en professionele stress stapelen zich op en hebben zichtbare invloed op Meredith. Owen voert formele interviews uit om te beslissen wie Chief Resident wordt. Cristina daagt Teddy uit. De onbepaalde relatie van Alex en Lucy wordt getest door een verleidelijke jobaanbieding en Jackson trekt zich plots terug uit Richards onderzoek. |                |                                    |                     |                          |                          |                   |  |
| 148 | 22             | Unaccompanied Minor                | Rob Corn            | Debora Cahn              | 9,89                     | 19 mei 2011       |  |
| Het nieuws over Merediths manipulatie van het onderzoek komt aan het licht en heeft grote onvoorziene gevolgen voor haar en anderen. Een onvoorziene zwangerschap plaatst Cristina voor het blok, waarbij ze moet kiezen tussen haar relatie en haar carrière. Owen maakt een beslissing over de positie van Chief Resident en Teddy maakt een verrassend beslissing voor haar toekomst en liefdesleven. |                |                                    |                     |                          |                          |                   |  |

## Seizoen 8: 2011-12
| Nr. in serie | Nr. in seizoen | Titel                    | Regisseur           | Schrijver                 | Kijkcijfers VS (miljoen) | Uitzenddatum VS   |  |
| --- | -------------- | ------------------------ | ------------------- | ------------------------- | ------------------------ | ----------------- |  |
| 149 | 1              | Free Falling             | Rob Corn            | Tony Phelan & Joan Rater  | 10,38                    | 22 september 2011 |  |
| De arts-assistenten beginnen aan hun vijfde jaar, dat een grote invloed heeft op hun verdere loopbaan. Meredith wordt ontslagen door wat ze deed met Dereks onderzoek. Een gigantisch zinkgat verschijnt in Seattle, waardoor April meteen getest wordt als Chief Resident. Cristina en Owen moeten het eens zien te raken over wat ze moeten doen met de ongeplande zwangerschap. |                |                          |                     |                           |                          |                   |  |
| 150 | 2              | She's Gone               | Tony Phelan         | Debora Cahn               | 10,38                    | 22 september 2011 |  |
| De relatieproblemen van Meredith en Derek zorgen ervoor dat het adoptieproces van Zola in moeilijkheden komt. Alex beseft dat hij buiten de groep staat nadat hij Meredith verlinkte en Cristina maakt een beslissing inzake de zwangerschap. De Chief laat Henry veel vroeger opnemen in het ziekenhuis voor zijn operatie dan gepland, waardoor Teddy denkt dat er iets mis is. |                |                          |                     |                           |                          |                   |  |
| 151 | 3              | Take the Lead            | Chandra Wilson      | William Harper            | 10,20                    | 29 september 2011 |  |
| De Chief maakt een schokkende beslissing. Cristina en Owen proberen de normaliteit in hun relatie terug te vinden, en ook Meredith en Derek proberen aan hun relatie te werken. April heeft het moeilijk in haar nieuwe rol. De vijfdejaars mogen hun eerste solo-operatie uitvoeren, maar ze ontdekken dat zelfs routineprocedures niet altijd de gemakkelijkste zijn. |                |                          |                     |                           |                          |                   |  |
| 152 | 4              | What Is It About Men     | Tom Verica          | Stacy McKee               | 8,70                     | 6 oktober 2011    |  |
| Een stormloop bij een stripboekenbeurs brengt talrijke verklede patiënten naar de spoeddienst. Mark laat zijn zachtere kant met Sofia zien wanneer Callie en Arizona naar een conferentie moeten, maar hij blijft Jackson op een harde manier behandelen op het werk. Ben Warren keert terug naar de spoeddienst, maar ontdekt dat verpleger Eli dichter naar Bailey is toegegroeid. De mannelijke dokters vormen een band door hun frustraties over de vrouwen in hun leven. |                |                          |                     |                           |                          |                   |  |
| 153 | 5              | Love, Loss and Legacy    | Stephen Cragg       | Denise Hahn               | 9,97                     | 13 oktober 2011   |  |
| De arts-assistenten doen hun best om een goede indruk te maken op Catherine Avery, een uitstekende uroloog en tevens de moeder van Jackson, want ze zal de eerst penistransplantatie uitvoeren in Seattle. Alex en Arizona krijgen te maken met discretieproblemen wanneer Zola op de spoeddienst belandt. Ondertussen plant Teddy een diner voor alle koppels en Bailey maakt een beslissing omtrent haar liefdesleven. |                |                          |                     |                           |                          |                   |  |
| 154 | 6              | Poker Face               | Kevin McKidd        | Peter Nowalk              | 9,54                     | 20 oktober 2011   |  |
| Meredith gaat aan de slag op de afdeling gynaecologie terwijl Lexie de nieuwe assistent van Derek wordt. Meredith gebruikt Lexie om de interesse van Derek op te wekken voor de inoperabele hersentumor van haar patiënte, en geeft April in het geheim tips in betrekking tot het diabetesonderzoek van Bailey. Mark en Arizona worden vrienden, en Callie ontdekt dat dat irritanter is dan ze dacht. Alex en Teddy onderzoeken mogelijke chirurgische procedures voor een ijdele patiënt en Callie en Cristina krijgen het moeilijk tijdens een spinale operatie. |                |                          |                     |                           |                          |                   |  |
| 155 | 7              | Put Me In, Coach         | Debbie Allen        | Jeannine Renshaw          | 9,93                     | 27 oktober 2011   |  |
| Owen legt het accent op samenwerking en doet met een team mee aan softbalwedstrijd tegen een ploeg van een concurrerend ziekenhuis. Lexie probeert haar jaloezie wanneer ze ontdekt dat Mark een nieuwe vriendin heeft. Alex doet er alles aan om Zola in Seattle Grace te houden. Richard komt tussenbeide in het conflict tussen Meredith en Bailey. |                |                          |                     |                           |                          |                   |  |
| 156 | 8              | Heart-Shaped Box         | Jessica Yu          | Austin Guzman             | 9,52                     | 3 november 2011   |  |
| De opname van Georges moeder Louise zorgt voor een nostalgisch gevoel bij de dokters. De assistenten worden geïnspireerd door een medisch mirakel, waarbij een apparaat ervoor zorgt dat een donorhart blijft kloppen buiten het lichaam in afwachting van de transplantatie. Alex voelt zich bedreigd wanneer een kandidate voor een fellowship in de kinderchirurgie bevriend raakt met Arizona. Jackson laat zijn vermoedens over de gevoelens van Lexie voor Mark tussenbeide komen in zijn werk. Teddy en Henry hebben hun eerste ruzie wanneer hij besluit geneeskunde te gaan studeren. |                |                          |                     |                           |                          |                   |  |
| 157 | 9              | Dark Was the Night       | Allison Liddi-Brown | Debora Cahn               | 11,26                    | 10 november 2011  |  |
| Teddy legt het leven van haar man in de handen van Cristina wanneer ze zelf een delicate operatie moet uitvoeren. Om te vermijden dat ze zenuwachtig zou worden, weet Cristina echter niet dat ze Henry opereert. Meredith en Derek krijgen langverwacht nieuws over Zola. Callie en Jackson komen onder vuur te liggen wanneer hun patiënt post-operatieve complicaties ondervindt. Alex en Meredith komen in een levensbedreigende situatie terecht wanneer ze een zieke baby gaan ophalen in een nabijgelegen ziekenhuis. |                |                          |                     |                           |                          |                   |  |
| 158 | 10             | Suddenly                 | Ron Underwood       | Stacy McKee               | 12,12                    | 5 januari 2012    |  |
| Alex en Meredith proberen iedereen die betrokken was bij het verkeersongeval in leven te houden, maar enkelen zijn er ernstig aan toe. De oudste dochter moet enkele moeilijke beslissingen maken. Julia, de vriendin van Mark, komt assisteren tijdens een oogoperatie op een van de familieleden, tot groot ongenoegen van Lexie. Owen beslist om Teddy niet te vertellen over het overlijden van Henry tot ze haar operatie heeft afgerond. Teddy vraagt echter voor Cristina's assistentie, wat Cristina in een netelige situatie doet belanden. |                |                          |                     |                           |                          |                   |  |
| 159 | 11             | This Magic Moment        | Steve Robin         | Zoanne Clack              | 10,71                    | 12 januari 2012   |  |
| De dokters worden in teams verdeeld om een riskante operatie uit te voeren om een Siamese tweeling te scheiden. Bailey vraagt Meredith om een buffer te zijn tussen haar en Ben, die met haar wil gaan samenwonen en er alles aan doet om haar te overtuigen. Richard leert Alex een harde les. Ondertussen ondervraagt Teddy Cristina herhaaldelijk over wat er precies gebeurde tijdens de operatie op Henry. |                |                          |                     |                           |                          |                   |  |
| 160 | 12             | Hope for the Hopeless    | Mark Jackson        | Peter Nowalk              | 9,42                     | 19 januari 2012   |  |
| Richard voert zijn 10 000ste operatie uit op twee zussen die een levertransplantatie moeten ondergaan. Meredith en Derek plannen een feest voor Zola's eerste verjaardag. Lexie en Derek opereren een inoperabel neuroblastoma. Teddy en Cristina gaan te ver wanneer ze een patiënt stelen van hun collega's, tegen Owens bevelen in. Meredith wordt aan haar moeder herinnerd wanneer ze een specialisatie moet kiezen. Ondertussen wordt Adele naar het ziekenhuis gebracht wanneer ze al dwalend op straat wordt ontdekt. |                |                          |                     |                           |                          |                   |  |
| 161 | 13             | If/Then                  | Jeannot Szwarc      | William Harper            | 9,71                     | 2 februari 2012   |  |
| Meredith vraagt zich af hoe haar leven eruit zou zien als haar moeder geen Alzheimer had gehad en ze liefhebbende ouders had gehad. Wat als ze Derek nooit ontmoet had in een bar en hij nooit van Addison gescheiden was? Wat als Callie en Owen een relatie begonnen waren lang voordat ze Arizona ontmoette? En wat als Bailey nog steeds timide was, zoals ze was al co-assistent? In een droomwereld zien we dat een blije Meredith Grey met een gezonde moeder voor een heel andere versie van Seattle Grace Hospital zorgt, waar Meredith en April beste vrienden zijn en Cristina haar aartsvijand, Callie en Owen 3 kinderen en huwelijksproblemen vanwege zijn posttraumatisch stressstoornis hebben, Alex enkel verloofd is met Meredith vanwege haar familie, Richard de vader van Meredith en man van Ellis is, Addison en Derek een kind verwachten maar allesbehalve gelukkig zijn, en Lexie een junk is. |                |                          |                     |                           |                          |                   |  |
| 162 | 14             | All You Need Is Love     | Rob Corn            | Jeannine Renshaw          | 10,27                    | 9 februari 2012   |  |
| Op Valentijnsdag vult de spoeddienst zich met romantische zielen, waaronder een meisje met een allergische reactie op de chocolaatjes die ze kreeg van haar vriend en een man die werd aangereden terwijl hij zijn gefrustreerde vriendin achternaliep. Lexie past op Zola terwijl Meredith en Derek een romantische avond samen hebben. Mark past op Sofia zodat Callie een verrassing kan regelen voor Arizona, die erg benieuwd is. Ondertussen probeert Ben te bewijzen hoe goed hij Bailey kent, en Cristina en Owen vermijden elkaar na hun grote ruzie op het verjaardagsfeest van Zola. |                |                          |                     |                           |                          |                   |  |
| 163 | 15             | Have You Seen Me Lately? | Tony Phelan         | Austin Guzman             | 8,31                     | 16 februari 2012  |  |
| In een laatste poging om Erica's leven te redden, reist Amelia naar Seattle om Derek om advies te vragen. Cristina en Owen uiten hun frustraties bij een huwelijksconsulent, vooral het feit dat ze verschillen over het al dan niet hebben van kinderen. Alex beseft dat hij zijn sociale vaardigheden moet bijschaven om een goede dokter te worden wanneer hij als enige niet op de hoogte blijkt te zijn van de zwangerschap van een van zijn co-assistenten. Meredith krijgt de kans om te schitteren wanneer een man zijn arm vast komt te zitten in een gehaktmolen. De arts-assistenten studeren voor het mondeling en Mark en Jackson leren dokter Bailey een lesje. |                |                          |                     |                           |                          |                   |  |
| 164 | 16             | If Only You Were Lonely  | Susan Vaill         | Matt Byrne                | 9,06                     | 23 februari 2012  |  |
| Adeles ziekte verergert, waardoor Richard begint na te denken om hun woonsituatie te veranderen. Een explosie in een tearoom zorgt voor een drukke dag op de spoeddienst. Callie helpt Meredith bij het studeren voor het mondelinge eindexamen. Lexie vervoegt Alex en Arizona in de afdeling pediatrie en helpt bij de behandeling van het premature zoontje van co-assistent Morgan. Mark moedigt Jackson aan om een manier te vinden om zijn stress kwijt te spelen. Cristina verliest de controle over zichzelf wanneer ze Owen ervan verdenkt een affaire te hebben met een verpleegster. |                |                          |                     |                           |                          |                   |  |
| 165 | 17             | One Step Too Far         | Ed Ornelas          | William Harper            | 9,62                     | 15 maart 2012     |  |
| Derek probeert Meredith te overhalen om weer met hem samen te werken op de afdeling neurochirurgie, maar Meredith twijfelt. Jacksons moeder keert terug naar Seattle Grace Mercy West met Mara Keaton, een fellow urologie, en toont interesse in Richard, terwijl ze probeert haar zoon te koppelen met Mara. Cristina vindt elke daad van Owen verdacht. Alex doet zijn best om te ontkennen dat Morgan misschien gevoelens voor hem heeft. |                |                          |                     |                           |                          |                   |  |
| 166 | 18             | The Lion Sleeps Tonight  | Mark Jackson        | Stacy McKee               | 8,19                     | 5 april 2012      |  |
| Een leeuw ontsnapt uit de zoo en zorgt voor enkele speciale verwondingen. Lexie verneemt dat Mark overweegt samen te gaan wonen met Julia. Teddy kan het eindelijk opbrengen om de dood van Henry stilaan een plaats te geven in haar leven. Callie ondervraagt Arizona over haar relationele verleden en Alex wil Morgans zoontje niet meer behandelen wanneer Morgan te aanhankelijk wordt. Meredith probeert een steun te zijn voor Cristina nu de spanningen tussen haar en Owen hun kookpunt bereiken. |                |                          |                     |                           |                          |                   |  |
| 167 | 19             | Support System           | Allison Liddi-Brown | Heather Mitchell          | 8,85                     | 12 april 2012     |  |
| Een gebroken Cristina dwingt Owen haar alle details van zijn onenightstand te vertellen. Mark neemt zijn Owens taken als Diensthoofd over en neemt dit erg serieus. Hij en Richard komen tot een meningsverschil over een levertransplantatie. Callie vindt dat Meredith klaar is voor het eindexamen, terwijl haar collega's steeds meer stress krijgen. Ondertussen plannen Bailey, Arizona en Callie een vrouwenavond voor Teddy, hoewel ze er zelf weinig zin in hebben. |                |                          |                     |                           |                          |                   |  |
| 168 | 20             | The Girl With No Name    | Ron Underwood       | Peter Nowalk              | 9,82                     | 19 april 2012     |  |
| Het hospitaal trekt veel media-aandacht wanneer er een jonge vrouw wordt opgenomen die jaren geleden werd gekidnapt en al die tijd vastgehouden wordt door haar ontvoerder. Ondertussen hebben de vijfdejaars sollicitaties voor volgend jaar, en Cristina blijkt de meest gewilde arts te zijn. Richard heeft het moeilijk wanneer hij Adele bezoekt in het verzorgingstehuis. |                |                          |                     |                           |                          |                   |  |
| 169 | 21             | Moment of Truth          | Chandra Wilson      | Zakiyyah Alexander        | 9,45                     | 26 april 2012     |  |
| De assistenten reizen naar San Francisco voor hun eindexamen. Richard en Catherine Avery komen elkaar tegen in het hotel, wat voor romantische situaties zorgt. Alex voelt zich schuldig omdat hij niet in het ziekenhuis is terwijl de gezondheid van Morgans zoon verslechtert. April verliest haar maagdelijkheid met Jackson. Bailey komt tussenbeide in een discussie tussen Owen en Teddy en Mark wil graag weer samenwerken met Lexie. |                |                          |                     |                           |                          |                   |  |
| 170 | 22             | Let the Bad Times Roll   | Kevin McKidd        | Matt Byrne                | 9,24                     | 3 mei 2012        |  |
| De assistenten staan doodsangsten uit in afwachting van hun resultaten. Een jeugdvriend van Arizona heeft dringend medische hulp nodig. De dokters helpen een patiënt die een derde van zijn schedel mist, en Julia wil een gezin stichten met Mark, waardoor Lexie beseft dat het tijd is hem te vertellen hoe ze zich voelt. |                |                          |                     |                           |                          |                   |  |
| 171 | 23             | Migration                | Stephen Cragg       | Mark Wilding & Jenna Bans | 9,82                     | 10 mei 2012       |  |
| Nu hun opleiding zijn einde nadert, maken de assistenten beslissingen over hun toekomst. Mark geeft aan Derek toe dat het moeilijk is een keuze te maken tussen zijn liefde voor Lexie en Julia, die hem alles wil en kan geven wat hij wil in het leven. Ben heeft een speciale verrassing gepland voor Bailey, maar ze is druk bezig met patiënten. Ondertussen probeert Arizona haar jeugdvriend te overhalen toe te stemmen met een operatie en een koppel dat terugkomt van hun huwelijksreis ervaart mysterieuze symptomen. Arizona ontdekt dat Alex niet bij haar blijft werken volgend jaar en neemt zijn plaats in op het vliegtuig dat haar samen met Meredith, Cristina, Derek, Lexie en Mark naar Boise brengt om daar te assisteren bij een ingewikkelde operatie. Het vliegtuig crasht echter in de bossen.                                                                                                |                |                          |                     |                           |                          |                   |  |
| 172 | 24             | Flight                   | Rob Corn            | Shonda Rhimes             | 11,44                    | 17 mei 2012       |  |
| De dokters die gecrasht zijn in de bossen doen hun best om te overleven, maar voor een van hen is het te laat. Bailey en Ben besluiten om te trouwen. Teddy krijgt een verleidelijke jobaanbieding, maar ze weigert omdat ze wil blijven om Owen te steunen nu het slecht gaat in zijn leven. Hij vindt echter dat ze de droomjob moet aannemen en neemt extreme maatregelen om haar te overtuigen. Richard plant een etentje voor de vijfdejaars, maar geen van hen heeft er zin in, en Owen ontdekt dat enkele van zijn dokters vermist zijn wanneer ze niet in Boise aankomen. |                |                          |                     |                           |                          |                   |  |

## Seizoen 9: 2012-13
| Nr. in serie | Nr. in seizoen | Titel                               | Regisseur       | Schrijver        | Kijkcijfers VS (miljoen) | Uitzenddatum VS   |  |
| --- | -------------- | ----------------------------------- | --------------- | ---------------- | ------------------------ | ----------------- |  |
| 173 | 1              | Going, Going, Gone                  | Rob Corn        | Stacy McKee      | 11,73                    | 27 september 2012 |  |
| Enkele maanden na de vliegtuigcrash moeten een treurige Callie en Derek Mark loskoppelen van de apparatuur die hem in leven houdt. Cristina is verhuisd naar Minnesota. Alex is bezorgd dat de nieuwe specialist de afdeling van Arizona om zeep zal helpen. Ontevreden met enkele besluiten uit het verleden, bezoekt Owen April bij haar thuis en geeft haar haar job terug. Meredith behandelt de nieuwe co-assistenten op een wrede manier, wat haar de nickname Medusa oplevert. Arizona heeft de crash overleefd, maar haar been moest geamputeerd worden, waarvoor ze Callie de schuld geeft. Met daarbovenop een nieuwe groep co-assistenten wordt het duidelijk dat Seattle Grace Mercy West Hospital erg veranderd is. |                |                                     |                 |                  |                          |                   |  |
| 174 | 2              | Remember the Time                   | Tony Phelan     | William Harper   | 10,84                    | 4 oktober 2012    |  |
| Flashbacks tonen wat er gebeurde vlak na de vliegtuigcrash en hoe de dokters ervan herstelden. Meredith heeft het een plaats gegeven en wil verder met haar leven, maar Derek, bang dat hij nooit meer zal kunnen opereren door de schade aan zijn hand, houdt het bij lesgeven. Cristina lijdt aan catatonie, maar herstelt langzaam met de zorgen van Owen. Arizona is bang dat ze haar been zal verliezen en laat Callie beloven het niet te amputeren, maar wanneer de infectie toeneemt, heeft Callie geen andere keus. Mark verkeert in kritieke toestand, en na een korte periode waar het weer beter gaat, belandt hij weer in een coma. |                |                                     |                 |                  |                          |                   |  |
| 175 | 3              | Love the One You're With            | Debbie Allen    | Zoanne Clack     | 9,69                     | 18 oktober 2012   |  |
| Cristina, Meredith, Derek, Callie en Arizona krijgen een genereuze minnelijke schikking aangeboden door de fabrikant van het gecrashte vliegtuig, maar de beslissing om deze al dan niet aan te nemen moet unaniem zijn. Jackson en April komen in een stressvolle situatie terecht wanneer ze moeten samenwerken. Cristina kan steeds meer sympathie opbrengen voor dokter Thomas. Derek bezoekt de hangar waar de brokstukken van het vliegtuig opgeslagen liggen, wat zijn beslissing over de schikking verandert. Arizona is nog steeds beter over Callies beslissing om haar been te laten amputeren. Alex probeert zich te bedwingen om niet met de co-assistenten te slapen. |                |                                     |                 |                  |                          |                   |  |
| 176 | 4              | I Saw Her Standing There            | Kevin McKidd    | Austin Guzman    | 8,76                     | 25 oktober 2012   |  |
| Zich realiserende dat Derek waarschijnlijk nooit meer kan opereren, besluit Meredith niet meer over het werk te praten met hem. Terwijl Arizona een prothese aangemeten krijgt, moeten Callie en Alex de consequenties van hun beslissing om te amputeren onder ogen komen. Jackson en April blijven maar met elkaar vrijen, terwijl Richard en Catherine samen een man opereren wiens testikels buiten proportie gegroeid zijn. Cristina begint een seksuele relatie met dokter Parker, haar baas, maar stopt wanneer ze beseft dat hij haar gebruikt om dokter Thomas, met wie ze ondertussen bevriend is geworden, te dwingen om met pensioen te gaan. |                |                                     |                 |                  |                          |                   |  |
| 177 | 5              | Beautiful Doom                      | Stephen Cragg   | Jeannine Renshaw | 9,26                     | 8 november 2012   |  |
| Wanneer Derek een lezing moet geven in Boston, moet Meredith een balans vinden tussen haar zorg voor Zola en haar werk. Op weg naar het werk komt ze voorbij een auto-ongeluk en het slachtoffer vertoont verwondingen die erg gelijkend zijn op die van Lexie na de vliegtuigcrash. Meredith en Cristina zoeken steun bij elkaar. Meredith is vastbesloten haar patiënt te redden, ondanks talrijke complicaties. Cristina assisteert dokter Thomas bij een ingewikkelde hartoperatie, maar hij overlijdt tijdens de operatie waardoor Cristina haar toekomst in Minnesota in vraag stelt. |                |                                     |                 |                  |                          |                   |  |
| 178 | 6              | Second Opinion                      | Chandra Wilson  | William Harper   | 8,84                     | 15 november 2012  |  |
| Cristina keert terug naar Seattle. De dokters consulteren een juridisch team om te bepalen hoe ze kunnen verdergaan met de rechtszaak. Alex wil het oude huis van Meredith overkopen. Jo behandelt een dakloze patiënt die maar blijft overgeven. Callie voelt zich schuldig over de verknoeide handoperatie op Derek, en Bailey bedenkt een kleine list om een depressieve Arizona weer aan het werk te krijgen. Jackson geeft toe dat hij gevoelens heeft voor April. De dokters ontdekken dat hun juridisch team van plan is om een rechtszaak tegen het hospitaal en Owen aan te spannen, en niet tegen de vliegtuigmaatschappij. |                |                                     |                 |                  |                          |                   |  |
| 179 | 7              | I Was Made for Lovin' You           | Laura Innes     | Peter Nowalk     | 8,95                     | 29 november 2012  |  |
| Arizona gaat weer aan het werk. Owen voelt zich schuldig over de crash wanneer hij ontdekt hij, omwille van budgettaire redenen, een goedkopere vliegtuigmaatschappij inhuurde. Bailey en Cristina werken samen aan levertransplantatie, en Bailey voelt er steeds minder voor om een winterhuwelijk te hebben. April en Jackson denken dat April zwanger is. Callie en Jackson doen onderzoek naar mogelijke manieren om de hand van Derek te herstellen. Cristina wil Owen vertellen dat ze weer een koppel wil vormen, maar hij vraagt haar om te scheiden. Meredith ontdekt dat ze drie weken zwanger is. |                |                                     |                 |                  |                          |                   |  |
| 180 | 8              | Love Turns You Upside Down          | Mark Jackson    | Stacy McKee      | 9,10                     | 6 december 2012   |  |
| De nieuwe co-assistenten komen midden in het dramatische leven van hun collega's terecht. Heather krijgt van Meredith de taak om de zussen van Derek te bellen om te vragen of ze zenuwen willen doneren. Cristina start een competitie tussen Stephanie en Leah, maar de competitie zorgt voor een slechte afloop voor de patiënt. Alex bekijkt Jo op een andere manier wanneer ze samenwerken om het leven van een baby te redden, en April leert Shane een nuttige les. Dereks zus Lizzie komt naar Seattle na Heathers oproep. |                |                                     |                 |                  |                          |                   |  |
| 181 | 9              | Run, Baby, Run                      | Rob Corn        | Debora Cahn      | 8,17                     | 13 december 2012  |  |
| Terwijl de dokters zich klaarmaken voor Baileys huwelijk, helpt Richard haar haar nervositeit te bedwingen. Lizzie en Meredith maken ruzie, terwijl Callie en Jackson hun best doen om Derek te laten instemmen met de riskante operatie die zijn hand volledig kan genezen. Meredith en Derek zien de eerste echografie van hun baby. April en Jackson kiezen een date voor elkaar, en kiezen Stephanie en Shane. Jo denkt dat Alex haar met opzet liet falen en klaagt hierover bij Arizona. |                |                                     |                 |                  |                          |                   |  |
| 182 | 10             | Things We Said Today                | Ron Underwood   | Austin Guzman    | 9,34                     | 10 januari 2013   |  |
| Bailey stelt haar huwelijk uit om het leven van Adele te redden, met hulp van Meredith. Cristina en Owen beslissen over hun scheiding terwijl Arizona en Callie proberen terug wat vuur in hun relatie te brengen. Ondertussen stroomt het hospitaal vol met leden van motorclub na een verschrikkelijk ongeval. Alex en Jo vormen een band door hun gelijkaardig verleden in pleeggezinnen. |                |                                     |                 |                  |                          |                   |  |
| 183 | 11             | The End is the Beginning is the End | Cherie Nowlan   | Joan Rater       | 8,80                     | 17 januari 2013   |  |
| Er komt een uitspraak in de rechtszaak: het hospitaal wordt schuldig bevonden aan nalatigheid en moet elke overlever 15 miljoen dollar betalen. Callie besluit een 'overwinningsetentje' te organiseren. Jackson opereert een oude patiënt van Mark, maar hij en Arizona geraken het niet eens over de behandeling. Derek moet tafeltennis spelen om zijn hand terug te trainen. De dokters maken zich zorgen over Richard na het overlijden van zijn vrouw. Richard, Meredith en Heather behandelen een meisje dat haar haar opeet. Tijdens Callies etentje onthult Meredith dat ze zwanger is, terwijl Owen in het ziekenhuis te horen krijgt dat de verzekering van het ziekenhuis de financiële compensaties voor de overlevers niet betaalt. Dit betekent dat het ziekenhuis de compensaties zelf moet betalen, maar dit betekent een faillissement voor het ziekenhuis. |                |                                     |                 |                  |                          |                   |  |
| 184 | 12             | Walking on a Dream                  | Rob Hardy       | Tia Napolitano   | 9,01                     | 24 januari 2013   |  |
| Alana Cahill, een financieel adviseur, wordt aangenomen om te kijken waar het ziekenhuis kan besparen en zo het faillissement vermijden. Meredith probeert om te gaan met haar zwangerschapshormonen terwijl ze het leven van een zwangere leverpatiënte probeert te redden. Arizona, Alex en Cristina opereren een meisje uit het Afrikaproject van Alex. Owen helpt Arizona wanneer ze fantoompijn begint te ervaren. Derek begint weer te opereren, en April wordt uitgevraagd door een ambulancier. Meredith moet haar vliegangst overwinnen om een lever op te halen voor haar patiënte. Alana komt tot de conclusie dat de enige mogelijkheid om het voortbestaan van het ziekenhuis te verzekeren is om de spoeddienst te sluiten. |                |                                     |                 |                  |                          |                   |  |
| 185 | 13             | Bad Blood                           | Steve Robin     | Jeannine Renshaw | 8,93                     | 31 januari 2013   |  |
| Om dagelijkse operaties vlotter te laten verlopen, laat Cahill overal in het ziekenhuis camera's installeren. Derek en April werken samen om een manier te vinden om de spoeddienst open te houden, terwijl Meredith, Bailey en Richard les krijgen over een standaardtechniek om hernia's te opereren. Ze ontdekken echter dat het nieuwe beleid het aantal patiënten belangrijker vindt dan die patiënten een goede zorg aan te bieden. Cahill moet Owen noodgedwongen assisteren bij de laatste patiënt van de spoeddienst. Leah en Cristina behandelen een jonge man die in kritieke toestand verkeerd na een ongeluk, maar geen bloed mag ontvangen omdat hij een getuige van Jehova is; Leah wordt gestraft wanneer ze de patiënt toch bloed probeert te geven om zijn leven te redden. Arizona, Callie en Alex behandelen een jonge turnster die depressief is na haar heupoperatie. Cahill onthult dat ze het ziekenhuis alleen maar kan redden door het te verkopen. |                |                                     |                 |                  |                          |                   |  |
| 186 | 14             | The Face of Change                  | Rob Greenlea    | Stacy McKee      | 8,91                     | 7 februari 2013   |  |
| Om het ziekenhuis te kunnen verkopen, gaat Cahill op zoek naar een fotogenieke dokter die het "gezicht van het ziekenhuis" zal worden. Tijdens een date met ambulancier Matthew, vergezelt April hem wanneer hij wordt opgeroepen om een zwaargewonde jongen te helpen. Ze besluiten de jongen in het geheim naar de gesloten spoeddienst van Seattle Grace Mercy West te brengen, aangezien andere spoeddiensten te ver weg zijn. De dokters doen hun uiterste best de jongen te redden en hem tegelijk voor Cahill verborgen te houden, net wanneer Cahill geïnteresseerde kopers van het bedrijf Pegasus een rondleiding geeft in het ziekenhuis. Callie en Richard bezoeken Portland General, een ander ziekenhuis dat beheerd wordt door Pegasus. Ze ontdekken dat het bedrijf allesbehalve een rooskleurige toekomst betekent voor hun ziekenhuis. Alex en Jackson voeren een geslachtsoperatie uit op een tiener, wiens vader erg tegen de operatie is. Callie komt met het idee om het geld van de rechtszaak van de vliegtuigcrash te gebruiken om het ziekenhuis zelf te kopen.                                                                   |                |                                     |                 |                  |                          |                   |  |
| 187 | 15             | Hard Bargain                        | Tony Phelan     | Phil Harper      | 8,57                     | 14 februari 2013  |  |
| De slachtoffers van de vliegtuigcrash discussiëren of ze het ziekenhuis moeten overkopen of niet. Arizona gaat niet akkoord. Derek schaamt zich wanneer hij ontdekt dat het gezicht van het ziekenhuis zijn verder gaat dan hij dacht. April vraagt Jackson om advies over daten. Bailey en Arizona hebben een jonge kankerpatiënt die een genetische kaart nodig heeft, maar Owen geeft geen goedkeuring om deze te maken. Met de hulp van Dereks financieel adviseur besluiten de dokters van de vliegtuigramp een naamloos vennootschap op te richten om het ziekenhuis te kunnen kopen. Om te voorkomen dat Pegasus het ziekenhuis voor hen kan kopen, nemen ze ontslag, waardoor Pegasus de deal niet laat doorgaan. Het plan van de dokters moet echter geheim blijven, want door contractuele verplichtingen kan Owen in juridische problemen komen als hij informatie achterhoudt voor Pegasus. |                |                                     |                 |                  |                          |                   |  |
| 188 | 16             | This Is Why We Fight                | Jeannot Szwarc  | Austin Guzman    | 8,75                     | 21 februari 2013  |  |
| Cahill slaagt erin om Pegasus een nieuw bod te laten doen terwijl Meredith, Derek, Cristina, Arizona en Callie een investeerder ontmoeten. Heather hoort Cahill zeggen dat Pegasus het ziekenhuis enkel wil kopen om de inboedel naar andere ziekenhuizen te versluizen en het personeel dan te ontslaan. De investeerder wil een persoon met meer bestuurlijke ervaring in de groep dokters, waardoor ze Richard en Owen erbij halen, maar na een tweede meeting besluit de investeerder toch niet met hen in zee te gaan. Jackson denkt na om eventueel naar Boston te verhuizen wanneer het nieuws over de plannen van Pegasus verspreid raken. Na een gesprek met Richard, besluit Catherine om het fonds van de familie Avery te gebruiken om te investeren in het ziekenhuis. Ze stelt echter als voorwaarde dat Jackson het hoofd van het bestuur wordt. |                |                                     |                 |                  |                          |                   |  |
| 189 | 17             | Transplant Wasteland                | Chandra Wilson  | Zoanne Clack     | 8,20                     | 14 maart 2013     |  |
| Tweedracht en chaos veroorzaakt door het nieuwe bestuur doen Owen ontslag nemen wanneer geruchten verspreiden dat Jackson hem wil ontslagen. De dokters hebben een tekort aan operatiekamers en verplegend personeel om allen hun transplantaties uit te kunnen voeren. Meredith moet haar vliegangst overwinnen om een nier op te halen. April begeleidt een vroegere collega, die aan ALS lijdt, wanneer hij euthanasie wil laten uitvoeren nu hij zijn organen nog kan doneren. Cristina verzorgt twee mannen die beide een harttransplantatie nodig hebben en door hun verleden constant in conflict verkeren. Alex moet een tiener doen inzien dat ze een niertransplantatie moet accepteren, ook al is haar vriend, die ook nierdialyse nodig heeft, allesbehalve blij voor haar. Bailey moedigt Jackson aan om de belachelijke regels die Pegasus invoerde te veranderen, maar Jackson laat zich nog te hard leiden door zijn moeder Catherine. Uiteindelijk Jackson stelt aan het bestuur voor om het hospitaal een nieuwe naam te geven. |                |                                     |                 |                  |                          |                   |  |
| 190 | 18             | Idle Hands                          | David Greenspan | Gabriel Llanas   | 9,39                     | 21 maart 2013     |  |
| De nieuwe, moderne spoeddienst open de deuren in het Grey Sloan Memorial Hospital. Meredith maakt zich zorgen over haar baby. Cristina is boos omdat haar administratieve verplichtingen als bestuurslid zorgt voor minder tijd voor medisch onderzoek. Callie en Arizona beginnen hun seksleven opnieuw op te bouwen. Bailey probeert geld te krijgen van het bestuur voor haar genoomproject. Meredith en Derek ontdekken het geslacht van hun baby. |                |                                     |                 |                  |                          |                   |  |
| 191 | 19             | Can't Fight This Feeling            | Mark Jackson    | Meg Marinis      | 9,02                     | 28 maart 2013     |  |
| Een explosie van een gastankwagen op de autosnelweg doet de spoeddienst vollopen. Owen krijgt een band met Ethan, een jongen wiens beide ouders gewond raakten. Meredith raakt betrokken in een zaak van een bezorgde moeder die vol blijft houden dat er meer aan de hand is met haar zieke zoon dan de dokters denken. Callie bereidt zich voor op haar speech op de TED conferentie. Meredith vraagt Bailey om haar genoom en dat van Zola in kaart te brengen om op zoek te gaan naar erfelijke ziektes, zoals Alzheimer. |                |                                     |                 |                  |                          |                   |  |
| 192 | 20             | She's Killing Me                    | Nicole Rubio    | Debora Cahn      | 8,58                     | 4 april 2013      |  |
| Meredith blijkt positief te testen voor meerdere genetische merkers van Alzheimer. De artsen trainen twee Syrische dokters om levensreddende operaties uit te voeren in het veld met heel beperkte middelen. Derek ontdekt dat intern Heather talent heeft voor neurochirurgie en besluit haar onder zijn vleugels te nemen, tot grote woede van Shane. Owen spendeert meer tijd met Ethan, wiens ouders nog steeds in kritieke toestand verkeren. Twee van Baileys patiënten hebben last van een postoperatieve infectie. Bailey beschuldigt eerst Leah, maar een derde patiënt met dezelfde infectie bewijst dat enkel Bailey met alle drie de patiënten in aanraking kwam. |                |                                     |                 |                  |                          |                   |  |
| 193 | 21             | Sleeping Monster                    | Bobby Roth      | Browyn Garrity   | 8,24                     | 25 april 2013     |  |
| Het CDC komt naar het ziekenhuis om de kwestie van de postoperatieve te onderzoeken, en het lijkt erop dat Bailey de schuldige is. Ergernissen lopen hoog op wanneer Jackson weigert om Bailey te steunen tijdens het onderzoek, in tegenstelling tot de andere leden van het bestuur. Meredith vertelt Cristina dat ze haar graag aanwezig wil hebben bij de bevalling. Alex geeft toe aan Cristina dat hij verliefd is op Jo, terwijl Cristina vermoedt dat het einde tussen haar en Owen nadert. Matthew vraagt April om een tweede kans. |                |                                     |                 |                  |                          |                   |  |
| 194 | 22             | Do You Believe in Magic             | Kevin McKidd    | Dan Bucatinsky   | 8,87                     | 2 mei 2013        |  |
| Bailey sluit zichzelf op in haar lab, hoewel het CDC haar weer toestemming heeft gegeven om te opereren. Meredith en Richard moeten de assistente van een goochelaar opereren wanneer ze echt in twee wordt gezaagd wanneer een goochelnummer fout loopt. April en Jackson blazen hun vriendschap nieuw leven in. Owen blijft voor Ethan zorgen, nu zijn moeder dood is en zijn vader nog steeds in coma ligt. Dokter Lauren Boswell, een craniofaciale chirurg, komt naar Seattle om Jackson en Arizona te helpen bij een moeilijke zaak van een baby van wie een deel van het brein aan de buitenkant van de schedel zit. Alex probeert Jo te vermijden, maar ze heeft zijn hulp nodig wanneer het grondig fout loopt tussen haar en haar vriend Jason. |                |                                     |                 |                  |                          |                   |  |
| 195 | 23             | Readiness is All                    | Tony Phelan     | Bill Harper      | 8,97                     | 9 mei 2013        |  |
| Een gigantische storm is op weg naar Seattle en het ziekenhuis bereidt zich voor op een groot aantal patiënten. Alex brengt Jo's ernstig gewonde vriend naar het ziekenhuis. Na de operatie bedreigt Alex Jason om Jo te beschermen. Matthew vraagt April ten huwelijk met een flashmob. Ethans vader ontwaakt uit zijn coma, waardoor Owen de hoop verliest om Ethan te adopteren. Meredith valt van een trap, maar met de baby blijkt na onderzoek niets mis te zijn. Dokter Bailey is nog steeds aarzelend om terug contact te hebben met patiënten. Arizona raakt erg gecharmeerd door Laurene. Net wanneer de storm Seattle bereikt, breekt Merediths water. |                |                                     |                 |                  |                          |                   |  |
| 196 | 24             | Perfect Storm                       | Rob Corn        | Stacy McKee      | 8,99                     | 16 mei 2013       |  |
| Ondanks een stroompanne moeten de artsen opereren, en dit in het volledige donker. Meredith heeft een keizersnede nodig. De baby is gezond, maar Meredith zelf blijkt een ernstige inwendige bloeding te hebben na haar val. Zonder een specialist in de buurt, moet Meredith Shane instructies geven om deze bloeding te stoppen. Wanneer hij in de problemen komt, moet Bailey haar angsten overwinnen om Merediths leven te redden. Alex, Jo, Stephanie en Arizona moeten chaos trachten te voorkomen wanneer de beademingstoestellen op de neonatale intensieve zorgen het een voor een begeven. De spoeddienst wordt gevuld met patiënten nadat een bus crasht op de parking. Alex en Jo biechten hun gevoelens voor elkaar op. Callie ontdekt dat Arizona haar bedrogen heeft. Cristina beëindigt haar relatie met Owen omdat ze weet dat hij dolgraag kinderen wil, en zij helemaal niet. April begint aan haar gevoelens voor Matthew te twijfelen wanneer ze denkt dat Jackson is omgekomen bij een busexplosie. Richard probeert de noodgenerators in de kelder van het ziekenhuis aan de praat te krijgen, maar belandt in een benarde situatie. |                |                                     |                 |                  |                          |                   |  |

## Seizoen 10: 2013-14
| Nr. in serie | Nr. in seizoen | Titel                                                   | Regisseur       | Schrijver               | Kijkcijfers VS (miljoen) | Uitzenddatum VS   |  |
| --- | -------------- | ------------------------------------------------------- | --------------- | ----------------------- | ------------------------ | ----------------- |  |
| 197 | 1              | Seal Our Fate                                           | Rob Corn        | Joan Rater              | 9,27                     | 26 september 2013 |  |
| Na de storm verzorgen de dokters de slachtoffers van een modderstroom. Bailey stuurt Shane om Richard te zoeken om te helpen op de drukke spoeddienst, maar Shane stuurt Heather. Heather vindt Richard in de kelder, maar wordt zelf ook geëlektrocuteerd. Cristina, Bailey, Derek en Shane moeten hun uiterste best doen om hun twee collega's te redden. Meredith moet toekijken vanaf de zijlijn na haar bevalling. Arizona probeert met Callie te praten. Meredith blijkt Richards medische volmacht te hebben, waardoor ze moet kiezen tussen het plan van Cristina en dat van Bailey. |                |                                                         |                 |                         |                          |                   |  |
| 198 | 2              | I Want You With Me                                      | Chandra Wilson  | Debora Cahn             | 9,27                     | 26 september 2013 |  |
| Derek slaagt er niet in Heather te redden, waardoor Shane een immens schuldgevoel krijgt. De assistenten krijgen de taak om Heathers moeder op te vangen, maar ze beseffen dat ze niet zo hecht waren als ze dachten. Meredith beslist om Bailey haar instincten te laten volgen om Richard te roepen, tegen de zin van Catherine in. Jackson wijst April af, waardoor zij besluit toch met Matthew te trouwen. Owen en Cristina hebben het moeilijk van elkaar af te blijven. Arizona ontdekt dat Callie haar verlaten heeft en tijdelijk met Sofia bij Meredith en Derek woont. |                |                                                         |                 |                         |                          |                   |  |
| 199 | 3              | Everybody's Crying Mercy                                | Tony Phelan     | Tia Napolitano          | 9,60                     | 3 oktober 2013    |  |
| Na de drukte wordt de schade die de storm aan het ziekenhuis heeft aangericht duidelijk. Callie moet beslissen of ze in huwelijkstherapie wil gaan met Arizona. Derek en Meredith hebben vrijaf genomen om voor hun nieuwe baby te zorgen, wat vermoeiender blijkt dan gedacht. De assistenten beginnen te studeren voor hun examen, terwijl April in spanning wacht op het resultaat van haar board examen. Cristina komt te weten dat Alex nog niet met Jo naar bed geweest is. Ook vertelt ze Owen dat ze andere mensen moeten gaan daten om niet terug bij elkaar te komen. Owen en Jackson hebben een discussie over financiële problemen. Richard is depressief en weigert een sonde. |                |                                                         |                 |                         |                          |                   |  |
| 200 | 4              | Puttin' on the Ritz                                     | Rob Corn        | Austin Guzman           | 8,79                     | 10 oktober 2013   |  |
| Het ziekenhuis organiseert een benefietgala met een circusthema. Alles gaat goed tot een artiest en de party planner een ongeluk hebben. April en Arizona zijn niet in feeststemming en drinken dan maar champagne in een voorraadkast in het ziekenhuis. Alex' aandacht wordt getrokken door een junkie die op de spoeddienst wordt binnengebracht, want hij vermoedt dat het zijn vader is. Owen flirt met een dokter van een nabijgelegen ziekenhuis. Bailey heeft het moeilijk met een terminale patiënt die niet kan accepteren dat hij gaat sterven en met Richard, die meerdere opties tot leven heeft maar alle wil om te leven verloren lijkt te hebben. Meredith en Derek hebben een vreemde competitiedrang nu ze niet meer werken. |                |                                                         |                 |                         |                          |                   |  |
| 201 | 5              | I Bet It Stung                                          | Mark Jackson    | Jeannine Renshaw        | 8,78                     | 17 oktober 2013   |  |
| Jo probeert de brokken tussen Alex en zijn vader Jimmy te lijmen nu Jimmy in het ziekenhuis is opgenomen. Meredith en Cristina zijn van plan samen een baanbrekende operatie uit te voeren, maar Meredith wordt tijdens de voorbereidingen afgeleid door haar kinderen, waardoor ze slecht voorbereid en te laat arriveert voor de operatie. Cristina confronteert haar hiermee, wat leidt tot een grote ruzie tussen de twee. Catherine helpt Richard om weer de oude te worden, ondanks het feit dat hij nog maanden zal moeten herstellen. Callie leert van een patiënte dat het soms nodig is om nee te zeggen. Stephanie heeft een patiënt met merkwaardig probleem. |                |                                                         |                 |                         |                          |                   |  |
| 202 | 6              | Map of You                                              | David Greenspan | William Harper          | 8,73                     | 24 oktober 2013   |  |
| Meredith besluit een onderzoek te starten, maar ze twijfelt tussen het verderzetten van het onderzoek van haar moeder of een nieuw onderwerp kiezen. Derek en Callie beginnen samen te werken aan een project. Webber gebruikt zijn medische toestand om Jo dingen bij te leren. Shane besluit niet meer neurochirurgie na te jagen en kiest Cristina als zijn nieuwe mentor. Het conflict tussen Meredith en Cristina blijft voortduren. Alex gaat zijn vader opzoeken in de bar waar hij gitaar speelt, maar ontdekt nieuwe dingen over het leven van zijn vader die hem allesbehalve aanstaan. Leah en Arizona flirten met elkaar. |                |                                                         |                 |                         |                          |                   |  |
| 203 | 7              | Thriller                                                | Cherie Nowlan   | Gabriel Llanas          | 8,94                     | 31 oktober 2013   |  |
| Het is Halloween, wat zorgt voor enkele griezelige patiënten op de spoeddienst. Een 'zombie' overleeft een schietpartij op miraculeuze wijze en bijt Leah. Shane probeert een spookachtige patiënte van Heather te helpen wanneer ze steeds terugkeert op zoek naar Heather. Cristina en Owen ontdekken dat het best mogelijk is om professioneel te blijven samenwerken. Alex en Jo behandelen een meisje dat zich letterlijk dood kan schrikken. Webber wil niet meer dat Bailey hem behandelt en vraagt Meredith hem te helpen om de assistenten op te leiden. Ben keert terug naar Seattle als verrassing voor Bailey en Tuck, maar Bailey reageert niet zoals gehoopt. |                |                                                         |                 |                         |                          |                   |  |
| 204 | 8              | Two Against One                                         | Kevin McKidd    | Meg Marinis             | 8,68                     | 7 november 2013   |  |
| Een 3D-printer arriveert in het ziekenhuis voor het onderzoek van Meredith. Jackson en Derek voeren samen een operatie uit, wat Derek doet beseffen dat Jackson geen enkele assistent de kans geeft iets bij te leren. Bailey lijkt haar verstand te verliezen, waardoor Ben bezorgd wordt. Callie interviewt Emma, Owens nieuwe vriendin, voor een job, maar het wordt al snel heel persoonlijk. Webber redt een patiënte, waardoor hij weer beseft wat het is om een dokter te zijn. April en Matthew vragen zich af of ze al dan niet seks voor hun huwelijk moeten hebben. Cristina verraadt Meredith door haar printer te gebruiken voor haar patiënt. |                |                                                         |                 |                         |                          |                   |  |
| 205 | 9              | Sorry Seems to Be the Hardest Word                      | Jeannot Szwarc  | Stacy McKee             | 8,56                     | 14 november 2013  |  |
| Callie wordt aangeklaagd voor medische wanpraktijken door een olympische atleet die zijn beide benen verloor tijdens een operatie. Ze weigert een schikking, waardoor de zaak voor de rechtbank komt. Haar collega's moeten naar de rechtbank komen om te komen getuigen en de getuigenissen van de andere partij bezorgen Callie een immens schuldgevoel. Callies vader komt haar steunen en ontdekt dat zijn dochter en Arizona niet meer samen zijn. Via flashbacks ontdekken we dat Arizona en Callie een jaar geleden probeerden om een tweede baby te krijgen, maar dat Arizona een miskraam kreeg. |                |                                                         |                 |                         |                          |                   |  |
| 206 | 10             | Somebody That I Used to Know                            | Debbie Allen    | Debora Cahn             | 8,61                     | 21 november 2013  |  |
| Ben uit zijn bezorgdheid over Baileys gezondheid. Hij vermoedt dat ze lijdt aan een dwangstoornis. Owen en Derek gaan ook twijfelen aan Baileys mentale and fysieke gezondheid. Arizona biecht aan Callie op dat ze iets had met Leah. Jackson krijgt te horen dat hij niet uitgenodigd is voor het huwelijk van April en ook Stephanie krijgt geen uitnodiging. Meredith doet haar best om Richard uit het ziekenhuis te krijgen en plant een etentje voor Thanksgiving bij haar thuis waar Emma zal koken. Webber gaat tot het uiterste om te bewijzen dat hij terug gezond is, maar belandt terug in bed met gebroken ribben. De assistenten plannen zelf een etentje voor Thanksgiving op Richards kamer. Cristina en Shane gebruiken de 3D-printer om een nieuwe canule te printen, maar ook Meredith heeft de printer nodig voor haar onderzoek. |                |                                                         |                 |                         |                          |                   |  |
| 207 | 11             | Man on the Moon                                         | Bobby Roth      | Elizabeth J.B. Klaviter | 7,02                     | 5 december 2013   |  |
| Bailey krijgt hulp van een psychiater om haar dwangstoornis onder controle te krijgen, maar ook Richard blijkt behulpzaam. Aprils zussen komen naar Seattle om een huwelijksfeest te organiseren, maar het verloopt niet zoals gepland. April wordt gefrustreerd en kiest Arizona, Cristina en Meredith als haar bruidsmeisjes. Stephanie en Meredith testen hun procedure uit op een schaap terwijl Cristina en Shane hun canule uittesten op een echte patiënt. De spanningen tussen Meredith en Cristina lopen steeds hoger op. Jimmy vertelt Alex dat hij weet dat Alex zijn zoon is en dat hij voor hem probeert om clean te blijven. |                |                                                         |                 |                         |                          |                   |  |
| 208 | 12             | Get Up, Stand Up                                        | Tony Phelan     | William Harper          | 8,36                     | 12 december 2013  |  |
| De dokters van Grey Sloan proberen hun problemen op te lossen op de dag van April en Matthews huwelijk. Derek wordt gevraagd om mee te werken aan een overheidsproject, maar dat zou betekenen dat hij zijn belofte aan Meredith om haar meer tijd voor onderzoek te gunnen niet kan nakomen. Alex begint overeen te komen met zijn vader, maar kan niet verdragen dat die een negatief beeld van zijn moeder heeft. De ruzie tussen Meredith en Cristina bereikt een nieuw hoogtepunt. Bailey legt de schuld voor haar dwangstoornis bij Ben. Jimmy heeft dringend een hartoperatie nodig. Shane vindt zichzelf capabel om te opereren, maar hij begint te hallucineren door zijn immens schuldgevoel over Heathers dood. Webber moet inspringen om Jimmy's leven te redden. Tijdens het huwelijk krijgt Derek een telefoontje van de president en verstoort Jackson de ceremonie om zijn liefde voor April op te biechten.                                    |                |                                                         |                 |                         |                          |                   |  |
| 209 | 13             | Take It Back                                            | Rob Corn        | Austin Guzman           | 9,42                     | 27 februari 2014  |  |
| April en Jackson lopen weg van Aprils huwelijk, maar April twijfelt of het de juiste keuze was. Arizona vertelt eindelijk aan Callie dat ze zich terug goed voelt in haar vel en de twee kopen een huis om hun relatie een nieuw begin te geven. Meredith is boos omdat Derek het aanbod van de president aanvaard heeft en dus zijn belofte heeft verbroken. Owen maakt het Shane moeilijk op de spoeddienst. Alex' emotionele speech voor Jo blijkt een aanzoek te zijn geweest, waardoor Jo moet zeggen dat ze er nog niet klaar voor is. Jimmy overlijdt. Ben en Bailey leggen hun ruzie bij en Ben zet zijn opleiding verder in Grey Sloan Memorial Hospital. Stephanie heeft het moeilijk met wat Jackson haar aandeed en stapt naar de personeelszaken. |                |                                                         |                 |                         |                          |                   |  |
| 210 | 14             | You've Got to Hide Your Love Away                       | Ron Underwood   | Tia Napolitano          | 8,21                     | 6 maart 2014      |  |
| Nu een nieuwe regel intieme relaties tussen collega's verbiedt in het ziekenhuis, hebben de dokters een heel nieuwe manier van werken. Alex, Jo, April en Jackson proberen te verstoppen dat ze samen zijn om geen sancties op te lopen. Owen en Emma denken na over kinderen en samenwonen, maar de liefde tussen Cristina en Owen blijkt nog lang niet over. Dereks meeting met de president wordt afgezegd, maar hij krijgt later goed nieuws. De artsen werken samen om een meisje met steeds terugkerend tumoren te helpen. |                |                                                         |                 |                         |                          |                   |  |
| 211 | 15             | Throwing it All Away                                    | Chris Hayden    | William Harper          | 7,36                     | 13 maart 2014     |  |
| Alex wordt geschorst omwille van zijn relatie met Jo. Stephanie veroorzaakt ongelukken met brancards en laat aan Jackson weten dat ze klaar met hem is. Derek moet aan Callie vertellen dat hun gezamenlijk onderzoek niet verder kan gaan omwille van zijn contract met het Witte Huis. Callie krijgt daarbovenop nog eens te horen dat Leah een klacht tegen haar heeft ingediend bij personeelszaken omdat ze persoonlijke problemen in de weg liet staan van leermogelijkheden voor Leah. Een gefrustreerde Callie krijgt een volgende hindernis in haar relatie met Arizona te verwerken. |                |                                                         |                 |                         |                          |                   |  |
| 212 | 16             | We Gotta Get Out of This Place                          | Susan Vaill     | Jeannine Renshaw        | 8,09                     | 20 maart 2014     |  |
| De dokters vieren de verjaardag van Dr. Webber. Bailey, Leah, Meredith en Richard opereren een man die zijn tweeling heeft geabsorbeerd in de baarmoeder. Cristina werkt aan haar cardio-onderzoek met Shane en maakt een online datingprofiel aan voor Owen. Callie en Derek maken ruzie over het gebruik van zijn sensoren, bemoeilijkt door Dereks contract met het Witte Huis. Derek wordt hierdoor in een moeilijke positie geplaatst en moet kiezen tussen zijn vriendin en zijn droomjob. Catherine Avery reist naar Seattle omdat ze vindt dat April en Jackson fouten hebben gemaakt, maar Jackson is haar bemoeienissen beu. Haar komst doet hem en April echter wel inzien dat ze moeten nadenken over hun toekomst samen, onder andere de manier waarop ze hun kinderen zullen opvoeden. |                |                                                         |                 |                         |                          |                   |  |
| 213 | 17             | Do You Know?                                            | Chandra Wilson  | Stacy McKee             | 8,42                     | 27 maart 2014     |  |
| Nadat ze een heel moeilijke hartoperatie succesvol uitvoert, moet Cristina haar verlamde patiënt laten kiezen of hij wil leven of sterven. De keuze doet haar nadenken over het leven en ze beeldt zich twee mogelijke scenario's in: één waarin ze samen met Owen besluit om toch kinderen te krijgen en daardoor diep ongelukkig wordt doordat ze haar carrière aan de kant moet schuiven, en één waarin Owen besluit zijn kinderwens voor haar op te geven maar daardoor ongelukkig wordt en een drankprobleem ontwikkelt. |                |                                                         |                 |                         |                          |                   |  |
| 214 | 18             | You Be Illin'                                           | Nicole Cummins  | Zoanne Clack            | 8,28                     | 3 april 2014      |  |
| Het griepvirus breekt uit in Grey Sloan Memorial Hospital en treft Jackson, Leah en Derek, net wanneer hij een presentatie over zijn project moet geven voor de beste neurochirurgen ter wereld. Callie neemt Jo onder haar vleugel en leert haar dingen over orthopedie. Cristina en Owen werken samen wanneer twee zussen allebei cardiomyopathie blijken te hebben. Wanneer ook hun broer symptomen begint te vertonen, stellen ze zich vragen over de oorzaak. Shane moet Cristina's onderzoek in goede banen leiden nu Cristina bezig is. Alex krijgt een aanbod van een privépraktijk en denkt erover na. April en Bailey opereren een jongen die geen immuunsysteem heeft en voor wie de gebruikelijke enzymbehandeling niet meer werkt. |                |                                                         |                 |                         |                          |                   |  |
| 215 | 19             | I'm Winning                                             | Kevin McKidd    | Joan Rater              | 8,18                     | 10 april 2014     |  |
| De genomineerden voor de Harper Avery Award worden bekendgemaakt, en Cristina is een van hen. Alle collega's zijn blij voor haar, maar Meredith en Bailey zijn toch jaloers. Ze doen hun best om dit te verstoppen, maar in tegenstelling tot Meredith is Bailey hier niet zo goed in. Cristina's zelfvertrouwen krijgt een deuk wanneer de familie van haar patiënten aan haar kunnen twijfelt. Alex neemt het aanbod van de privépraktijk aan. Derek en Callie zetten hun onderzoek verder. Callie ontdekt dat ze nog een baby wil, en Arizona gaat akkoord. Owen vertrouwt erop dat Cristina de prijs zal winnen. |                |                                                         |                 |                         |                          |                   |  |
| 216 | 20             | Go It Alone                                             | Mark Jackson    | Lauren Barnett          | 8,45                     | 17 april 2014     |  |
| De avond voor de prijsuitreiking krijgen Cristina's patiënten ernstige afstotingsverschijnselen terwijl hun broer nog steeds op een nieuw hart wacht. Callie en Arizona denken na over wie van hen zwanger moet worden. Een dove patiënt van April en Jackson doet een grote ruzie tussen de twee ontstaan over Aprils geloof en het belang dat ze hecht aan het religieus opvoeden van hun toekomstige kinderen. April gaat een tijdje bij Arizona en Callie logeren om het probleem te laten rusten. Cristina houdt vol dat ze alleen naar de uitreiking zal gaan, maar eenmaal daar heeft ze spijt van haar besluit. |                |                                                         |                 |                         |                          |                   |  |
| 217 | 21             | Change of Heart                                         | Rob Greenlea    | Meg Marinis             | 7,99                     | 24 april 2014     |  |
| Cristina verdwijnt nadat ze de prijs niet gewonnen heeft. April voelt zich alsof het einde van haar relatie met Jackson nabij is, maar Owen leert haar dat niet elke ruzie het einde betekent. Jackson staat onder druk om een onderzoeksproject van een van de dokters stop te zetten wegens budgettaire redenen. Richard reist naar Boston om Catherine ten huwelijk te vragen, maar hij ontdekt dat Cristina de prijs niet heeft gewonnen omdat de Harper Avery Foundation het ziekenhuis deels bezit. Hij beschuldigt Catherine ervan Cristina te hebben gebruikt en wijzigt zijn plannen. Cristina moet beslissen welke van de twee zussen een nieuw hart zal krijgen. Amelia Shepherd komt op bezoek om te zien of ze een leven zoals Meredith en Derek zou aankunnen. Alex neemt officieel ontslag en April vertelt Jackson dat ze zwanger is. |                |                                                         |                 |                         |                          |                   |  |
| 218 | 22             | We Are Never Ever Getting Back Together                 | Rob Corn        | Joan Rater              | 8,81                     | 1 mei 2014        |  |
| Cristina gaat naar Zwitserland om te praten over haar onderzoek en ontdekt dat ze in Preston Burkes ziekenhuis is. Hij biedt Cristina aan om de leiding over het ziekenhuis over te nemen. Ondertussen werken Derek en Amelia samen om een Siamese tweeling te scheiden. Jackson en April boeken vooruitgang met hun problemen wanneer Jackson besluit met April en hun kinderen naar de kerk te gaan. Callie en Arizona denken na over babynamen. Terwijl Alex geniet van zijn nieuwe werkplaats, gaat Jo ten onder aan de werkdruk in het ziekenhuis. De assistenten ontdekken dat iemand van hen ontslagen gaat worden, en Stephanie ontdekt dat Bailey een gedeactiveerd HIV-virus aan de jongen zonder immuunsysteem heeft toegediend, zonder dat zijn ouders hun toestemming hiervoor gaven. |                |                                                         |                 |                         |                          |                   |  |
| 219 | 23             | Everything I Try to Do, Nothing Seems to Turn Out Right | Bill D'Elia     | Austin Guzman           | 7,95                     | 8 mei 2014        |  |
| Dr. Bailey komt in de problemen nadat ze de ouders van Braden inlicht over de behandeling die ze hem gaf. Owen laat Cristina haar eigen vervanging kiezen. April en Jackson bezoeken de gynaecoloog en besluiten niemand te vertellen over de zwangerschap. Callie blijkt te veel littekenweefsel te hebben om nog eens zwanger te kunnen worden. Derek komt terug van Washington D.C. met groot nieuws. Hij heeft een jobaanbieding gekregen en wil naar Washington verhuizen met Meredith. Amelia vertrouwt aan Meredith toe dat ze haar verloving wil verbreken om naar Seattle te verhuizen. Richard licht Leah in dat ze niet gemaakt is om chirurg te zijn. |                |                                                         |                 |                         |                          |                   |  |
| 220 | 24             | Fear (of the Unknown)                                   | Tony Phelan     | William Harper          | 8,92                     | 15 mei 2014       |  |
| De dag van Cristina's vertrek is aangebroken, maar een mogelijke daad van terrorisme vertraagt haar vertrek. De explosie in een winkelcentrum zorgt voor een overvolle spoeddienst met mediabelangstelling. Leah komt naar de spoeddienst om te helpen. April krijgt een peptalk van Catherine wanneer ze vreest haar baby in een gevaarlijke wereld te moeten grootbrengen. Cristina is op zoek naar een goede manier om dit hoofdstuk van haar leven af te sluiten. Shane vraagt Cristina om hem mee te nemen naar Zurich. Meredith maakt een beslissing over al dan niet naar Washington verhuizen. Callie en Arizona denken na over het gebruik van een surrogaatmoeder. Webber nomineert Bailey om Cristina's plaats in het bestuur in te nemen, maar Cristina heeft haar aandeel in het ziekenhuis en haar plaats in het bestuurd nagelaten aan Alex. Webber leert Dr. Pierce kennen, de nieuwe cardiochirurg, en ontdekt dat Ellis Grey haar moeder was. |                |                                                         |                 |                         |                          |                   |  |

## Seizoen 11: 2014-15
| Nr. in serie | Nr. in seizoen | Titel                           | Regisseur         | Schrijver               | Kijkcijfers VS (miljoen) | Uitzenddatum VS   |  |
| --- | -------------- | ------------------------------- | ----------------- | ----------------------- | ------------------------ | ----------------- |  |
| 221 | 1              | I Must Have Lost It on the Wind | Kevin McKidd      | Stacy McKee             | 9,81                     | 25 september 2014 |  |
| Nu Cristina vervangen is door Maggie Pierce en Derek naar Washington D.C. wil verhuizen, moet Meredith op zoek naar een gevoel van normaliteit, zowel thuis als op het werk. Ondertussen maken Callie en Arizona een beslissing of ze al dan niet een surrogaatmoeder nemen en komt Amelia een groot geheim te weten. Bailey beseft dat Alex een geduchte concurrent is voor de plaats in het bestuur van het ziekenhuis, en een bizar ongeval brengt twee tieners in een wel heel ongemakkelijker positie. |                |                                 |                   |                         |                          |                   |  |
| 222 | 2              | Puzzle With a Piece Missing     | Rob Corn          | William Harper          | 9,15                     | 2 oktober 2014    |  |
| We volgen Maggie, die probeert om een positieve indruk te maken bij haar collega's maar desondanks steeds weer in ongemakkelijke situaties belandt. Ondertussen besluit Richard om zijn geheim voor zich te houden en behandelen de artsen een oude vrouw die eigenlijk wil sterven, maar wier dochter blijft aandringen om haar te redden. |                |                                 |                   |                         |                          |                   |  |
| 223 | 3              | Got to Be Real                  | Rob Corn          | Zoanne Clack            | 8,48                     | 9 oktober 2014    |  |
| Owen neemt Callie mee naar een veteranenhospitaal in de hoop dat ze de veteranen kan helpen met haar robotledematen. Jo wordt jaloers op de vriendschap van Alex en Meredith, en Maggie blijft Richard in vertrouwen nemen. Ondertussen bereiden Bailey en Alex zich voor op hun presentatie voor het bestuur. |                |                                 |                   |                         |                          |                   |  |
| 224 | 4              | Only Mama Knows                 | Nicole Cummins    | Mark Driscoll           | 8,43                     | 16 oktober 2014   |  |
| Geheimen uit het verleden van Ellis Grey komen aan het licht wanneer Meredith oude videotapes bekijkt en haar moeders dagboeken leest. Maggie heeft een onverwachte aankondiging voor het bestuur. Ondertussen krijgt Alex nieuwe verantwoordelijkheden en spitst Callie zich toe op haar project met de veteranen. |                |                                 |                   |                         |                          |                   |  |
| 225 | 5              | Bend & Break                    | Jesse Bochco      | Meg Marinis             | 8,62                     | 23 oktober 2014   |  |
| Callie en Arizona gaan in relatietherapie en denken na over de problemen die hebben bijgedragen aan hun gekwelde huwelijk. Op het werk blijft Callie zich inzetten voor de veteranen en heeft Arizona het moeilijk om een goede beurt te maken bij Dr. Herman. Ondertussen vraagt Richard advies aan Bailey. |                |                                 |                   |                         |                          |                   |  |
| 226 | 6              | Don't Let's Start               | Rob Greenlea      | Austin Guzman           | 8,08                     | 6 november 2014   |  |
| Owen voelt zich persoonlijk betrokken bij zijn patiënt wanneer blijkt dat ze in het leger gediend heeft. April krijgt bezoek van haar moeder, die een band vormt met Jackson. Derek plant een etentje voor Maggie en Richard. Na een slechte diagnose voor haar patiënt begint Bailey na te denken over haar eigen gezondheid, en Nicole Herman heeft heftig nieuws voor Arizona. |                |                                 |                   |                         |                          |                   |  |
| 227 | 7              | Could We Start Again, Please?   | Bobby Roth        | Andy Reaser             | 8,36                     | 13 november 2014  |  |
| Geheimen over Amelia's drugverleden komen aan het licht en zorgen voor problemen in het ziekenhuis. Bailey ziet toe op Jo's eerste solo-operatie. Arizona moet een belangrijke beslissing nemen in Hermans afwezigheid. Ondertussen komen de artsen in actie om een koppel te redden na een sprong om aan een brand te ontsnappen. |                |                                 |                   |                         |                          |                   |  |
| 228 | 8              | Risk                            | Rob Corn          | William Harper          | 8,33                     | 20 november 2014  |  |
| Maggie en Meredith gaan niet akkoord met Dereks plan om een gezamenlijke patiënt te behandelen, en de spanningen leiden tot een grote ruzie tussen Meredith en Derek. Ondertussen voelt Callie zich verantwoordelijk wanneer een van haar veteranen de lat te hoog legt, en krijgt een van de artsen een verschrikkelijke diagnose te horen na een routineonderzoek. |                |                                 |                   |                         |                          |                   |  |
| 229 | 9              | Where Do We Go From Here        | Debbie Allen      | Meg Marinis             | 8,71                     | 29 januari 2015   |  |
| Meredith duikt in het werk in het ziekenhuis terwijl Derek zijn verhuis naar Washington D.C. voorbereidt. Ondertussen moeten Jackson en April slecht nieuws verwerken, en Arizona en Amelia proberen uit te dokteren hoe ze Dr. Herman het best kunnen benaderen met hun plan. |                |                                 |                   |                         |                          |                   |  |
| 230 | 10             | The Bed's Too Big Without You   | Chandra Wilson    | Tia Napolitano          | 7,98                     | 5 februari 2015   |  |
| April blijft optimistisch wanneer Arizona testen begint uit te voeren op haar baby. Nicole Herman plant een spoedcursus over foetale chirurgie, en Owen en Callie moedigen elkaar aan om weer te beginnen daten. Ondertussen gebruiken Meredith, Bailey en Maggie de 3D-printer om de tumor van hun patiënt beter te kunnen begrijpen. |                |                                 |                   |                         |                          |                   |  |
| 231 | 11             | All I Could Do Was Cry          | Ron Underwood     | Elizabeth J.B. Klaviter | 7,81                     | 12 februari 2015  |  |
| Na talrijke gesprekken met Dr. Herman, moeten April en Jackson de situatie aanpakken en een moeilijk besluit nemen over hun ongeboren kind. Catherine arriveert Seattle en komt Richard tegen in het ziekenhuis. Ondertussen zoekt Meredith iemand om voor haar kinderen te zorgen zodat ze een weekend naar Derek toe kan, en Amelia begint Stephanie met harde hand op te leiden wanneer ze samenwerken. |                |                                 |                   |                         |                          |                   |  |
| 232 | 12             | The Great Pretender             | Jeannot Szwarc    | Mark Driscoll           | 8,13                     | 19 februari 2015  |  |
| Maggie is teleurgesteld wanneer Meredith haar vragen over het bezoek aan D.C. ontwijkt. Bailey en Ben maken zich zorgen wanneer Bens broer in het ziekenhuis belandt, en Dr. Herman stelt zich meer open op naar Arizona toe. Richard voelt zich gemanipuleer door Catherine. |                |                                 |                   |                         |                          |                   |  |
| 233 | 13             | Staring at the End              | Mark Jackson      | Stacy McKee             | 7,56                     | 26 februari 2015  |  |
| De dokters raken gefascineerd door de tumor van Dr. Herman wanneer Amelia toespraken houdt over de moeilijkheden van de naderende operatie. Arizona en Herman versterken hun band wanneer ze samen talrijke patiënten proberen behandelen voordat Nicole geopereerd moet worden. Bailey verzoekt hen een zwangere vrouw te behandelen die haar nauw aan het hart ligt. |                |                                 |                   |                         |                          |                   |  |
| 234 | 14             | The Distance                    | Eric Laneuville   | Austin Guzman           | 8,09                     | 5 maart 2015      |  |
| Met Stephanie aan haar zijde begint Amelia de grootse operatie op Nicole met alle ogen op haar gericht. Ze ontdekt echter al snel dat de operatie nog moeilijker zal worden dan ze verwacht had. Ondertussen is Bailey sceptisch wanneer Arizona een patiënt van Herman behandelt. |                |                                 |                   |                         |                          |                   |  |
| 235 | 15             | I Feel the Earth Move           | Thomas Wright     | Jen Klein               | 7,40                     | 12 maart 2015     |  |
| Een aardbeving schudt het ziekenhuis door elkaar, waardoor Maggie vast komt te zitten in een lift met een interessante radioloog en Merediths reeks succesvolle operatie onderbroken dreigt te worden. Owen moet medisch advies aan een kind verstrekken over de telefoon en Ben neemt Jackson in vertrouwen. |                |                                 |                   |                         |                          |                   |  |
| 236 | 16             | Don't Dream It's Over           | Taylor John Smith | Andy Reaser             | 7,73                     | 19 maart 2015     |  |
| De toestand van een patiënt doet Richard en Maggie praten over de ziekte van Alzheimer. April en Jackson hebben het moeilijk om terug te keren naar hun dagelijkse levens. Arizona moet onder ogen zien dat Callie verdergaat met haar leven. Meredith wordt geconfronteerd met haar angsten over Derek. |                |                                 |                   |                         |                          |                   |  |
| 237 | 17             | With Or Without You             | Chandra Wilson    | Elisabeth Finch         | 8,18                     | 26 maart 2015     |  |
| Meredith is geschrokken door de gebeurtenissen met Derek en probeert te besluiten wat ze moet doen. Owen schrikt wanneer zijn moeder in het ziekenhuis belandt met een jonge man aan haar zijde. |                |                                 |                   |                         |                          |                   |  |
| 238 | 18             | When I Grow Up                  | Zetna Fuentes     | Tia Napolitano          | 6,64                     | 2 april 2015      |  |
| Een schooluitje naar het ziekenhuis kent een dramatisch einde wanneer de kinderen twee zwaargewonde agenten zien toekomen op de spoed. Stephanie laat haar oog vallen op een van de begeleiders van de kinderen. Callie opereert het been van de politiechef, en Amelia moet haar gevoelens voor Owen onder ogen komen. |                |                                 |                   |                         |                          |                   |  |
| 239 | 19             | Crazy Love                      | Paul McCrane      | Elizabeth Klaviter      | 7,42                     | 9 april 2015      |  |
| Wanneer ze ontdekt dat Amelia en Owen achter haar rug naar elkaar toe groeien, geeft Meredith Amelia de volle laag, waardoor Amelia aan de prille relatie begint te twijfelen. Ondertussen moet Catherine in actie komen wanneer een man in het ziekenhuis belandt nadat zijn vrouw hem gestraft heeft omdat hij haar bedrogen heeft. |                |                                 |                   |                         |                          |                   |  |
| 240 | 20             | One Flight Down                 | David Greenspan   | Austin Guzman           | 7,60                     | 16 april 2015     |  |
| Een klein vliegtuigongeluk in de stad brengt meerdere gewonden naar het ziekenhuis, en het bezorgt de dokters, vooral Meredith en Arizona, nare herinneringen aan hun eigen vliegtuigongeluk. Spanningen tussen Owen en Amelia zorgen voor een onaangename werkomgeving voor Stephanie. |                |                                 |                   |                         |                          |                   |  |
| 241 | 21             | How to Save a Life              | Rob Hardy         | Shonda Rhimes           | 9,55                     | 23 april 2015     |  |
| Derek is ooggetuige van een ernstige auto-ongeluk en springt in actie om levens te redden. |                |                                 |                   |                         |                          |                   |  |
| 242 | 22 A           | She's Leaving Home, Part 1      | Chris Hayden      | Stacy McKee             | 8,74                     | 30 april 2015     |  |
| Meredith keert terug naar Grey Sloan met het nieuws van Dereks dood. Alle dokters zijn triestig, behalve Amelia, die laat weten dat ze ondertussen wel weet hoe ze met dood moet omgaan en zich verschuilt achter haar donkere humor. Meredith verdwijnt met haar kinderen na Dereks begrafenis, zonder dat iemand van haar vrienden weet waarheen. Bailey en Ben denken na over wat er met hen moet gebeuren als hen iets ergs zou overkomen. Bailey wil niet in leven gehouden worden, Ben daarentegen wel. Bailey kan hier moeilijk begrip voor opbrengen. Richard wil Catherine ten huwelijk vragen, maar zij wijst zijn aanzoek al af voor hij het zelfs kan doen. Dan Pruitt belandt weer in het ziekenhuis en helpt Callie bij haar rouwproces. Owen en April gaan samen op militaire missie en blijven langer weg dan gepland, tot ergernis van Jackson. Hij en Jo behandelen samen brandwondenpatiënten die bevriend raken.                                                                |                |                                 |                   |                         |                          |                   |  |
| 243 | 22 B           | She's Leaving Home, Part 2      | Chris Hayden      | Stacy McKee             | 8,74                     | 30 april 2015     |  |
| Merediths vrienden vieren feestdagen zonder haar, tot Meredith eindelijk naar Alex belt om te zeggen dat ze zich geen zorgen moeten maken. Ze vraagt wel om haar niet meer lastig te vallen. Net zoals haar moeder, die vluchtte naar Boston, blijkt Meredith zwanger te zijn, maar enkel zij is hiervan op de hoogte. Amelia breekt uiteindelijk toch in het ziekenhuis en koopt weer drugs, maar Owen keert net op tijd terug om te verhinderen dat ze de drugs gebruikt. April keert terug als verrassing voor Jackson. Meredith krijgt een bloeding. Zola redt haar door de alarmcentrale te bellen, en Meredith bevalt van haar dochter, die ze Ellis noemt. Alex wordt gebeld als haar noodcontact en hij neemt haar en haar drie kinderen terug mee naar Seattle. Catherine beseft dat ze Richard toch graag ziet en vraagt hem ten huwelijk in het ziekenhuis. Na een jaar van afwezigheid keert Meredith eindelijk terug naar het ziekenhuis om te proberen verder te gaan met haar leven. |                |                                 |                   |                         |                          |                   |  |
| 244 | 23             | Time Stops                      | Kevin McKidd      | Meg Marinis             | 7,74                     | 7 mei 2015        |  |
| De dokters moeten hun emoties aan de kant schuiven wanneer een tunnel instort. |                |                                 |                   |                         |                          |                   |  |
| 245 | 24             | You're My Home                  | Rob Corn          | William Harper          | 8,33                     | 14 mei 2015       |  |
| Terwijl de dokters zich blijven inzetten voor de gewonden van de instorting, worden ze dichter bij elkaar gebracht wanneer ze beseffen wat echt belangrijk is in het leven. |                |                                 |                   |                         |                          |                   |  |

## Seizoen 12: 2015-16
| Nr. in serie | Nr. in seizoen | Titel                                  | Regisseur             | Schrijver               | Kijkcijfers VS (miljoen) | Uitzenddatum VS   |  |
| --- | -------------- | -------------------------------------- | --------------------- | ----------------------- | ------------------------ | ----------------- |  |
| 246 | 1              | Sledgehammer                           | Kevin McKidd          | Stacy McKee             | 9,55                     | 24 september 2015 |  |
| De dokters van Grey Sloan Memorial Hospital springen in actie om het leven van twee jonge meisjes wier verhaal enkele dokters doet nadenken over de effecten van pesten in hun eigen verleden. Ondertussen went Meredith aan de veranderingen thuis met haar nieuwe huisgenoten terwijl Bailey blijft vechten voor de baan van Diensthoofd Chirurgie en Jackson zich voorbereidt op de terugkeer van April.                                                                                      |                |                                        |                       |                         |                          |                   |  |
| 247 | 2              | Walking Tall                           | Debbie Allen          | Meg Marinis             | 8,58                     | 24 september 2015 |  |
| De druk op Baileys schouders neemt toe op haar eerste dag als Diensthoofd Chirurgie. Ondertussen is Aprils huwelijk in gevaar, maar door onvoorziene omstandigheden kan ze haar problemen niet aanpakken. Meredith heeft het moeilijk om al haar verantwoordelijkheden te balanceren en Amelia wil haar relatie met Owen definiëren. |                |                                        |                       |                         |                          |                   |  |
| 248 | 3              | I Choose You                           | Rob Corn              | William Harper          | 8,12                     | 8 oktober 2015    |  |
| Maggie denkt na over de keuzes in haar leven wanneer ze uitgenodigd wordt voor de trouw van haar ex. Richard betwijfelt Baileys loyaliteit, en Jo vertrouwt Stephanie een geheim toe dat zelfs Alex niet weet. Ondertussen heeft Alex het moeilijk om een beslissing te maken die een grote impact zal hebben op het leven van een pasgeboren tweeling. |                |                                        |                       |                         |                          |                   |  |
| 249 | 4              | Old Time Rock'n Roll                   | Nicole Rubio          | Austin Guzman           | 8,25                     | 15 oktober 2015   |  |
| Owen leert de co-assistenten hoe ze slecht nieuws moeten vertellen aan de families van hun patiënten, maar Meredith moeit zich wanneer het niet gaat zoals verwacht. De 90 jaar oude patiënt van Arizona verzekert haar dat ze opnieuw liefde zal vinden. Ondertussen vergeten Maggie, Meredith en Amelia dat ze iedereen hebben uitgenodigd voor een diner bij hen thuis. |                |                                        |                       |                         |                          |                   |  |
| 250 | 5              | Guess Who's Coming to Dinner           | Debbie Allen          | Meg Marinis             | 8,96                     | 22 oktober 2015   |  |
| Vlak voor het diner verdwijnt Maggie om naar het ziekenhuis te gaan. April neemt haar taken in de keuken over om Jackson te ontwijken en een zenuwachtige Arizona wacht af om Callies nieuwe vriendin Penny te ontmoeten. Penny blijkt de dokter te zijn die Derek niet kon redden na zijn fatale ongeluk, wat Meredith in een moeilijke situatie brengt. |                |                                        |                       |                         |                          |                   |  |
| 251 | 6              | The Me Nobody Knows                    | Jeannot Szwarc        | William Harper          | 8,50                     | 5 november 2015   |  |
| Grey Sloan Memorial verwelkomt Penny als nieuwe arts-assistent, wat voor spanningen zorgt, alsook een veelbesproken patiënt die een per ongeluk sekstape verstuurde naar zijn hele kerkgemeenschap. Ondertussen worstelt Richard om vooruitgang in zijn relatie met Maggie te krijgen wanneer een oude vriend in het ziekenhuis belandt, en Nathan Riggs, Aprils collega uit het leger, brengt een zieke jongen uit het Midden-Oosten naar het ziekenhuis omdat hij Jacksons hulp kan gebruiken. |                |                                        |                       |                         |                          |                   |  |
| 252 | 7              | Something Against You                  | Gary McLeod           | Andy Reaser             | 8,02                     | 12 november 2015  |  |
| Een team van dokters behandelen een patiënt met een risicovolle operaties, wat de aanwezige spanningen tussen de dokters alleen maar vergroot. Bailey wil dat Ben hun nieuwe huisgenoot opdraagt te vertrekken, en Arizona begint terug te daten met aan nieuwe wingman aan haar zijde. |                |                                        |                       |                         |                          |                   |  |
| 253 | 8              | Things We Lost in the Fire             | Rob Corn              | Tia Napolitano          | 8,50                     | 19 november 2015  |  |
| Allerlei geruchten over het conflict tussen Nathan en Owen doen de ronde in het ziekenhuis, terwijl de spoeddienst overladen wordt met gewonde brandweermannen. Maggie vindt het moeilijk om professioneel om te gaan met Andrew op het werk. Ondertussen stelt Jo zich vragen bij de prioriteiten van Alex, die een grote verrassing in petto heeft. |                |                                        |                       |                         |                          |                   |  |
| 254 | 9              | The Sound of Silence                   | Denzel Washington     | Stacy McKee             | 8,28                     | 11 februari 2016  |  |
| Meredith wordt brutaal aangevallen door een patiënt, en Penny is degene die haar gewond ontdekt. De dokters doen hun uiterste best haar te stabiliseren en waken aan haar zijde in de nasleep van de aanval. |                |                                        |                       |                         |                          |                   |  |
| 255 | 10             | All I Want is You                      | Kevin Rodney Sullivan | Elisabeth Finch         | 7,82                     | 18 februari 2016  |  |
| Terwijl Meredith het recente trauma bespreekt in therapie, voeren Maggie en Callie een risicovolle, experimentele operatie uit op de jonge patiënt van Alex, tegen zijn professionele opinie in. Ondertussen groeien de spanningen tussen Owen en Nathan alsmaar meer, en ook de relatie van Maggie en Andrew groeit. |                |                                        |                       |                         |                          |                   |  |
| 256 | 11             | Unbreak My Heart                       | Rob Corn              | Elizabeth J.B. Klaviter | 7,23                     | 25 februari 2016  |  |
| De evolutie van de relatie van Jackson en April wordt onthuld door een reeks flashbacks, die teruggaan tot hun allereerste ontmoeting. Ook het jarenlange herstel van een patiënt van Jackson wordt gevolgd. |                |                                        |                       |                         |                          |                   |  |
| 257 | 12             | My Next Life                           | Chandra Wilson        | William Harper          | 7,67                     | 3 maart 2016      |  |
| Katie Bryce, Merediths allereerste patiënt ooit, wordt opnieuw opgenomen in het ziekenhuis met een nieuw aneurysma, en Amelia behandelt haar. Ondertussen vermoedt Maggie dat Richard weet heeft van haar relatie met Andrew, en Arizona denkt na over daten. |                |                                        |                       |                         |                          |                   |  |
| 258 | 13             | All Eyez on Me                         | Charlotte Brandstrom  | Austin Guzman           | 7,53                     | 10 maart 2016     |  |
| Meredith, Bailey, Jackson, Callie en Jo reizen naar een militair ziekenhuis om een buitengewone en heel riskante operatie uit te voeren op een veteraan met een vergevorderde tumor. In Grey Sloan is Andrew het beu om Maggies slecht bewaarde geheim te zijn, maakt Ben een impulsieve beslissing in de OK, en zorgt een groep cheerleaders voor chaos op de spoeddienst. |                |                                        |                       |                         |                          |                   |  |
| 259 | 14             | Odd Man Out                            | Kevin McKidd          | Meg Marinis             | 7,83                     | 17 maart 2016     |  |
| Richard zorgt voor veranderingen wanneer hij de arts-assistenten op andere diensten plaatst dan waar ze normaal staan. Hierdoor moet Amelia samenwerken met Penny. Arizona neemt een groot risico bij een operatie op een vrouw die zwanger is van een vierling. Ondertussen moet April een moeilijke keuze maken over wanneer ze Jackson zal vertellen over haar zwangerschap. |                |                                        |                       |                         |                          |                   |  |
| 260 | 15             | I Am Not Waiting Anymore               | Nicole Rubio          | Mark Driscoll           | 7,91                     | 24 maart 2016     |  |
| Jackson verneemt het nieuws van Aprils zwangerschap, maar niet van April zelf. Alex, Meredith en Maggie moeten een drievoudige orgaantransplantatie uitvoeren. Meredith denkt erover om opnieuw te daten. Andrew wil geen speciale behandeling nu iedereen weet dat hij samen is met Maggie. |                |                                        |                       |                         |                          |                   |  |
| 261 | 16             | When It Hurts So Bad                   | Eric Laneuville       | Andy Reaser             | 7,77                     | 31 maart 2016     |  |
| Meredith gaat een stap verder met Will, maar krijgt daar al snel spijt van. Maggie voelt dat Andrew haar lijkt te ontwijken, en Amelia evalueert haar relatie met Owen opnieuw. Ondertussen arriveert Catherine in Seattle, en zorgt voor opschudding tussen April en Jackson. |                |                                        |                       |                         |                          |                   |  |
| 262 | 17             | I Wear the Face                        | Chandra Wilson        | Karin Gist              | 7,35                     | 7 april 2016      |  |
| Meredith gaat met Owen en Nathan een hart ophalen voor een harttransplantatie, en belandt zo midden in hun conflict. Muzikant en MS-patiënt Kyle Diaz wordt opgenomen met een tremor in zijn hand, en de arts-assistenten solliciteren voor de Preminger-beurs. Ondertussen blijft Catherine zich moeien met Jackson en April, tegen Richards bezwaren in. |                |                                        |                       |                         |                          |                   |  |
| 263 | 18             | There's a Fine, Fine Line              | Jeannot Szwarc        | Jen Klein               | 7,97                     | 14 april 2016     |  |
| Nadat een vermist kind ervoor zorgt dat het hospitaal in lockdown moet, beslist Ben te opereren op een zwangere vrouw zonder de juiste chirurgische instrument. Als baas moet Miranda de repercussies van zijn daden onder ogen zien en beslissen of zijn impulsieve daden gerechtvaardigd waren. |                |                                        |                       |                         |                          |                   |  |
| 264 | 19             | It's Alright, Ma (I'm Only Bleeding)   | Chris Hayden          | Austin Guzman           | 7,97                     | 14 april 2016     |  |
| Miranda blijft zich bezighouden met de nasleep van Bens roekeloze beslissing en stelt een adviescomité samen om een geschikte ordemaatregel tegen hem te stellen. Ondertussen proberen April en Jackson hun verschillen aan de kant te schuiven voor het welzijn van hun kind, en maakt Arizona een beslissing die haar relatie met Callie voor altijd kan veranderen. |                |                                        |                       |                         |                          |                   |  |
| 265 | 20             | Trigger Happy                          | Zetna Fuentes         | Zoanne Clack            | 7,65                     | 21 april 2016     |  |
| De dokters doen hun uiterste best om een jongen te redden die per ongeluk beschoten werd. Ondertussen krijgt Arizona het moeilijk wanneer Callie een belangrijke beslissing over Sofia's toekomst maakt zonder haar te raadplegen. |                |                                        |                       |                         |                          |                   |  |
| 266 | 21             | You're Gonna Need Someone on Your Side | Debbie Allen          | Lauren Barnett          | 7,91                     | 28 april 2016     |  |
| Stephanies relatie met Kyle wordt ingewikkeld. Meredith moedigt Amelia en Owen aan om er eindelijk voor te kiezen een echt koppel te worden. Arizona en Callie hebben ruzie en plaatsen daarbij hun vrienden midden in een moeilijke situatie. |                |                                        |                       |                         |                          |                   |  |
| 267 | 22             | Mama Tried                             | Kevin McKidd          | Tia Napolitano          | 7,66                     | 5 mei 2016        |  |
| Callie en Arizona strijden voor de voogdij over Sofia in de rechtszaal. Stephanie stelt zich vragen bij de status van haar relatie met Kyle. Ondertussen behandelen April en Alex een zwangere tiener die terug wordt opgenomen in het ziekenhuis. |                |                                        |                       |                         |                          |                   |  |
| 268 | 23             | At Last                                | Rob Corn              | Stacy McKee             | 7,77                     | 12 mei 2016       |  |
| Amelia en Owen gaan een stap verder in hun relatie. Alex krijgt duidelijkheid over zijn toekomst met Jo, en Callie en Arizona blijven het moeilijk hebben met de huidige voogdijregeling. |                |                                        |                       |                         |                          |                   |  |
| 269 | 24             | Family Affair                          | Debbie Allen          | William Harper          | 8,19                     | 19 mei 2016       |  |
| Meredith en Maggie steunen Amelia op een belangrijke dag. Jo onthult dat ze enkele geheimen heeft voor Alex, terwijl Arizona en Callie beseffen wat voor impact hun voogdijregeling heeft. Ondertussen komt Ben in actie om een vriend te helpen. |                |                                        |                       |                         |                          |                   |  |

## Seizoen 13: 2016-17
| Nr. in serie | Nr. in seizoen | Titel                                     | Regisseur             | Schrijver               | Kijkcijfers VS (miljoen) | Uitzenddatum VS   |  |
| --- | -------------- | ----------------------------------------- | --------------------- | ----------------------- | ------------------------ | ----------------- |  |
| 270 | 1              | Undo                                      | Debbie Allen          | William Harper          | 8,75                     | 22 september 2016 |  |
| Wanneer Andrew met ernstige verwondingen in het ziekenhuis wordt opgenomen, probeert Bailey te achterhalen wat er gebeurd is terwijl de andere dokters Andrew helpen. Meredith worstelt met grote geheimen die haar relaties met Alex en Maggie beïnvloeden. Terwijl Richard Jo helpt met een belangrijke beslissing, discussiëren April en Catherine over de nieuwe baby.                 |                |                                           |                       |                         |                          |                   |  |
| 271 | 2              | Catastrophe and the Cure                  | Kevin McKidd          | Karin Gist              | 8,41                     | 29 september 2016 |  |
| Meredith denkt na over haar loyaliteit terwijl Alex moet omgaan met de gevolgen van zijn daden. De pasgetrouwde Amelia en Owen organiseren een diner in hun nieuwe huis meet verrassende gasten, en Jackson doet April een voorstel om haar te helpen bij haar herstel. |                |                                           |                       |                         |                          |                   |  |
| 272 | 3              | I Ain't No Miracle Worker                 | Rob Corn              | Andy Reaser             | 8,08                     | 6 oktober 2016    |  |
| Een auto-ongeluk op een begrafenis brengt een ruziënde familie naar het ziekenhuis. Nu ze terug is van New York, geraakt Arizona gevangen tussen Alex en Andrew. Terwijl Ben een nieuwe rol als ouder aanneemt, helpt Amelia Meredith en Maggie met een probleem. |                |                                           |                       |                         |                          |                   |  |
| 273 | 4              | Falling Slowly                            | Victoria Mahoney      | Jen Klein               | 7,80                     | 13 oktober 2016   |  |
| Alex probeert nog steeds het goede te doen, maar lijkt hier maar niet in te slagen. Jackson en April passen zich aan aan het nieuwe normaal met hun baby. Terwijl Meredith en Nathan vaststellen wat er tussen hen speelt, stelt Amelia zich vragen over haar relatie met Owen. |                |                                           |                       |                         |                          |                   |  |
| 274 | 5              | Both Sides Now                            | Chandra Wilson        | Mark Driscoll           | 8,17                     | 20 oktober 2016   |  |
| Meredith en Bailey bekvechten over hun patiënten die een levertransplantatie nodig hebben. Owen krijgt de taak om op baby Harriet te passen. Amelia moet Owen iets belangrijks vertellen, maar heeft hier moeite mee. |                |                                           |                       |                         |                          |                   |  |
| 275 | 6              | Roar                                      | Nicole Rubio          | Elizabeth J.B. Klaviter | 8,17                     | 27 oktober 2016   |  |
| De dokters worden verrast door de terugkeer van Leah Murphy, die na een harde training in een ander opleidingsprogramma klaar is om bij te leren van Maggie. Catherine spoort Bailey aan om een besluit te maken over Alex, net wanneer hij haar hulp nodig heeft voor een patiënt in de kliniek. Amelia behandelt een jongen die op de spoed belandde na verkeersagressie van zijn vader. |                |                                           |                       |                         |                          |                   |  |
| 276 | 7              | Why Try to Change Me Now                  | Jeannot Szwarc        | Austin Guzman           | 7,60                     | 3 november 2016   |  |
| Bailey en Catherine huren een consulent in om het opleidingsprogramma te hervormen, maar stuiten hierbij op weerstand van de artsen wanneer de consulent zich moeit in de operatiekamers. Amelia en Owen kunnen hun persoonlijke problemen niet thuislaten, en April maakt kennis met Tinder.                                                                                              |                |                                           |                       |                         |                          |                   |  |
| 277 | 8              | The Room Where It Happens                 | Debbie Allen          | Meg Marinis             | 7,25                     | 10 november 2016  |  |
| Een moeilijke operatie brengt belangrijke herinneringen naar boven bij Richard, Stephanie, Owen en Meredith. |                |                                           |                       |                         |                          |                   |  |
| 278 | 9              | You Haven't Done Nothin'                  | Rob Corn              | Karin Gist              | 8,04                     | 17 november 2016  |  |
| Alex denkt dat hij naar de gevangenis zal worden gestuurd en maakt drastische beslissingen voor zijn toekomst. Terwijl het ziekenhuis overspoeld wordt door gewonden nadat een appartementsblok instort, eist Richard antwoorden van Bailey over de aanwezigheid van Eliza Minnick. |                |                                           |                       |                         |                          |                   |  |
| 279 | 10             | You Can Look (But You'd Better Not Touch) | Jann Turner           | Tia Napolitano          | 9,59                     | 26 januari 2017   |  |
| Bailey, Arizona en Jo trekken naar een sterk beveiligde vrouwengevangenis om een gewelddadige, 16 jaar oude gevangene en haar ongeboren baby te behandelen. |                |                                           |                       |                         |                          |                   |  |
| 280 | 11             | Jukebox Hero                              | Kevin Rodney Sullivan | Zoanne Clack            | 8,49                     | 2 februari 2017   |  |
| Richard en de andere artsen maken de eerste werkdag van Eliza Minnick een moeilijke dag. Ondertussen probeert Meredith Alex te vinden. |                |                                           |                       |                         |                          |                   |  |
| 281 | 12             | None of Your Business                     | Geary McLeod          | Andy Reaser             | 8,46                     | 9 februari 2017   |  |
| Maggie krijgt een verrassingsbezoek van haar moeder in het ziekenhuis. Bailey moet een moeilijke beslissing nemen wanneer een van de artsen weigert om samen te werken met Eliza. Stephanie raakt betrokken bij het persoonlijke drama van Owen en Amelia. |                |                                           |                       |                         |                          |                   |  |
| 282 | 13             | It Only Gets Much Worse                   | Jeannot Szwarc        | Lauren Barnett          | 7,68                     | 16 februari 2017  |  |
| De assistenten kijken uit de naar de volgende van fase van Eliza's onderwijs, maar de artsen zelf zijn op oorlogspad. Ondertussen heeft April een uitdagende eerste dag in haar nieuwe rol in het ziekenhuis. |                |                                           |                       |                         |                          |                   |  |
| 283 | 14             | Back Where You Belong                     | Oliver Bokelberg      | Jen Kleiner             | 7,71                     | 23 februari 2017  |  |
| Alex keert terug naar het ziekenhuis en ontdekt dat er veel veranderd is tijdens zijn afwezigheid. Ondertussen moet Jo een moeilijke keuze maken voor haar patiënt en probeert Arizona om Eliza op een afstand te houden. |                |                                           |                       |                         |                          |                   |  |
| 284 | 15             | Civil War                                 | Nicole Rubio          | Elizabeth J.B. Klaviter | 7,31                     | 9 maart 2017      |  |
| Richard, Jackson, April en Catherine behandelen samen een patiënt met ernstig trauma, maar de ziekenhuispolitiek bemoeilijkt de samenwerking. Amelia komt eindelijk haar gevoelens voor Owen onder ogen, en Meredith raakt gevangen tussen Nathan en Alex wanneer ze een meningsverschil hebben over een patiënt.                                                                          |                |                                           |                       |                         |                          |                   |  |
| 285 | 16             | Who Is He (And What Is He to You)?        | Kevin McKidd          | Elisabeth R. Finch      | 7,90                     | 16 maart 2017     |  |
| Jackson en April reizen naar Montana om een gecompliceerde operatie uit te voeren op een jongen patiënt, maar April moet Jacksons aandacht bij de zaak houden wanneer zijn gedachten elders zijn. |                |                                           |                       |                         |                          |                   |  |
| 286 | 17             | Till I Hear It From You                   | Kevin McKidd          | Austin Guzman           | 7,80                     | 23 maart 2017     |  |
| Diane Pierce keert terug naar het ziekenhuis, maar Maggie weet nog steeds niet wat de ware reden achter haar bezoek is. Owen en Amelia praten over hun problemen wanneer ze samen een patiënt behandelen, en Bailey probeert haar relatie met Richard te herstellen. |                |                                           |                       |                         |                          |                   |  |
| 287 | 18             | Be Still, My Soul                         | Ellen Pompeo          | Meg Marinis             | 7,62                     | 30 maart 2017     |  |
| Wanneer de gezondheidstoestand van Maggies moeder verslechtert, raken de dokters het niet eens over hoe ze haar kunnen behandelen. Richard begint Baileys verraad inzake het opleidingsprogramma te verwerken. |                |                                           |                       |                         |                          |                   |  |
| 288 | 19             | What's Inside                             | Nzingha Stewart       | Tia Napolitano          | 7,23                     | 6 april 2017      |  |
| Wanneer Maggie een grootste zaak aanneemt, vrezen de andere artsen dat ze niet de juiste persoon is voor de zaak. Stephanie maakt een fout wanneer ze een van haar collega's behandelt. |                |                                           |                       |                         |                          |                   |  |
| 289 | 20             | In the Air Tonight                        | Chandra Wilson        | Stacy McKee             | 7,19                     | 13 april 2017     |  |
| Meredith en Nathan moeten hun gevoelens voor elkaar onder ogen komen wanneer ze naast elkaar komen te zitten op een vliegtuig. |                |                                           |                       |                         |                          |                   |  |
| 290 | 21             | Don't Stop Me Now                         | Louis Venosta         | Andy Reaser             | 7,02                     | 27 april 2017     |  |
| Bailey en April proberen de relatie van Richard en Catherine te herstellen. Ondertussen blijft Eliza Arizona najagen, en keert een voormalige patiënt van Alex terug naar Grey Sloan. |                |                                           |                       |                         |                          |                   |  |
| 291 | 22             | Leave It Inside                           | Zetna Fuentes         | Elisabeth R. Finch      | 7,09                     | 4 mei 2017        |  |
| April en Andrew behandelen een heethoofdige patiënt met een gigantische, inoperabele tumor. Ondertussen raken Alex en Eliza het niet eens over de behandeling van een jonge patiënt, en Stephanie en Ben maken beslissingen die een invloed kunnen hebben op hun verdere carrière. |                |                                           |                       |                         |                          |                   |  |
| 292 | 23             | True Colors                               | Kevin McKidd          | William Harper          | 7,02                     | 11 mei 2017       |  |
| De dokters van Grey Sloan krijgen te maken met een gevaarlijke patiënt. Ondertussen verneemt Owen nieuws dat zijn leven verandert, waardoor het aan Amelia is om hem bij te staan. Alex woont een conferentie bij nadat hij een schokkende ontdekking doet. |                |                                           |                       |                         |                          |                   |  |
| 293 | 24             | Ring of Fire                              | Debbie Allen          | Stacy McKee             |                          | 18 mei 2017       |  |
| De levens van de dokters komen in gevaar wanneer een gevaarlijke patiënt uit zijn kamer ontsnapt. Alex maakt een moeilijke keuze in zijn relatie met Jo. Meredith heeft groot nieuws voor Nathan dat alles verandert. |                |                                           |                       |                         |                          |                   |  |

## Seizoen 14: 2017-18
| Nr. in serie | Nr. in seizoen | Titel                                     | Regisseur       | Schrijver                 | Kijkcijfers VS (miljoen) | Uitzenddatum VS   |  |
| --- | -------------- | ----------------------------------------- | --------------- | ------------------------- | ------------------------ | ----------------- |  |
| 294 | 1              | Break Down the House                      | Debbie Allen    | Krista Vernoff            | 8,07                     | 28 september 2017 |  |
| Meredith en het team chirurgen helpt Megan Hunt, de zus van Owen, na haar verrassende terugkeer. Amelia legt zich volledig toe op een moeilijke zaak. Bailey moet het ziekenhuis een facelift geven na de brand en de dokters maken kennis met enkele nieuwe gezichten. |                |                                           |                 |                           |                          |                   |  |
| 295 | 2              | Get Off on the Pain                       | Kevin McKidd    | Krista Vernoff            | 8,07                     | 28 september 2017 |  |
| Meredith heeft het moeilijk om een nieuw plan te bedenken voor Megan. Jo maakt een verrassende keuze omtrent Alex. De controversiële research van Andrews zus leidt tot een schokkende ontdekking. |                |                                           |                 |                           |                          |                   |  |
| 296 | 3              | Go Big or Go Home                         | Chandra Wilson  | Meg Marinis               | 8,06                     | 5 oktober 2017    |  |
| Harper Avery bezoekt het ziekenhuis en brengt Bailey in een lastige situatie. Een bekend gezicht uit Merediths verleden keert terug als patiënt, en Amelia probeert een geheim te bewaren. |                |                                           |                 |                           |                          |                   |  |
| 297 | 4              | Ain't That a Kick in the Head             | Geary McLeod    | Marlana Hope              | 8,08                     | 12 oktober 2017   |  |
| Amelia confronteert haar moeilijke situatie, terwijl Meredith zich bezighoudt met de gevolgen van haar gesprek met Nathan. Maggie belandt op een ongemakkelijk familiediner en Jackson krijgt groot nieuws. Richard en Bailey gaan op zoek naar de sterren van morgen. |                |                                           |                 |                           |                          |                   |  |
| 298 | 5              | Danger Zone                               | Cecilie Mosli   | Jalysa Conway             | 7,67                     | 19 oktober 2017   |  |
| In een flashback naar Iraq in 2007 worden de omstandigheden van Megans verdwijning verduidelijkt. In het heden vechten Owen en Megan oude conflicten uit. |                |                                           |                 |                           |                          |                   |  |
| 299 | 6              | Come on Down to My Boat, Baby             | Lisa Leone      | Kiley Donovan             | 7,38                     | 2 november 2017   |  |
| Jackson wil er een dagje tussenuit en nodigt de mannen uit om een dag op zijn boot te relaxen. Arizona, April en Maggie behandelen een vrouw die een dodelijk geheim verbergt. |                |                                           |                 |                           |                          |                   |  |
| 300 | 7              | Who Lives, Who Dies, Who Tells Your Story | Debbie Allen    | Krista Vernoff            | 8,13                     | 9 november 2017   |  |
| Wanneer een karretje van de rails van een rollercoaster vliegt, verzorgen de dokters meerdere patiënten die hen doen terugdenken aan hun verleden. |                |                                           |                 |                           |                          |                   |  |
| 301 | 8              | Out of Nowhere                            | Kevin McKidd    | William Harper            | 7,52                     | 16 november 2017  |  |
| Een hacker compromitteert het computersysteem van het ziekenhuis, waardoor monitors, patiëntendossiers, labo-uitslagen en telefoons niet meer werken of toegankelijk zijn. Bailey doet haar best om de uitbrekende chaos te kalmeren terwijl de dokters zonder technologie creatief moeten zijn om hun patiënten te behandelen. |                |                                           |                 |                           |                          |                   |  |
| 302 | 9              | 1-800-799-7233                            | Bill D'Elia     | Andy Reaser               | 8,27                     | 18 januari 2018   |  |
| Jo komt eindelijk oog in oog te staan met haar gewelddadige echtgenoot terwijl het ziekenhuis samenwerkt met de FBI om het computersysteem te herstellen na de hack. |                |                                           |                 |                           |                          |                   |  |
| 303 | 10             | Personal Jesus                            | Kevin Sullivan  | Zoanne Clack              | 8,62                     | 25 januari 2018   |  |
| Een jongen wordt opgenomen in het ziekenhuis en heeft een grote impact op de dokters. April krijgt te maken met een verrassende patiënt terwijl Jo geconfronteerd blijft met haar echtgenoot. |                |                                           |                 |                           |                          |                   |  |
| 304 | 11             | (Don't Fear) the Reaper                   | Nicole Rubio    | Elisabeth R. Finch        | 8,93                     | 1 februari 2018   |  |
| Bailey wordt tot het uiterste gedreven door de recente stress in haar leven, onder andere door Bens carrièreswitch naar brandweerman. |                |                                           |                 |                           |                          |                   |  |
| 305 | 12             | Harder, Better, Faster, Stronger          | Jeannot Szwarc  | Kiley Donovan             | 7,32                     | 8 februari 2018   |  |
| April heeft de leiding over de Grey Sloan Surgical Innovation Contest en de dokters staan te springen om aan hun projecten te beginnen. Een vriendin van Catherine heeft een uitdagend idee voor Catherine en Jackson, en Meredith behandelt een terugkerende patiënt die haar project inspireert. |                |                                           |                 |                           |                          |                   |  |
| 306 | 13             | You Really Got a Hold on Me               | Nzingha Stewart | Stacy McKee               | 7,52                     | 1 maart 2018      |  |
| Brandweerman Ben Warren en zijn nieuwe collega Andy Herrera komen naar Grey Sloan nadat ze twee jongens uit een huisbrand hebben gered. Andy's vaardigheden worden getest wanneer het leven van een van de jongens letterlijk in haar handen ligt. Ondertussen blijven de dokters werken aan hun projecten en Amelia laat Tom Koracick komen voor een consultatie voor haar en Alex' patiënt.                                                                                     |                |                                           |                 |                           |                          |                   |  |
| 307 | 14             | Games People Play                         | Chandra Wilson  | Jason Ganzel & Julie Wong | 7,07                     | 8 maart 2018      |  |
| Maggie zet de volgende stap in haar relatie met Clive en nodigt hem out voor een spelletjesavond om Meredith en Amelia te ontmoeten. Meredith en Jo ontmoeten de eigenaar van het patent op het polymeer dat ze nodig hebben voor hun project, die verrassend genoeg een oude bekende blijkt te zijn van Meredith. |                |                                           |                 |                           |                          |                   |  |
| 308 | 15             | Old Scars, Future Hearts                  | Ellen Pompeo    | Tameson Duffy             | 7,18                     | 15 maart 2018     |  |
| Meredith probeert meer te weten te komen over de geschiedenis van Marie Cerone met haar moeder. Jo solliciteert voor assistentschappen in ziekenhuizen over het hele land, wat Alex stoort. Tom helpt April om haar geloofscrisis te erkennen. |                |                                           |                 |                           |                          |                   |  |
| 309 | 16             | Caught Somewhere in Time                  | Jalysa Conway   | Nicole Rubio              | 7,61                     | 22 maart 2018     |  |
| Maggie en Jackson genieten van de tijd die ze samen doorbrengen, maar Jackson moet zijn aandacht vestigen op de vaginoplastie die hij samen met Catherine en Richard zal uitvoeren. Meredith en Jo kunnen niet verder werken aan hun project, dus helpt Jo Bailey bij de behandeling van een voormalig astronaut. |                |                                           |                 |                           |                          |                   |  |
| 310 | 17             | One Day Like This                         | Kevin McKidd    | Elisabeth R. Finch        | 7,15                     | 29 maart 2018     |  |
| Aprils geloofscrisis wordt in vraag gesteld door haar patiënt, een rabbijn. Meredith behandelt een transplantatiechirurg van een ander ziekenhuis. |                |                                           |                 |                           |                          |                   |  |
| 311 | 18             | Hold Back the River                       | Geary McLeod    | Alex Manugian             | 6,84                     | 5 april 2018      |  |
| Amelia, Koracick en DeLuca behandelen een risicovolle, baanbrekende operatie met ultrasonore golven om de hersentumor van een jonge patiënt te verwijderen. Meredith en Jo proberen nieuwe polymeren uit om hun studie te redden en de AA sponsor van Richard belandt in het ziekenhuis met een DNR. |                |                                           |                 |                           |                          |                   |  |
| 312 | 19             | Beautiful Dreamer                         | Jeannot Szwarc  | Meg Marinis               | 6,97                     | 12 april 2018     |  |
| Een agent van ICE (Immigration and Customs Enforcement) komt naar het ziekenhuis voor een werknemer die in de Verenigde Staten werkt onder DACA (Deferred Action for Childhood Arrivals), een immigratiebeleid voor personen die als kind illegaal in het land zijn beland. Alex' patiënt Kimmie wil het ziekenhuis verlaten om van haar laatste dagen te genieten, maar Alex wil nog niet opgeven. Arizona behandelt de baby van Matthew Taylor en April wil helpen waar ze kan. |                |                                           |                 |                           |                          |                   |  |
| 313 | 20             | Judgment Day                              | Sydney Freeland | Julie Wong                | 6,93                     | 19 april 2018     |  |
| Vlak voor de presentaties van de prototypes van de innovatieve projecten van de dokters, deelt Arizona koekjes uit van een dankbare patiënt die buiten haar weten om een speciaal ingrediënt bevatten. Ondertussen onthult Catherine shockerende details uit het verleden van zijn grootvader en moet Jo een grote operatie zelfstandig uitvoeren wanneer Bailey en Meredith onbeschikbaar worden.                                                                                |                |                                           |                 |                           |                          |                   |  |
| 314 | 21             | Bad Reputation                            | Kevin McKidd    | Mark Driscoll             | 6,54                     | 26 april 2018     |  |
| Het ziekenhuis huurt een crisismanager in om het schandaal rond Harper Avery in goede banen te leiden. Verpleegster Olivia keert terug naar het ziekenhuis met haar zoon, wat zorgt voor een speciale situatie voor Jo en Alex. Arizona beslist om meer tijd door te brengen met Sofia, die het moeilijk heeft op school. |                |                                           |                 |                           |                          |                   |  |
| 315 | 22             | Fight For Your Mind                       | Jesse Williams  | Andy Reaser               | 6,66                     | 3 mei 2018        |  |
| Alex en Jo vertrekken op road trip naar Iowa om Alex' moeder te zoeken, aangezien hij al lang niets van haar gehoord heeft. Meredith krijgt veel aandacht voor haar presentatie over haar project rond de minilevers en Jackson wil de reputatie van de Avery Foundation herstellen. |                |                                           |                 |                           |                          |                   |  |
| 316 | 23             | Cold as Ice                               | Bill D'Elia     | William Harper            | 7,35                     | 10 mei 2018       |  |
| Een personeelslid van het ziekenhuis belandt in levensgevaar na een ongeluk, wat het team doet nadenken over wat er echt toe doet in het leven. Nicole Herman belandt in het ziekenhuis en ze doet Arizona met een aanlokkelijk voorstel. |                |                                           |                 |                           |                          |                   |  |
| 317 | 24             | All of Me                                 | Debbie Allen    | Krista Vernoff            | 7,60                     | 17 mei 2018       |  |
| De trouwdag van Alex en Jo verloopt niet zoals gepland. De stress van het voorbije jaar heeft een belangrijke impact gehad op Bailey, waardoor ze enkele beslissingen neemt om bepaalde zaken te veranderen. |                |                                           |                 |                           |                          |                   |  |

## Seizoen 15: 2018-19
| Nr. in serie | Nr. in seizoen | Titel                           | Regisseur           | Schrijver                    | Kijkcijfers VS (miljoen) | Uitzenddatum VS   |  |
| --- | -------------- | ------------------------------- | ------------------- | ---------------------------- | ------------------------ | ----------------- |  |
| 318 | 1              | With a Wonder and a Wild Desire | Debbie Allen        | Krista Vernoff               | 6,81                     | 27 september 2018 |  |
| De dokters in Grey Sloan Memorial gaan de competitie met elkaar aan voor een nieuwe job. Meredith is afgeleid en heeft moeite zich te focussen. Maggie moet een groot geheim bewaren terwijl Amelia en Owen hun relatie te vatten. Ondertussen verloopt de huwelijksreis van Alex en Jo niet zoals gepland. |                |                                 |                     |                              |                          |                   |  |
| 319 | 2              | Broken Together                 | Kevin McKidd        | Meg Marinis                  | 6,81                     | 27 september 2018 |  |
| Nieuwe dokters in het ziekenhuis zorgen voor opschudding. Meredith vormt een nauwe band met een patiënt terwijl Jackson worstelt met de betekenis van recente gebeurtenissen. Jo maakt een ingrijpende keuze en vormt een onverwachte alliantie. |                |                                 |                     |                              |                          |                   |  |
| 320 | 3              | Gut Feeling                     | Michael Watkins     | Mark Driscoll                | 6,61                     | 4 oktober 2018    |  |
| Merediths patiënt is een specialiste in matchmaking. Een ogenschijnlijk dronken patiënt presenteert Richard met een medisch mysterie. Maggie probeert Teddy te bereiken wanneer het bewaren van haar geheim te moeilijk wordt door problemen in haar privéleven. |                |                                 |                     |                              |                          |                   |  |
| 321 | 4              | Momma Knows Best                | Cecilie Mosli       | William Harper               | 6,72                     | 11 oktober 2018   |  |
| Meredith draait de hoofden om als ze op het werk komt en klaar is voor haar blind date. Alex voelt zich gebruikt als Jo in bed om een nieuwe MRI-machine vraagt en later bieden ze excuses aan elkaar. Ook maakt Alex een twijfelachtige stap om een patiënt met een reeds bestaande aandoening te behandelen en Qadri meldt dit aan Webber. Amelia heeft moeite om te beslissen wat ze met Betty moet doen als ze high thuiskomt, en neemt het advies van Owens moeder op. Maggie kan niet slapen omdat ze Teddy's geheim kent en besluit het iemand te vertellen. Dean vraagt Maggie uit, maar krijgt geen antwoord. Andrew verliest een kind in het ziekenhuis en Carina moet hun vader bezoeken. |                |                                 |                     |                              |                          |                   |  |
| 322 | 5              | Everyday Angel                  | Chandra Wilson      | Julie Wong                   | 6,54                     | 25 oktober 2018   |  |
| In het ziekenhuis, terwijl Bailey en Jo samenwerken om een mysterieus geval van maagpijn op te lossen,leert Alex met Link werken en laat zijn verleden met Jo hem niet van streek maken. Jackson komt tot grote verbazing van Maggie terug, maar aanvankelijk is ze niet zo blij met hem totdat de koppelaar haar helpt het ware probleem te beseffen. Levi gelooft dat hij de interacties van Nico ten onrechte heeft opgevat als komische dingen, en Richard leert Andrew een lesje over leider zijn. Buiten het ziekenhuis brengen Owen en Amelia de hele dag buiten Betty's school door om te voorkomen dat ze overslaat. Meredith praat Teddy door haar vijandigheid jegens Owen door haar te helpen begrijpen dat Owen een goede vent is en het verdient te weten dat hij de vader van haar kind is. |                |                                 |                     |                              |                          |                   |  |
| 323 | 6              | Flowers Grow Out of My Grave    | Nicole Rubio        | Kiley Donovan                | 6,71                     | 1 november 2018   |  |
| Meredith behandelt een patiënt wiens familie de Dag van de Doden viert, waardoor ze nadenkt over de dierbaren die ze zelf heeft verloren. Richard brengt het nieuws dat haar vader Thatcher stervende is aan acute myeloïde leukemie. Omdat ze sinds de dood van Lexie niet meer hebben gesproken, weet Meredith niet zeker of ze contact met hem moet opnemen of niet. Nadat ze aan een zaak hebben gewerkt, delen Nico en Levi hun eerste kus, maar Nico wijst hem af nadat hij ontdekt heeft dat hij geen ervaring heeft met mannen. Jackson probeert het goed te maken met Maggie terwijl Jo Link aanmoedigt om Meredith te achtervolgen, die op blind dates blijft gaan. Terwijl Link een kind met kanker behandelt, laat hij aan Meredith zien dat hij meer diepgang heeft dan ze dacht, toont Andrew ook interesse in haar. Ondertussen probeert Teddy Owen over haar zwangerschap te vertellen, maar ze raken op een zijspoor wanneer Betty verdwijnt. Op zoek naar een lever voor hun patiënt die zich heeft voorbereid om te sterven, brengen Bailey en Jo een lever terug uit de dood. |                |                                 |                     |                              |                          |                   |  |
| 324 | 7              | Anybody Have a Map?             | Krista Vernoff      | Elisabeth R. Finch           | 6,60                     | 8 november 2018   |  |
| Terwijl ze zich voorbereidt op de opening van het eerste medische centrum van Catherine Fox in Los Angeles, roept Catherine Tom Koracick en Meredith op voor een persoonlijk consult. Ze onthult dat ze rugpijn heeft gehad en dat er scans zijn gemaakt. Ze voeren een biopsie uit en ontdekken dat ze chondrosarcoom graad 3 in haar ruggengraat heeft, dat niet reageert op chemotherapie en moeilijk te behandelen is gezien de locatie. Catherine vreest dat haar diagnose een toch al wankele Richard volledig zal doen ontsporen, maar Meredith overtuigt haar om haar diagnose niet te verbergen. Richard komt in actie wanneer de zwangere verpleegster Frankie instort als gevolg van een zwervende milt. Ze haasten haar naar de O.R. wanneer haar milt slagader scheurt. Met de hulp van Alex slaagt hij erin Frankie's baby te redden, maar ze sterft op tafel. Het verlies en de rouwende verpleegsters drijven hem naar een vergadering, waar hij hoort over een barman die herstellende alcoholisten gratis shots aanbiedt in ruil voor nuchterheidspaanders. Hij bezoekt de bar en sloopt deze, waardoor hij wordt opgepakt. Ondertussen hebben Jackson en Maggie een eerlijk gesprek over hun relatie wanneer Maggie ontdekt dat hij er met andere vrouwen over heeft gepraat |                |                                 |                     |                              |                          |                   |  |
| 325 | 8              | Blowin' in the Wind             | Kevin McKidd        | Meg Marinis                  | 7,30                     | 15 november 2018  |  |
| Een grote windstorm raakt Seattle, waardoor Alex en Jo thuis vastzitten, waardoor Bailey weer de leiding krijgt in het ziekenhuis. Richard vertelt Bailey over wat er aan de bar is gebeurd en zijn arrestatie, dus schorst ze hem voor vandaag. Het ziekenhuis wordt dichtgeslagen met gewonde patiënten door de storm. Nadat Amelia's patiënt is overleden, worden haar organen naar Cece gestuurd omdat ze een match is. Teddy, na haar succesvolle operatie met Owen, vertelt hem over de zwangerschap. Richard zegt tegen Bailey dat ze wat hulp moet zoeken om met haar stressproblemen om te gaan, terwijl Maggie Jackson vertelt over de kanker van zijn moeder. Andrew vertelt Meredith dat hij gevoelens voor haar heeft, maar ze zegt dat ze wil wachten tot ze er helder over kan nadenken. Betty keert terug naar het ziekenhuis na drie dagen vermist te zijn geweest, wat een dankbare Amelia ertoe aanzet om haar officiële pleegmoeder te worden. De storm slaat een hoogspanningsmast omver, waardoor de stroom uitvalt en Amelia, Teddy en Owen, Meredith en Andrew, en Bailey, Helm en de dode patiënt samen in aparte liften worden vastgehouden voor de transplantatieoperatie. Nico en Levi zitten vast in een ambulance buiten het ziekenhuis en na een ruzie kussen ze elkaar. |                |                                 |                     |                              |                          |                   |  |
| 326 | 9              | Shelter from the Storm          | Jann Turner         | William Harper               | 7,07                     | 17 januari 2019   |  |
| Na de stroomstoring blijven drie liften vastzitten. Meredith en Andrew groeien naar elkaar toe nadat hij haar meer heeft verteld over het moeilijke verleden van zijn familie. Terwijl Andrew Meredith probeert te overtuigen om bij hem te zijn, wordt hun band sterker wanneer ze ontdekken dat ze allebei Italiaans spreken. Owen, Teddy en Amelia moeten een spoedoperatie uitvoeren aan hun patiënt in de lift met behulp van technieken uit het legerveld terwijl ze ruzie maken over Teddy's zwangerschap. Jackson en Link proberen Bailey en Helm uit hun lift te krijgen, zodat Cece's operatie kan beginnen, maar een klusjesman raakt daarbij gewond. Zodra de stroom is hersteld, heeft Cece haar transplantatie, maar redt het niet. Jackson en Webber leren van Maggie over Catherine's kanker, net zoals Webber een wanhopige Betty probeert te helpen herstellen. Amelia geeft Owen de ruimte om een beslissing te nemen tussen haar en Teddy. Meredith realiseert zich dat ze in een andere driehoeksverhouding zit met haar twee vrijers, Andrew en Link. |                |                                 |                     |                              |                          |                   |  |
| 327 | 10             | Help, I'm Alive                 | Daniel Willis       | Jalysa Conway & Jason Ganzel | 6,98                     | 24 januari 2019   |  |
| Meredith stort zich aan Link tijdens een operatie omdat ze zijn zorgeloze houding niet kan begrijpen. Teddy probeert een baan te krijgen bij Grey-Sloan, waardoor Owen boos wordt, die nog steeds boos is omdat hij zo lang in het duister wordt gehouden over de baby. Tijdens een operatie wordt Owen per ongeluk via zijn infuus geïnjecteerd, waardoor hij blijvende verlamming riskeert. Nadat hij is ingestort, wordt Andrew gedwongen de operatie over te nemen, terwijl Levi Owen moet redden. Terwijl Webber, Jackson en Catherine zich voorbereiden op een baanbrekende operatie aan de baarmoeder van een vrouw, maakt Maggie zich zorgen dat ze Catherines diagnose niet accepteren. Nadat hij hersteld is, biedt Owen Teddy zijn baan aan als Head of Trauma, maar kiest Amelia om bij te zijn. Levi, die Owen heeft gered, gebruikt zijn hernieuwde vertrouwen om zijn imago te veranderen. Link helpt Meredith met Bailey's 5e verjaardagsfeestje, en ze leert meer over zijn verleden, waardoor hij in een nieuw daglicht komt te staan. |                |                                 |                     |                              |                          |                   |  |
| 328 | 11             | The Winner Takes It All         | Allison-Liddi Brown | Elisabeth R. Finch           | 7,27                     | 31 januari 2019   |  |
| Amelia en Koracick maken zich klaar om Catherine's riskante kankeroperatie uit te voeren. Maggie en Bailey troosten Jackson en Webber tijdens hun tijd van nood. Tijdens de operatie realiseert Koracick zich dat ze de tumor niet in één keer kunnen verwijderen, wat Webber ertoe aanzet hen zijn gepatenteerde kankerdetectorpen aan te bieden. Na de operatie overleeft Catherine, maar ontdekt dat slechts 95% van de kanker is verwijderd. Ondertussen gaat Meredith op bezoek bij een stervende Thatcher, die ze niet meer heeft gezien sinds Lexie stierf. Nadat ze een moeilijke start heeft gemaakt, probeert Meredith haar woede te overwinnen om weer contact te maken met haar vader en afscheid van hem te nemen voordat hij sterft. Ze deelt cadeautjes die hij uit het buitenland heeft meegenomen met haar kinderen. |                |                                 |                     |                              |                          |                   |  |
| 329 | 12             | Girlfriend in a Coma            | Debbie Allen        | Kiley Donovan                | 6,85                     | 7 februari 2019   |  |
| Meredith krijgt enig perspectief op haar liefdesleven van Natasha, een patiënte die vastzit aan de IC terwijl ze in coma lag. Weken gaan voorbij voordat ze eindelijk wakker wordt en lijkt te herstellen, tot grote vreugde van haar verloofde, Garrett. Andrew wordt ongeduldig door Merediths besluiteloosheid over hem en Link. Bailey vertelt Ben dat ze wil dat hij naar huis komt, maar hij is bang dat ze weer van gedachten zal veranderen. Terwijl ze hulp krijgt van Richard, raakt Catherine gefrustreerd door haar postoperatieve oefeningen. Jackson maakt zich zorgen, die wordt getroost door Maggie. Tijdens een bezoek aan Betty in haar revalidatiecentrum, komen Owen en Amelia erachter dat Betty heeft gelogen over haar identiteit en dat haar echte naam eigenlijk Britney is, die ze voor hen verborgen hield om te voorkomen dat ze door haar ouders zou worden gevonden. Koracick en Teddy delen hun eerste kus op het oudejaarsfeest van Alex en Jo en beginnen terloops te daten. Levi komt uit als homo, net als zijn relatie met Nico verdiept. Natasha's gezondheid gaat plotseling achteruit en zij en Garrett besluiten haar beademingsapparaat uit te zetten. Voordat ze overlijdt, houdt het ziekenhuispersoneel een huwelijksceremonie onder de sterren voor hen. Geraakt door hun relatie, neemt Andrew Meredith mee naar het dak, ondanks haar vaste date met Link, en de twee delen hun eerste kus. |                |                                 |                     |                              |                          |                   |  |
| 330 | 13             | I Walk the Line                 | Kevin McKidd        | Tameson Duffy                | 6,58                     | 14 februari 2019  |  |
| Het ziekenhuis wordt overspoeld met patiënten nadat tijdens een parade een pistool afgaat en een tiener wordt betrapt in het kruisvuur. Owen is bang dat hij Leo zal verliezen als Betty's ouders in het ziekenhuis verschijnen, zich niet bewust van de situatie van hun dochter. Hoewel Amelia probeert te helpen, maken Betty's ouders duidelijk dat ze denken dat Leo beter af is als hij bij hen woont. Maggie staat voor de moeilijke keuze om een vrouw te opereren die haar vroeger pestte op de medische school, net zoals Meredith met Maggie probeert te praten over een relatie met Andrew. Teddy en Koracick opereren een vrouw die een vreemde relatie heeft met haar beste vriend en haar man, wat Teddy ertoe aanzet om met Koracick te bevestigen dat hij degene is met wie ze wil zijn, niet Owen. Bailey heeft moeite met hoe goed Alex het doet in zijn functie als interim-chef en realiseert zich dat ze de baan terug wil, wat haar veroordeling van Richard oplevert. Nadat ze Maggie's goedkeuring heeft gekregen, staat Meredith eindelijk toe dat Andrew haar meeneemt op een officiële date. |                |                                 |                     |                              |                          |                   |  |
| 331 | 14             | I Want a New Drug               | Jeannot Szwarc      | Zoanne Clack                 | 6,89                     | 21 februari 2019  |  |
| Een enorme overdosis in de gemeenschap zorgt ervoor dat de doktoren klauteren om iedereen te helpen die in het ziekenhuis wordt opgenomen. Owen moet afscheid nemen van Leo, die bij Betty's ouders gaat wonen, als hij ziet dat Betty en haar vriend tot de overdosispatiënten behoren. Betty lijdt aan een aortadissectie en wordt met spoed naar een operatie geleid onder leiding van Teddy, terwijl een radeloze Amelia wordt getroost door Link. Meredith breekt het ziekenhuisrecord voor de langste enkele operatie terwijl ze wordt aangemoedigd door Andrew. Jackson is opgewonden om te gaan kamperen met Maggie, die niet zo enthousiast is over het feit dat ze het weekend buiten moet doorbrengen, maar later wordt losgelaten wanneer Jackson zijn kampeerspullen geeft aan een dakloze man die onderdak nodig heeft om te herstellen van een voetblessure. Alex en Jo behandelen een vrouw die haar zoon in het park heeft verloren terwijl ze drugs kocht; Nadat Jo de zoon aan de man van de vrouw heeft overgedragen, komt ze meer te weten over de moeilijke jeugd van Alex. Nico en Levi werken samen aan verschillende chirurgische ingrepen naarmate hun relatie vordert. Betty overleeft de operatie, en wordt herenigt met haar ouders en brengt een dankbare Amelia dichter bij Teddy. |                |                                 |                     |                              |                          |                   |  |
| 332 | 15             | We Didn't Start the Fire        | Chandra Wilson      | Andy Reaser                  | 6,99                     | 28 februari 2019  |  |
| In deze recordbrekende aflevering geven de doktoren van Grey-Sloan een feestje in het huis van Jackson om de succesvolle operatie van Amelia en Koracick aan Catherine te vieren. Alex en Jo zijn bang dat er iets mis is als Alex 'moeder, Helen, onverwachts op bezoek komt. Amelia en Owen nemen afscheid van Betty en Leo, waardoor ze in een slecht humeur komen voor het feest. Meredith vertelt Alex dat ze aan het daten is met Andrew en wordt later door Richard betrapt op het vrijen met Andrew in Jackson's logeerkamer. Maggie ergert zich aan een artikel over haar operatie aan Kimberly Thompson, terwijl Jackson ongeduldig wordt als Catherine, die met Bailey gaat drinken, niet komt opdagen op het feest. Owen brengt de avond mokkend door over de relatie van Teddy en Koracick, waardoor Amelia het uitmaakt, omdat ze het constante heen en weer beu is. Direct nadat Koracick Owen heeft geslagen voor een ongevoelige opmerking, moet iedereen met spoed het huis uit als het brandalarm afgaat. Na het feest geven Betty's ouders Leo terug aan Owen en Amelia, omdat ze denken dat ze beter geschikt zijn om hem groot te brengen en Carina onderbreekt Andrew en Meredith in zijn appartement met de komst van de vervreemde vader van Andrew en Carina. |                |                                 |                     |                              |                          |                   |  |
| 333 | 16             | Blood and Water                 | Pete Chatmon        | Kiley Donovan                | 6,55                     | 7 maart 2019      |  |
| Nadat ze door haar moeder, Ellis, in een droom is bezocht, brengt Meredith de dag door in het lab om uit te zoeken wat haar moeder tegen haar probeerde te zeggen. Tijdens een podcastinterview laat Maggie aan het licht komen dat ze het product is van de affaire van Richard en Ellis, wat Richard boos maakt. Jo beklemtoont de vooruitzichten dat zij en Alex een baby krijgen, kort nadat Helen kleren voor hun toekomstige kinderen breit. Link en Jackson werken samen aan de operatie van een jonge atleet om zijn kanker te verwijderen zonder het vermogen om honkbal te spelen te verliezen. Andrew en Carina maken ruzie over de mentale toestand van hun vader, Vincenzo, die in het ziekenhuis ligt met een medisch pitch, terwijl Meredith worstelt om Alex te vertellen over Vincenzo`s manische episodes of om te respecteren wat Andrew haar in vertrouwen heeft verteld. Amelia en Owen zijn het oneens over Leo's voogdij totdat Amelia officieel een einde maakt aan de zaak door Owen de volledige voogdij te geven. Levi en Nico maken ruzie over het feit dat Levi hun relatie geheimhoudt voor zijn ouders, maar later vertelt Levi Nico uiteindelijk waarom hij dat deed en dat hij van hem houdt. |                |                                 |                     |                              |                          |                   |  |
| 334 | 17             | And Dream of Sheep              | Sydney Freeland     | William Harper               | 6,57                     | 14 maart 2019     |  |
| Andrew en Carina zijn aan het sparren over het onderzoeksproject van hun vader, terwijl Vincenzo problemen veroorzaakt in het ziekenhuis naarmate zijn psychische aandoening duidelijker wordt. Jackson zorgt voor een revolutie in de behandeling van slachtoffers van brandwonden door mensenvlees te vervangen door vissenhuid. Bailey vertelt Alex dat hij een gesprek met Helen moet voeren nadat ze ontdekt dat Helen zo lang in Seattle is gebleven omdat ze bang is om terug naar huis te gaan. Link en Amelia groeien naar elkaar toe op een medische conferentie en, na ruzie over voorgeschreven opioïden, gaan ze naar haar hotelkamer. Teddy en Owen krijgen een band tijdens haar zwangerschap terwijl ze een zwangere vrouw behandelen die een auto-ongeluk heeft gehad. Na positieve resultaten van haar DNA-test, besluit Jo dat ze haar biologische moeder wil vinden. Meredith probeert Andrew te steunen ondanks haar bedenkingen over zijn vader en Maggie is gestrest als ze over haar persoonlijke leven op live televisie praat. |                |                                 |                     |                              |                          |                   |  |
| 335 | 18             | Add It Up                       | Michael Watkins     | Alex Manugian                | 7,00                     | 21 maart 2019     |  |
| Maggie test sfeerkamers in het ziekenhuis als alternatief voor medicijnen. Andrew laat de nasleep van de instorting van zijn vader zijn werk en relatie met Meredith beïnvloeden, terwijl hij probeert te accepteren wat er is gebeurd. Amelia en Link werken aan een patiënt die het risico loopt verlamd te raken, terwijl ze hun genegenheid voor elkaar verbergen na hun one night stand op de conferentie. Wanneer Teddy weeën begint te krijgen, snelt Owen naar haar assistent, wat Koracick boos maakt, die vindt dat Owen hem doelbewust uit de cirkel houdt. Alex behandelt een jong meisje wier rekenvaardigheid de doktoren aan het rennen zet, terwijl Jackson en Richard een niet-binaire patiënt opereren. |                |                                 |                     |                              |                          |                   |  |
| 336 | 19             | Silent All These Years          | Debbie Allen        | Elisabeth R. Finch           | 7,37                     | 28 maart 2019     |  |
| Als een vrouw in het ziekenhuis wordt opgenomen voor een aanranding, werken Jo en Teddy samen om haar door een moeilijke procedure te loodsen. Tegelijkertijd vermijdt Jo Alex details te geven over haar recente bezoek aan haar biologische moeder, die schokkende details over Jo's verleden deelde. Ondertussen bespreken Bailey en Ben daten met Tuck nadat ze hebben vernomen dat hij een vriendin heeft. |                |                                 |                     |                              |                          |                   |  |
| 337 | 20             | The Whole Package               | Geary McLeod        | Meg Marinis                  | 6,85                     | 4 april 2019      |  |
| Owen en Teddy worden gedwongen om te gaan met de verrassende komst van Owen's zus, Megan, die niet op de hoogte is van Teddy's zwangerschap en veel te zeggen heeft nadat ze erachter komt. Catherine maakt zich klaar om haar eerste operatie uit te voeren bij een veteraan, totdat ze ontdekt dat hij heeft gelogen over zijn persoonlijke leven om de transplantatie te ondergaan. Meredith uit haar bezorgdheid aan Jackson over Andrew die alleen opereert met Richard, die weken geleden bij Catherine's feestje was binnengelopen. Alex en Maggie behandelen een jonge autistische jongen die niet de noodzakelijke operatie kan ondergaan omdat zijn bloedgroep te zeldzaam is. Link probeert Jo op te vrolijken na haar bezoek aan haar biologische moeder, maar realiseert zich dat Jo slechter af is dan hij en Alex dachten. Na haar terugkeer naar haar functie als Chief geeft Bailey een rondleiding door het ziekenhuis aan STEM-studenten die deelnemen aan een leiderschapsprogramma. |                |                                 |                     |                              |                          |                   |  |
| 338 | 21             | Good Shepherd                   | Bill D'Elia         | Julie Wong                   |                          | 11 april 2019     |  |
| Amelia en Link reizen naar New York om een patiënt met een ernstige misvorming van de wervelkolom te opereren, maar ze krijgen meer dan ze verwacht hadden toen Amelia's zus Nancy hen uitnodigt voor een etentje bij haar thuis. Amelia smeekt Link om te doen alsof ze Owen is, omdat ze haar familie nooit heeft verteld dat ze zijn gescheiden. Met Amelia's andere zus, Kathleen, ook aanwezig, wordt het avondeten een avond waarin we Amelia's fouten als het 'zwarte schaap' herinneren. Het wordt alleen maar erger als hun moeder, Carolyn, bij hen komt als toetje en ze er snel op wijst dat Link en Amelia liegen, want Carolyn heeft Owen al ontmoet. Wanneer het gesprek verhit raakt over Amelia's hersentumor en nuchterheid, verdedigt Link Amelia voordat ze naar het ziekenhuis vertrekken. Na de succesvolle operatie van haar patiënt heeft Amelia een langverwachte hart-aan-hart met Carolyn, die zich verontschuldigt omdat ze er al die jaren niet voor haar is geweest. Na het goedmaken met Link keert Amelia terug naar huis en vertelt Meredith en Maggie over de reis. |                |                                 |                     |                              |                          |                   |  |
| 339 | 22             | Head Over High Heels            | Allison Liddi-Brown | Bridgette N. Burges          |                          | 18 april 2019     |  |
| Nadat Zola Andrew betrapt op een poging om midden in de nacht het huis uit te sluipen, moet Meredith bedenken hoe ze haar kinderen over hun relatie kan vertellen terwijl zij en Andrew een vrouw behandelen die twee baarmoeders heeft maar slechts in één zwanger is. Jo gaat weer aan het werk, maar brengt de dag gedeeltelijk dronken in het lab door, wat Alex nog meer zorgen baart. Richard wordt herenigd met een oude vriendin die haar 17-jarige nuchterheid heeft doorbroken en met een schoen in haar borst in het ziekenhuis wordt opgenomen. Op aandringen van Megan probeert Owen therapie en breekt hij door in zijn diepgewortelde gevoelens over zijn verleden. Bij het afhandelen van vacatures van ziekenhuizen in het hele land, is Nico het oneens over zijn relatie met Levi totdat hij een fout maakt die een jonge patiënt doodt. Koracick en Amelia praten over haar nieuwe romance met Link terwijl ze alle drie proberen de verlamming van een vrouw te keren door middel van een klinische proef. Jackson vraagt Maggie om bij hem in te trekken, terwijl Bailey te maken krijgt met een ruzie tussen haar zoon en ex-man. |                |                                 |                     |                              |                          |                   |  |
| 340 | 23             | What I Did for Love             | Jesse Williams      | Mark Driscoll                |                          | 2 mei 2019        |  |
| Maggie behandelt Lucas Ripley, de chef van de brandweerlieden van Seattle, nadat hij voor een bloemenwinkel is ingestort en zijn relatie met Vic aan de rest van de brandweerlieden blootstelt. Meredith brengt haar carrière in gevaar wanneer ze verzekeringsfraude pleegt voor een vader en dochter die asiel aanvragen. Jo blijft haar persoonlijke leven en haar baan laten beïnvloeden nadat ze Gus en zijn gezin per ongeluk valse hoop geeft. Owen leert over de relatie tussen Amelia en Link en vertelt zijn therapeut dat hij eindelijk weet wat hij wil. Levi probeert Nico op te vrolijken, die nog steeds ver weg is na de dood van zijn patiënt. Na een dag van gemengde signalen te hebben gezonden, vertelt Andrew Meredith dat hij van haar houdt en haar sprakeloos achterlaat. Maggie accepteert Jacksons uitnodiging om samen te gaan wonen, en Koracick vindt Teddy haar droomhuis in Seattle. |                |                                 |                     |                              |                          |                   |  |
| 341 | 24             | Drawn to the Blood              | Kevin McKidd        |                              |                          | 9 mei 2019        |  |
| Alex probeert wanhopig Gus te redden, die een hartaanval krijgt in afwachting van de komst van zijn bloeddonor uit Londen. Owen en Levi ontmoeten de donor en moeten haar overtuigen om haar reis naar Seattle te voltooien. Bailey en Catherine brengen de dag door met de bestuursleden van het ziekenhuis over een situatie waarover de rest van het personeel speculeert. Op verzoek van Alex probeert Meredith Jo over haar biologische moeder te laten praten en tegelijkertijd de nasleep van Andrews liefdesverklaring te vermijden. Jackson overtuigt Maggie om te gaan kamperen, maar het gaat mis als Maggie zich niet kan aanpassen aan het buitenleven op het platteland. Terwijl Teddy haar uitgerekende datum nadert, beseft ze bij wie ze wil zijn. Nadat Amelia Link in het geheim uit bed haast, vraagt hij zich af of hun relatie echt voor haar is. Wanneer Andrew ontdekt dat Bailey en Catherine de verzekeringsfraude van Meredith hebben besproken, besluit hij de val voor haar te nemen, net zoals zij en Alex zich voorbereiden op de operatie van Gus in de operatiekamer. Net als een mist Seattle begint te bedekken, gaat Teddy aan het bevallen; Owen, Levi en de donor krijgen een auto-ongeluk; en Jackson en Maggie komen vast te zitten in het bos. |                |                                 |                     |                              |                          |                   |  |
| 342 | 25             | Jump Into the Fog               | Debbie Allen        | Krista Vernoff               |                          | 16 mei 2019       |  |
| Nadat Andrew naar voren komt om Meredith in te dekken, zit het team van Grey-Sloan aan een moreel dilemma. Meredith legt Alex eindelijk uit wat er met Jo aan de hand is. De mist die het centrum bedekte, maakt de snelweg onbegaanbaar, wat betekent dat de bloeddonor van Teddy, Owen, Levi en Gus gestrand is. De storm dwingt Maggie en Jackson om de reis terug naar de weg te maken, want Maggie moet terug naar het ziekenhuis en de spanningen tussen het paar lopen op. Terug in het ziekenhuis komen Owen en Levi net op tijd bij het ziekenhuis met de bloeddonor en Teddy arriveert in een politieauto dankzij Amelia's snelle denkwijze. Gus wordt gered en Teddy en Owen belijden hun liefde terwijl ze bevalt van hun dochter, die ze Allison noemen. Nico en Levi komen eindelijk weer oog in oog te staan en Nico verontschuldigt zich voor zijn gedrag, en Levi neemt hem mee naar huis om hem officieel als zijn vriendje aan zijn moeder voor te stellen. Meredith gaat naar Bailey en Catherine om te bekennen dat de verzekeringsfraude volledig haar schuld was om Andrew te redden, en Richard en Alex komen allebei naar voren om toe te geven dat ze ook hebben deelgenomen door op de hoogte te zijn zonder iets te zeggen. Bailey doet het enige wat ze kan, en ontslaat ze alle drie. Meredith gaat naar het politiebureau om dingen op te lossen, en haar lot is onduidelijk. Jo spreekt eindelijk met Bailey en Alex en gaat met verlof terwijl ze zich vrijwillig op de psychiatrische afdeling overgeeft. Nadat hij in de mist op de weg vastzit, gaat Jackson naar buiten om het te onderzoeken, Maggie achterlatend in de auto, en de aflevering eindigt met Maggie die naar hem gaat zoeken als hij niet terugkomt. |                |                                 |                     |                              |                          |                   |  |

## Seizoen 16: 2019-20
| Nr. in serie | Nr. in seizoen | Titel                          | Regisseur           | Schrijver                     | Kijkcijfers VS (miljoen) | Uitzenddatum VS   |  |
| --- | -------------- | ------------------------------ | ------------------- | ----------------------------- | ------------------------ | ----------------- |  |
| 343 | 1              | Nothing Left to Cling To       | Debbie Allen        | Krista Vernoff                | 6,51                     | 26 september 2019 |  |
| Alex zet Jo af bij een psychiatrische inrichting voor haar verblijf van 30 dagen; Nadat hij heeft onthuld dat ze nooit officieel een huwelijksakte hebben getekend, geeft Jo Alex een uitweg, maar hij bewijst haar dat hij er voor de lange termijn in zit. Maggie zit nog steeds vast in de mist en zoekt naar Jackson en vindt hem als die twee bergbeklimmers helpt die van een klif zijn gevallen. Terwijl dat stel herstelt, gaan Jackson en Maggie uit elkaar en probeert Jackson verder te gaan met brandweervrouw Vic. Owen's vele pogingen om een uitgeputte Teddy te helpen met hun pasgeboren baby, Allison, maken de zaken erger totdat hij haar laat zien hoeveel hij bij haar wil zijn. Nadat Meredith toegeeft dat zij degene was achter de verzekeringsfraude zat, wordt Andrew vrijgelaten uit de gevangenis en wordt Meredith veroordeeld tot een gerechtelijke taakstraf met haar medische vergunning in gevaar. Na zijn ontslag uit het ziekenhuis krijgt Richard een baan bij huisbezoeken, terwijl Koracick wordt gepromoveerd tot Chief Medical Officer van de Fox Foundation, tot grote ongenoegen van Bailey. Terwijl de relatie tussen Amelia en Link steeds warmer wordt, krijgt Amelia een grote verrassing. |                |                                |                     |                               |                          |                   |  |
| 344 | 2              | 'Back in The Saddle”           | Kevin McKidd        | Meg Marinis                   | 6,08                     | 3 oktober 2019    |  |
| Meredith komt erachter dat haar hoorzitting van de medische raad pas over drie maanden zal plaatsvinden. In de tussentijd, nadat ze kanker heeft ontdekt bij haar taakstrafleider, Robin, besluit Meredith te publiceren over ongelijkheid in de gezondheidszorg. Alex wordt benoemd tot Chief bij PacNorth en biedt Jo een baan aan bij PacNorth, waar ze de vrije hand zou hebben over haar eigen fellowship, maar Jo besluit om een baan als assistent bij Grey Sloan in te nemen nadat zij Bailey een ultimatum heeft gesteld. Amelia vertelt Link over haar zwangerschap en moeilijke verleden met Christopher, en hoewel ze allebei hun angsten uiten, besluiten ze de baby te houden. Koracick en Owen blijven op gespannen voet met elkaar staan; Tegen het einde van de dag krijgt Koracick een straatverbod tegen Owen nadat hij per ongeluk wordt getaserd. Andrew beschuldigt Bailey ervan Helm boven hem te hebben gekozen om een operatie uit te voeren vanwege zijn relatie met Meredith, en Jackson en Maggie navigeren door hun ellende na het uiteenvallen. |                |                                |                     |                               |                          |                   |  |
| 345 | 3              | “Reunited”                     | Michael Medico      | Andy Reaser                   | 6,09                     | 10 Oktober 2019   |  |
| tijdens haar eerste operatie als assistent moet Jo de patiënt van Meredith overtuigen om de ingreep zonder haar uit te voeren; Als compromie voeren de chirurgen een videochat met Meredith. Na de operatie confronteert Qadri Bailey met het ontslaan van Meredith, die ook zelf wordt ontslagen. Owen en Teddy proberen Koracick te ontwijken en nemen de pasgeboren Allison mee voor een rondleiding door het ziekenhuis voordat Owen tegen Teddy zegt dat ze weer aan het werk moet gaan. Een gedesoriënteerde Koreaanse vrouw arriveert in het ziekenhuis op zoek naar haar lang verloren liefde, die ook patiënt is. Andrew verdoezelt een ongeluk dat Schmitt tijdens een operatie maakt om hem een lesje te leren. Amelia debatteert wanneer zij en Link mensen over de baby moeten vertellen, terwijl het tussen Jackson en Vic opwarmt na hun wandeltocht. Bij PacNorth komen twee van elkaar vervreemde zussen weer bij elkaar en moeten ze beslissen of ze de stekker uit hun zus willen trekken die hersendood is verklaard. Nadat hij Catherine niet te pakken krijgt, besluit Richard om te dineren met zijn oude vriend Gemma. |                |                                |                     |                               |                          |                   |  |
| 346 | 4              | “It’s Raining Men”             | Michael Watkins     | Mark Driscoll                 | 5,75                     | 17 Oktober 2019   |  |
| Wanneer Merediths veelzeggende artikel over de duistere kant van het gezondheidszorgsysteem viraal gaat, staat Grey Sloan zijn reputatie op het spel. Een woedende Bailey noemt met tegenzin Andrew chief resident nadat de vorige is gestopt, waardoor ze een vermoedelijke paniekaanval krijgt. Koracick biedt de familie van een kankerpatiënt een gratis operatie aan in ruil voor goede publiciteit voor het ziekenhuis, waardoor een breuk ontstaat tussen hem en Jackson. Maggie en Teddy behandelen een vrouw die is aangereden door een verstekeling die uit een bewegend vliegtuig is gevallen, terwijl Link het getraumatiseerde vriendje van de vrouw probeert te kalmeren. Na een dag met Alex en Richard te hebben doorgebracht, verkort Owen zijn vaderschapsverlof en accepteert hij een baan bij PacNorth als Head of Trauma. Link vertelt Amelia dat hij verliefd op haar wordt, terwijl Meredith en Andrew ruzie maken over haar zelfdestructieve gedrag waardoor ze weer in de problemen komt bij de rechtbank. Bailey ontdekt dat ze de hele dag symptomen heeft omdat ze zwanger is. |                |                                |                     |                               |                          |                   |  |
| 347 | 5              | “Breathe Again”                | Chandra Wilson      | Elisabeth R. Finch            | 6,10                     | 24 Oktober 2019   |  |
| Als Zola geopereerd moet worden om haar shunt voor haar open ruggetje te repareren, slaat Meredith haar gerechtsdatum over vanwege haar ontbrekende taakstraf uren. Terwijl Koracick Zola opereert, uit Meredith haar twijfels over haar relatie met Andrew naar haar zussen, en Amelia maakt zich zorgen dat ze Link niet goed genoeg kent om een baby met hem te krijgen. Bailey en Jo behandelen Jo's voormalige therapeut uit haar tijd in de psychiatrische inrichting, waardoor Jo zich de maand die ze daar heeft doorgebracht moet herinneren. Richard ontbijten met zijn oude nuchtere vriendin Gemma, en nadat hij haar heeft verteld hoe afwezig Catherine de laatste tijd is geweest, kust Gemma hem, wat hij afwijst. Bailey vertelt Ben dat ze zwanger is, en hij reageert extatisch. Zola heeft een succesvolle operatie ondergaan, maar omdat Meredith niet op de rechtbank is verschenen, vertelt haar advocaat haar dat ze haar resterende uren in de gevangenis zal inhalen. |                |                                |                     |                               |                          |                   |  |
| 348 | 6              | “Whistlin’ past the graveyard” | Pete Chatmon        | Julie Wong                    | 5,66                     | 31 Oktober 2019   |  |
| Meredith krijgt een realiteitscheck in de gevangenis als ze hoort hoe haar celgenoot, Paula, achter de tralies terecht is gekomen. Alex en Richard proberen indruk te maken op potentiële investeerders bij PacNorth, maar ontdekken dat het ziekenhuis boven een kerkhof is gebouwd, terwijl Jo de hele dag probeert mensen bang te maken met haar Halloween-kostuum. Bij Grey Sloan worstelt Bailey met haar zwangerschapshormonen terwijl zij en Teddy Halloween-kostuums voor hun kinderen bespreken. Na de hele dag in een slecht humeur te zijn geweest, onthult Koracick aan Bailey dat hij een hekel heeft aan Halloween omdat zijn zoon twee weken voor de vakantie was overleden. Jackson en Andrew behandelen een jong meisje met ernstige brandwonden door het zonlicht terwijl Andrew probeert erachter te komen waarom Zola boos op hem is. Als Zola eindelijk opengaat en hem vertelt dat ze haar vader mist, vertelt Andrew haar verhalen over wat een geweldige chirurg Derek was. Amelia en Link lunchen met zijn ouders, die onthullen dat ze opnieuw gaan trouwen, wat Link van streek maakt, terwijl hij jaren heen en weer ging tussen de twee. |                |                                |                     |                               |                          |                   |  |
| 349 | 7              | “Papa don’t Preach”            | Daniel Willis       | Jalysa Conway                 | 6,16                     | 7 November 2019   |  |
| Maggie krijgt een grote verrassing wanneer haar nicht, Sabie, die ook Richards nichtje is, in het ziekenhuis verschijnt met een grote tumor om haar hart. Terwijl de twee beseffen hoeveel ze gemeen hebben, wil Sabie niet dat Maggie haar opereert vanwege belangenverstrengeling. Hoewel Maggie erop staat dat ze de beste persoon is voor de baan en uiteindelijk toestemming krijgt van Sabie's vader om de operatie uit te voeren, verliest ze Sabie in de operatiekamer als gevolg van bloedstolling. Maggie voelt zich schuldig en wordt gedwongen om het slechte nieuws te delen met Sabie's vader, waardoor de familie verder vervreemd raakt van Richard, die al onenigheid heeft met Catherine over zijn vermeende affaire met Gemma. Ondertussen verschijnt Amelia bij PacNorth om Owen te vertellen dat zij en Link een baby krijgen, en hij neemt het niet goed op. Terwijl ze een zwangere vrouw behandelen die van de trap is gevallen na een abortuspoging, spreekt Owen zijn woede uit op de patiënt voordat hij en Amelia hun problemen van hart tot hart oplossen. |                |                                |                     |                               |                          |                   |  |
| 350 | 8              | “My Shot”                      | Debbie Allen        | Meg Marinis                   | 6,34                     | 14 November 2019  |  |
| Meredith realiseert zich dat een van de juryleden in het panel om het lot van haar medische vergunning te bepalen, Dr. Paul Castello, de dokter is die verzuimde om een hoofd CT-scan voor Derek te krijgen die tot zijn dood heeft geleid. Andrew, Owen en Alex geven positieve getuigenissen, terwijl de tegenpartij Merediths wandaden in het ziekenhuis door de jaren heen tegenwerkt. Wanneer Paul Zola ter sprake brengt, confronteert Meredith hem met het vermoorden van haar man, waardoor hij een beroerte krijgt. Hij herstelt niet en sterft bij Grey Sloan. Het proces wordt uitgesteld totdat Alex tientallen voormalige patiënten van Meredith binnenbrengt om verklaringen af te leggen. Meredith behoudt haar medische vergunning en krijgt haar baan terug aangeboden bij Grey Sloan door Bailey, die ze accepteert. Na het proces probeert Jackson iets te doen aan Maggie, die zich nog steeds wentelt in Sabie's dood; Schmitt wordt verbannen door de andere bewoners nadat is onthuld dat hij degene was die per ongeluk Meredith aan Bailey heeft overgedragen; en Andrew maakt het uit met Meredith als hij beseft dat ze hem niet respecteert zoals ze dat deed bij Derek. |                |                                |                     |                               |                          |                   |  |
| 351 | 9              | “Let’s All Go to the Bar”      | Kevin McKidd        | Kiley Donovan                 | 6,40                     | 21 November 2019  |  |
| Meredith botst met het nieuwe hoofd kindergeneeskunde, dr. Cormac Hayes, over een patiënt die Meredith in het verleden heeft behandeld. Later komt ze erachter dat Cristina Hayes als een cadeau naar Meredith heeft gestuurd en hem "McWidow" heeft genoemd vanwege het verlies van zijn vrouw. Amelia en Bailey krijgen een band over hun zwangerschap totdat Bailey een miskraam krijgt en Amelia erachter komt dat ze verder is dan ze dacht en vraagtekens zet bij het vaderschap. Jo doet vrijwilligerswerk voor een veilige haven en zorgt voor een verlaten baby op Station 19; later vertelt ze Link dat ze de baby mee naar huis heeft genomen. Schmitt wordt nog steeds gemeden door de andere bewoners en zoekt troost bij Nico. Catherine komt erachter dat Jackson het uitmaakte met Maggie en nu met Vic uitgaat, wat Catherine ertoe aanzet haar vermoedens over het bedrog van Richard te uiten. Owen laat een aanstaande nieuwe dokter zien in PacNorth, terwijl Richard wordt afgeleid door Gemma die constant opduikt. Aan het eind van de dag hangen veel van de doktoren rond in Joe's Bar tot er een auto door de muur crasht. |                |                                |                     |                               |                          |                   |  |
| 352 | 10             | “Help Me Through the Night”    | Allison Liddi-Brown | Lynne E. Litt                 | 6,66                     | 23 Januari 2020   |  |
| De doktoren haasten zich om verschillende arts-assistenten te redden die betrokken waren bij de barcrash. Bailey en Richard opereren Helm terwijl Richard probeert Bailey te troosten na haar miskraam. Meredith werkt aan Schmitt nadat hij instort en verzekert hem dat ze hem vergeeft dat hij haar heeft verraden bij Bailey. Terwijl Amelia worstelt met het vertellen aan Link over haar babynieuws en Teddy zich uitlaat over Owen die nog steeds geen aanzoek doet, zoeken de twee naar Parker, die vermist is vanwege PTSS als gevolg van de crash. Jackson en Owen opereren Simms terwijl ze nauwlettend in de gaten worden gehouden door Koracick, terwijl Jo een band met Hayes krijgt vanwege haar Safe Haven-baby. Nadat alle arts-assistenten uit levensgevaar zijn, vraagt Owen Teddy ten huwelijk, tot grote ongenoegen van Tom, en Amelia onthult aan Link dat ze een jongen krijgen. In het huis van Meredith vertelt Andrew Maggie dat hij een fout heeft gemaakt door het uit te maken met Meredith, net als Maggie erachter komt dat ze wordt aangeklaagd wegens de dood van Sabie. |                |                                |                     |                               |                          |                   |  |
| 353 | 11             | “A Hard Pill to Swallow”       | Michael Medico      | Adrian Wenner                 | 5,56                     | 30 Januari 2020   |  |
| Amelia vertelt Link eindelijk dat ze niet zeker weet of hij of Owen de vader van haar baby is, en nadat hij de tijd heeft genomen om na te denken, zegt Link dat hij een vaderschapstest wil voordat ze beslissen waar ze als koppel staan. Meredith komt meer te weten over het verleden van Hayes als ze samenwerken aan een tiener die is ingestort door het vapen, terwijl ze worstelt met haar aanhoudende gevoelens voor Andrew, die ook geen antwoorden weet op een mysterieuze patiënt, Suzanne. Teddy geeft toe aan Owen dat ze haar verlovingsring is kwijtgeraakt, en ze brengen de dag door met zoeken totdat ze ontdekken dat Leo hem heeft ingeslikt. Link, Jo en Jackson opereren een man die een vis heeft ingeslikt tijdens zijn vrijgezellenfeest, terwijl Koracick Bailey voortdurend lastigvalt over haar vrije tijd voordat ze erachter kwam dat het om haar miskraam ging. Richard probeert Maggie uit haar funk te krijgen terwijl hij ook te maken heeft met zijn eigen huwelijksproblemen met Catherine. |                |                                |                     |                               |                          |                   |  |
| 354 | 12             | “The Last Supper”              | Nicole Rubio        | Jason Ganzel                  | 5,47                     | 6 Februari 2020   |  |
| In een recept voor een ramp proberen Jackson en Maggie beleefd tegen elkaar te zijn tijdens het jubileumdiner van Catherine en Richard. Jackson nodigt Vic uit, die ook haar vriend Dean meeneemt als een blind date voor Maggie, maar zonder het haar eerst te vertellen. Nadat het diner een ongemakkelijke start heeft gemaakt, wordt het nog erger als Jackson en Maggie niet kunnen stoppen met kibbelen, wat Catherine ertoe aanzet om aan te kondigen dat zij en Richard echt uit elkaar gaan. Hoewel het diner hen de kans geeft om herinneringen op te halen en verzoening te overwegen, eindigt de avond met Catherine die vastbesloten is om PacNorth desondanks van Richard te kopen. Ondertussen gaan Schmitt en Nico op bezoek bij Schmitts oom, die in het hospice zit. Nadat hij naar zijn oom toe uit de kast is gekomen vlak voordat hij overleed, ontdekt Schmitt dat zijn oom eigenlijk een homo in de kast was en een buitenechtelijke affaire had met een andere man. Nadat hij heeft vernomen dat zijn moeder op de hoogte was van het geheim van zijn oom, besluit Schmitt te verhuizen omdat zijn moeder zijn seksualiteit nog steeds niet volledig heeft geaccepteerd. |                |                                |                     |                               |                          |                   |  |
| 355 | 13             | “Save the Last Dance for Me”   | Jesse Williams      | Tameson Duffy                 | 5,58                     | 13 Februari 2020  |  |
| De dag nadat ze weer bij elkaar zijn gekomen, gebruikt Andrew de naam van Meredith om Dr. Lauren Riley, een dove diagnosticus van UCSF, te laten raadplegen bij zijn patiënt, Suzanne, wier medische problemen hij nog steeds niet kan achterhalen. Terwijl Grey Sloan PacNorth absorbeert op verzoek van Catherine, brengt Koracick de dag door met het bungelen van de banen van Richard en Owen voor hen, hoewel hij Maggie onmiddellijk haar positie teruggeeft. Jo en Bailey behandelen een tienerpleegkind, Joey, die zich zorgen maakt over het feit dat hij gescheiden wordt van zijn pleegbroers en -zussen, terwijl Schmitt en Meredith een oudere voormalige ballroomdanseres verzorgen wier kanker zich door haar hele lichaam heeft verspreid. Amelia wacht de resultaten van haar vaderschapstest af en deelt een moment met Owen, hoewel ze later aan Link onthult dat ze de test nooit heeft gedaan. Jo maakt zich zorgen dat Alex zo lang weg is zonder haar telefoontjes te beantwoorden, en Schmitt vertelt Nico dat hij een serieuzere relatie wil. Het ziekenhuisbestuur komt samen om tegen Koracick te vechten en iedereen zijn baan weer terug te geven. |                |                                |                     |                               |                          |                   |  |
| 356 | 14             | “A Diagnosis”                  | Greg Evans          | Julie Wong                    | 5,99                     | 20 Februari 2020  |  |
| Nog steeds wanhopig op zoek naar een antwoord over de symptomen van zijn patiënt, Suzanne, begint Andrew symptomen te vertonen voor een bipolaire stoornis die vergelijkbaar zijn met de manie van zijn vader, wat de bezorgdheid uit bij Meredith en Carina. Terwijl Andrew uiteindelijk in staat is om Suzanne te diagnosticeren, gaat hij in ontkenning wanneer Meredith hem confronteert en maakt hij het uit met haar. Maggie probeert te redeneren met Amelia, die zichzelf thuis heeft opgesloten om Link en de vaderschapstest te vermijden; Als Link na het werk langskomt, beëindigt Amelia hun relatie en kondigt ze aan dat ze de baby alleen zal opvoeden met de hulp van haar zussen. Terwijl ze een echtpaar behandelt dat is aangevallen door een beer in het bos, ontdekt Jo dat de vrouw een buitenechtelijke affaire heeft en maakt ze zich zorgen dat Alex haar niet beantwoordt omdat hij haar bedriegt. Schmitt krijgt argwaan over het feit dat Nico hem niet aan zijn ouders wil voorstellen, totdat Schmitt erachter komt dat Nico nog steeds niet uit de kast is gekomen bij zijn ouders. Bailey probeert Richard uit zijn funk te krijgen met een partij nieuwe doktoren van PacNorth om mentor van te worden, Hayes herenigt Joey met zijn pleegbroers en -zussen, en Jackson biedt Maggie eindelijk een langverwachte verontschuldiging aan omdat hij haar in het bos heeft achtergelaten.                                                                                        |                |                                |                     |                               |                          |                   |  |
| 357 | 15             | “Snowblind”                    | Linda Klein         | Meg Marinis                   | 6,00                     | 27 Februari 2020  |  |
| Een sneeuwstorm die Seattle heeft getroffen, stuurt meerdere patiënten naar Grey Sloan terwijl de temperaturen blijven dalen. Wanneer de wegen stilvallen, biedt Andrew zich als vrijwilliger aan om te voet door de sneeuw te reizen om een orgaan voor de patiënt van Hayes op te halen, waarbij Meredith en Carina denken dat het een manische spiraal is. Owen en Teddy vechten om een zwangere vrouw te redden die door een auto is aangereden door haar partner. Terwijl Link mokkend door het ziekenhuis loopt na zijn breuk met Amelia, maakt Teddy zich zorgen dat Amelia's baby misschien van Owen is en bevestigt haar vermoedens met Maggie, waardoor Teddy in de armen van Koracick wordt gestuurd. Te midden van zijn relatieproblemen met een verre Nico, verliest Schmitt een patiënt. Tess, die hij ontdekt is verkleed als een arts-assistent en staat op het punt om een operatie uit te voeren. Wanneer Richard Tess confronteert, onthult hij dat hij een tremor heeft die zijn medische carrière kan beëindigen. Als Bailey hoort dat Joey niet van plan is zijn school af te maken, neemt Bailey hem mee naar het ziekenhuis voor inspiratie en vraagt hem later om bij haar te komen logeren, wat hij accepteert. De chemie tussen Meredith en Hayes verdiept zich naarmate ze een band opbouwen over hun gedeelde verliezen en hun "eerste keren" bespreken. Jo vertelt Link dat ze er vrijwel zeker van is dat Alex haar heeft verlaten, en Jackson heeft zijn eerste ruzie met Vic. |                |                                |                     |                               |                          |                   |  |
| 358 | 16             | “Leave a Light On”             | Debbie Allen        | Elisabeth R. Finch            | 6,30                     | 5 Maart 2020      |  |
| Na maanden van stilte legt Alex eindelijk zijn afwezigheid uit door brieven te sturen naar Meredith, Jo, Bailey en Richard, die elk hun respectieve brief alleen lezen. Uit de brieven blijkt dat Alex zijn moeder niet heeft bezocht, maar in plaats daarvan naar Kansas is gegaan om in te checken bij Izzie, met wie hij tijdens het proces van Meredith opnieuw contact had gemaakt. In Kansas ontdekte Alex dat Izzie de embryo's gebruikte die ze jaren geleden hadden ingevroren en nu hun tweelingzoon en dochter grootbrengt. Alex realiseerde zich dat hij van zowel Izzie als Jo houdt en besloot daarom bij Izzie te zijn om er voor zijn kinderen te zijn zoals zijn vader er niet voor hem was. Alex bedankt iedereen voor alles wat ze de afgelopen jaren voor hem hebben gedaan en zegt dat hij niet meer naar Seattle zal terugkeren. Na het lezen van hun brieven, blijft Jo achter met scheidingspapieren, Richard komt boos aan op een AA-bespreking, Bailey en Ben besluiten officieel om Joey bij hen te laten blijven, en Meredith onthult aan Zola wat er met Alex is gebeurd. |                |                                |                     |                               |                          |                   |  |
| 359 | 17             | “Life on Mars?”                | Michael Watkins     | Jase Miles-Perez              | 6,27                     | 12 Maart 2020     |  |
| Een rijke uitvinder bezoekt Grey Sloan, op zoek naar een diagnose van Koracick die hem kan excuseren voor een misdaad die hij heeft gepleegd. Na overleg over de zaak van Koracick, behandelt Meredith een vrouw met diabetes die haar insuline heeft gerantsoeneerd om het verpleeghuis van haar ouders te betalen. Terwijl ze zich overgeven aan wat duistere humor over hun rampzalige liefdesleven, werken Jo en Link samen om een jonge man te redden die samen met zijn vriendin op de treinrails viel. Een verwoede Teddy probeert zowel Owen als Koracick te ontwijken nadat ze onlangs met Koracick vreemd is gegaan, hoewel ze zich in een nog slordigere situatie bevindt wanneer ze aan Owen onthult dat hij de vader van Amelia's baby kan zijn en later die dag weer met Koracick naar bed gaat. Bailey probeert Richard te troosten, maar hij haalt uit en vertelt haar dat hij mogelijk stopt met opereren. Jackson en Vic ruziën over de status van hun relatie, wat ertoe leidt dat ze uit elkaar gaan, en Andrew blijft tekenen van manie vertonen ondanks zijn in het ziekenhuis voorgeschreven therapie. Bij het luisteren naar Jo's advies, probeert Link een groots gebaar naar Amelia te maken, en nadat ze weer bij elkaar zijn gekomen, onthult ze dat hij de vader van haar baby is. |                |                                |                     |                               |                          |                   |  |
| 360 | 18             | “Give a Little Bit”            | Kevin McKidd        | Zoanne Clack                  | 7,04                     | 19 Maart 2020     |  |
| Meredith leidt de allereerste pro-bono-operatiedag van het ziekenhuis, maar wordt al snel overweldigd door de toestroom van patiënten; Andrew vermoedt dat een jong meisje het slachtoffer is van mensenhandel, maar zijn zorgen worden afgedaan als bipolaire manie en dit leidt tot een zenuwinzinking voor het hele ziekenhuis. Hij stopt bijna, maar Meredith vertelt hem dat ze van hem houdt en overtuigt hem om te blijven. Link wijst een baanaanbieding af als teamarts van de Mariners en beveelt Nico aan, wat ertoe leidt dat Nico en Schmitt uit elkaar gaan. Jo worstelt met het veranderen van haar achternaam van Karev en krijgt een band met Schmitt als Nico en Schmitt uit elkaar gaan; ze komen uiteindelijk overeen om kamergenoten te zijn. Koracick en Teddy blijven achter Owen’s rug om met elkaar naar bed gaan. |                |                                |                     |                               |                          |                   |  |
| 361 | 19             | “Love of My Life”              | Allison Liddi-Brown | Kiley Donovan & Andy Reaser   | 6,52                     | 26 Maart 2020     |  |
| Richard, Maggie, Teddy en Hayes reizen allemaal naar Californië om als vertegenwoordigers van Grey Sloan de LA Surgical Innovation Conference bij te wonen. Maggie wordt onverwachts herenigd met Winston, een man met wie ze samenwerkte tijdens zijn residentie, en de twee belanden samen in bed, hoewel ze zijn aanbod om een echte relatie met hem te beginnen afwijst. Nadat hij zijn overleden vrouw had ontmoet in het hotel waar de conferentie werd gehouden, blikt Hayes terug op de jaren die voorafgingen aan de dood van zijn vrouw door kanker en haalt hij uit naar een farmaceutisch vertegenwoordiger in de huidige tijd. Teddy is verrast als ze Claire tegenkomt, een voormalige vriendin die met Teddy's beste vriendin, Allison, uitging en ontdekt dat Claire al jaren van de affaire van Teddy en Allison afwist, maar nooit iets zei. Richard bereidt zich voor op de presentatie van zijn PATH-pen, maar wordt afgeleid door de komst van Catherine, die verzoening lijkt te zoeken. Echter, vlak voor zijn presentatie wordt aangetoond dat Richards nacht met Catherine een hallucinatie was geweest, en wanneer hij gedesoriënteerd op het podium verschijnt, haasten de doktoren hem naar het ziekenhuis. |                |                                |                     |                               |                          |                   |  |
| 362 | 20             | “Sing It Again”                | Michael Watkins     | Jess Righthand                | 7,18                     | 2 April 2020      |  |
| De doktoren werken samen op zoek naar een diagnose voor Richard na zijn grillige episode twee dagen geleden op de medische conferentie. Nadat ze verschillende mogelijkheden heeft uitgesloten, ziet Maggie de realiteit onder ogen dat het misschien de ziekte van Alzheimer is, maar Meredith is er zeker van dat dat niet zo is. Wanneer Meredith naar binnenloopt bij Richard, die op het punt staat zichzelf open te snijden, ziet ze hoe snel zijn toestand vordert en vraagt Andrew om hulp. Amelia en Link bereiden zich voor op de aanstaande geboorte van hun zoon, maar als ze een valse bevalling krijgt, beseffen ze hoe bezorgd ze zijn over hoeveel hun leven op het punt staat te veranderen. De wereld van Koracick staat op zijn kop als zijn ex-vrouw, Dana, in het ziekenhuis verschijnt met haar zoon die behandeld moet worden voor een hersentumor, waardoor Koracick gedwongen wordt zijn verdriet over zijn overleden zoon David opnieuw te beleven. Met Teddy's hulp is Koracick in staat om zijn angsten te overwinnen en de jongen te opereren, hoewel Teddy er later voor kiest om haar huwelijk met Owen te verlengen. Link en Owen behandelen een patiënt die, nadat hij uit de anesthesie is gekomen, niet kan stoppen met zingen, terwijl Schmitt werk en privé niet kan scheiden nu hij en Jo kamergenoten zijn. |                |                                |                     |                               |                          |                   |  |
| 363 | 21             | “Put on a Happy Face”          | Deborah Pratt       | Mark Driscoll & Tameson Duffy | 7,33                     | 9 April 2020      |  |
| Terwijl de toestand van Richard verder verslechtert, staan de dokters klaar om het Alzheimer te noemen en hem naar huis te sturen met Catherine totdat Andrew ontdekt dat het kobaltmetaal van Richard's heupprothese gif in zijn bloed heeft gelekt en al zijn symptomen heeft veroorzaakt. Amelia’s bevalling is begonnen en hoewel Link naar de spoedoperatie van Richard wordt getrokken, bevalt ze met de hulp van Bailey van een gezonde baby. Owen en Teddy maken zich klaar voor hun bruiloft, die die avond gepland staat, maar Teddy krijgt een verleidelijk aanbod van Koracick om met hem weg te rennen. Terwijl Schmitt, Maggie en Owen een honkbalspeler behandelen die een knuppel tegen z’n borst heeft gekregen, hoort Owen via de voicemail over de affaire van Koracick en Teddy en stelt de bruiloft uit zonder Teddy eerst te vertellen. Terwijl Jackson, Jo en Hayes een tienermeisje met het Moebius-syndroom opereren, bespreken ze hun dates, wat Jo ertoe aanzet de verwarde Hayes te plagen dat Cristina hem met Meredith in verband brengt. Hayes vraagt Meredith later uit voor een drankje, en nadat ze om een regencontrole heeft gevraagd, vindt ze Andrew met weer een bipolaire episode en neemt ze hem mee naar huis. |                |                                |                     |                               |                          |                   |  |

## Seizoen 17: 2020-21
| Nr. in serie | Nr. in seizoen | Titel                                | Regisseur           | Schrijver                          | Kijkcijfers VS (miljoen) | Uitzenddatum VS  |  |
| --- | -------------- | ------------------------------------ | ------------------- | ---------------------------------- | ------------------------ | ---------------- |  |
| 364 | 1              | “All Tomorrow’s Parties”             | Debbie Allen        | Andy Reaser & Lynee E. Litt        | 5,93                     | 12 November 2020 |  |
| in het midden van de COVID-19-pandemie bevinden de artsen van Grey Sloan zich op onbekend terrein terwijl ze werken aan het redden van levens zonder dat er een einde in zicht is. Meredith, die de frontliniewerkers leidt, raakt steeds meer gefrustreerd naarmate haar patiënten blijven sterven aan het virus. Volledig hersteld, gaat Richard weer aan het werk en wordt begroet door Bailey, die hem de nieuwe veiligheidsprotocollen laat zien. Na een tussenkomst van zijn collega's ondergaat Andrew therapie voor zijn manie en begint hij als arts in het ziekenhuis. Twee verschillende vaders die allebei kinderen in het ziekenhuis hebben, krijgen ruzie, terwijl Andrews kinderhandel patiënt in een slechte conditie terugkeert naar het ziekenhuis. |                |                                      |                     |                                    |                          |                  |  |
| 365 | 2              | “The Center Won’t Hold”              | Debbie Allen        | Andy Reaser & Jase Miles-Perez     | 5,93                     | 12 November 2020 |  |
| Jo en Jackson rommelen om elkaar heen op het werk vanwege een mislukte seksuele ontmoeting, terwijl Maggie's relatie met Winston zich verdiept. Nadat Owen Teddy de kans heeft gegeven om hem de waarheid te vertellen over haar affaire met Koracick, laat hij haar de voicemail horen en beëindigt hij hun relatie. Amelia en Link passen zich aan het opvoeden van hun pasgeboren zoon aan, en Schmitt, nadat hij niet met Nico heeft gepraat, neemt zijn stress door hem weg. Nadat Meredith flauwvalt op de parkeerplaats aan het einde van haar dienst, ziet ze een visioen van zichzelf op een strand, waar ze Derek ziet. |                |                                      |                     |                                    |                          |                  |  |
| 366 | 3              | “My Happy Ending”                    | Kevin McKidd        | Meg Marinis                        | 5,96                     | 19 November 2020 |  |
| Meredith wordt in het ziekenhuis opgenomen met een positieve COVID-19-diagnose; terwijl haar ademhalingssysteem steeds slechter wordt, flitst ze in en uit haar zicht op het strand, waar ze met Derek praat. Tom krijgt de opdracht om een nieuwe set imterns op te leiden, maar wanneer hij zijn plicht verzuimt, neemt Richard het over. Teddy werkt aan de zaak van Meredith, hoewel Maggie bang is dat Teddy's persoonlijke problemen haar zullen afleiden van het goed uitvoeren van haar werk; Teddy probeert later haar excuses aan te bieden aan Koracick, die erachter komt dat hij ook COVID-positief is. Jo behandelt een zwangere vrouw wier baby gehecht is aan haar lever, terwijl Jackson en Link een sekstherapeut opereren. Nadat Bailey Meredith heeft gevraagd om haar richtlijn inzake geavanceerde gezondheidszorg bij te werken, vraagt Meredith Richard om hulp. Amelia en Maggie worstelen allebei met Merediths gezondheidsproblemen en wenden zich tot hun respectievelijke vriendjes voor ondersteuning. |                |                                      |                     |                                    |                          |                  |  |
| 367 | 4              | “You’ll Never Walk Alone”            | Allison Liddi-Brown | Julie Wong                         | 5,84                     | 3 December 2020  |  |
| Terwijl Merediths toestand verslechtert, waardoor ze het grootste deel van de dag slaapt, bevindt ze zich op het strand met George. Ze denken na over hun leven, zijn dood en hoe George het leven van Meredith veranderde. Ondertussen overweegt Richard, op aanraden van Andrew, Meredith op te nemen in een antilichaamonderzoek dat wordt uitgevoerd door een arts in Manhattan. Na een gesprek met Bailey stemt hij toe. Tom wordt gedwongen thuis in quarantaine te blijven als ook de andere test positief uitkomt; hoewel aanvankelijk asymptomatisch, ontwikkelt hij aan het eind van de dag ernstige koorts en verstopt zich voor Teddy als ze hem gezelschap op sociale afstand komt aanbieden. Amelia en Link botsen over hun enorm verschillende manieren om met verdriet en onzekerheid om te gaan. Wanneer een Aziatisch-Amerikaanse patiënt die Owen eerder behandelde, wordt opgenomen met een verslechterde toestand, dwingen Nico en Bailey Owen de raciale vooringenomenheid in de medische praktijk aan te pakken. Ondertussen geven Jo en Jackson hun vriendschap nog een kans, wat ertoe leidt dat ze vrienden worden met voordelen, en Maggie bevindt zich in een lastige situatie wanneer Winstons frustraties met zijn vader naar boven komen tijdens een online familiediner. |                |                                      |                     |                                    |                          |                  |  |
| 368 | 5              | “Fight the Power”                    | Michael Watkins     | Zoanne Clack                       | 5,69                     | 10 December 2020 |  |
| Wanneer een begeleid wonen huis wordt getroffen door een COVID-piek, wordt Bailey's moeder, die ook lijdt aan de ziekte van Alzheimer, met spoed naar het ziekenhuis gebracht met een vergevorderd geval van COVID. Bailey ontdekt dat haar moeder naar verwachting het niet zal overleven en nadat ze troost heeft gezocht bij Maggie en een bedlegerige Meredith, bereidt Bailey zich voor om afscheid te nemen. Koracick wordt ook opgenomen in Grey Sloan met COVID, en nu zijn toestand snel verslechtert, komt Amelia tussenbeide om hem te opereren terwijl een bezorgde Teddy werkeloos toekijkt. Ondertussen overweegt Jo een verandering in specialiteiten nadat ze is gerekruteerd om een baby te baren, en Jackson en Richard denken na over hoe de pandemie de minderheden anders heeft getroffen. |                |                                      |                     |                                    |                          |                  |  |
| 369 | 6              | “No Time for Despair”                | Pete Chatmon        | Felicia Pride                      | 5,66                     | 17 December 2020 |  |
| Meredith wordt wakker als haar toestand verbetert en een band krijgt met Koracick, maar wanneer een patiënt in de buurt aan het coderen is en ze opstaat om reanimatie uit te voeren, valt ze flauw. Richard activeert het surge-protocol in het ziekenhuis en verandert de cafetaria in een COVID-kamer. Andrew helpt Bailey om de dood van haar moeder te doorstaan. Hij ziet later de ontvoerder van het meisje dat hij heeft gered het ziekenhuis verlaten en overtuigt Carina om haar te volgen. Teddy deelt met Owen het verhaal van haar vriendin Allison en haalt uit naar Helm terwijl de escalatie van de COVID-19-pandemie voortduurt. Aan het einde verschijnt Winston bij Maggie's hotelkamerdeur als Merediths toestand verslechtert en ze onder een ventilator wordt gezet, en weer wakker wordt in het strandlandschap. |                |                                      |                     |                                    |                          |                  |  |
| 370 | 7              | “Helplessly Hoping”                  | Nicole Rubio        | Elisabeth R. Finch                 | 5,11                     | 11 Maart 2021    |  |
| Het personeel van Grey Sloan Memorial proberen wanhopig Andrew te redden nadat hij is neergestoken terwijl hij de confrontatie aanging met Opal, de kinderhandelaar van het vorige seizoen. Hoewel Andrew aanvankelijk stabiel was, crasht hij later opnieuw en sterft tijdens een operatie. Jo en Hayes maken ruzie over het feit dat een patiënt haar te vroeg geboren baby mag zien, en Schmitt zegt tegen Nico dat hij schuldig is aan het onbewust behandelen van Opal. Het romantische uitje van Winston en Maggie wordt onderbroken door Jackson, terwijl Amelia en Link bespreken of ze Zola moeten vertellen over Merediths verslechterende gezondheid. Richard probeert weer te opereren, en Teddy en Owen maken ruzie buiten de operatiekamer. |                |                                      |                     |                                    |                          |                  |  |
| 371 | 8              | “It’s All Too Much”                  | Debbie Allen        | Adrian Wenner                      | 4,97                     | 18 Maart 2021    |  |
| Het ziekenhuispersoneel worstelt om de dood van Andrew DeLuca te verwerken, waarbij Teddy de zwaarste klap krijgt als ze visioenen van hem in het ziekenhuis ziet. Bij een herdenkingsmonument voor Andrew, terwijl elke dokter een eerbetoon aan hem brengt in een afscheidsvideo, merkt Owen dat Teddy mentaal niet reageert en neemt haar mee naar huis. Bailey probeert wanhopig een manier te vinden waarop Andrew gered had kunnen worden, ondanks dat het team er alles aan deed. Nadat Richard het gedrag van Bailey erkent als haar coping-mechanisme voor de dood van haar eigen moeder, besluit Bailey vrij te nemen om te rusten en op de juiste manier te rouwen. Maggie en Winston behandelen een patiënt met haphefobie, terwijl Link alcohol gebruikt om de stress van de zorg voor zijn zoon en Merediths kinderen te verwerken. Ondertussen blijft Meredith aan de beademing, zelfs nadat Teddy hem probeert uit te doen. Meredith ziet Derek op het strand en wil bij hem blijven, maar Hayes spoort haar aan om te vechten en terug te keren naar de echte wereld. |                |                                      |                     |                                    |                          |                  |  |
| 372 | 9              | “In My Life”                         | Kevin McKidd        | Tameson Duffy                      | 4,99                     | 25 Maart 2021    |  |
| Niet in staat om te gaan met de dood van Andrew DeLuca, raakt Teddy in een catatonische toestand en wordt verzorgd door Owen. Terwijl Amelia komt om Owen te overtuigen Teddy te vergeven voor haar ontrouw en haar wat psychiatrische hulp te vragen, blijft Teddy gevangen in haar dromen, waar ze wordt achtervolgd door mislukte relaties uit het verleden. Nog steeds niet helemaal over de dood van haar voormalige geliefde, Allison, moet Teddy confronteren met wat Amelia vermoedt dat het een aanhoudende posttraumatische stressstoornis is. |                |                                      |                     |                                    |                          |                  |  |
| 373 | 10             | “Breathe”                            | Linda Klein         | Mark Driscoll                      | 4,55                     | 1 April 2021     |  |
| Nog steeds vechtend voor haar leven, blijft Meredith aan de beademing te midden van wat Richard een ventilatortekort bij Grey Sloan noemt. Terwijl Owen en Tom de voortgang van Meredith volgen, werken Maggie, Winston, Jackson en Schmitt aan een moeder en dochter die in kritieke toestand verkeren met COVID en moeten vechten om de laatste beademing. Jo en Hayes hebben ruzie over de behandeling van Hayes 'schoonzus, die multiple sclerose heeft en met een niersteen in het ziekenhuis wordt opgenomen, waardoor ze Catherine moeten inschakelen. Bij Merediths huis nodigt Amelia Teddy uit om op de kinderen te passen, in de hoop Teddy uit haar depressie te krijgen. Ondertussen, op het strand, nadat Meredith oprecht advies heeft gekregen van Mark en Lexie, besluit ze terug te keren naar de echte wereld en wordt ze van de ventilator gehaald, eindelijk in staat om zelfstandig te ademen. Terwijl iedereen de verbeterde gezondheid van Meredith viert, vraagt Winston Maggie ten huwelijk, en ze zegt Ja. |                |                                      |                     |                                    |                          |                  |  |
| 374 | 11             | “Sorry Doesn’t Always Make It Right” | Giacomo Gianniotti  | Julie Wong                         | 4,83                     | 8 April 2021     |  |
| Een pas getrouwd stel dat betrokken is bij een auto-ongeluk op de dag van hun huwelijksreis geeft de doktoren van Grey Sloan een hoop geld als de man beseft dat hij te snel in het huwelijk is getreden. Hayes werkt samen met Maggie aan het defecte hart van een baby en probeert haar te overtuigen een riskante operatie uit te voeren. Jackson botst met Mama Ortiz, die erop wijst dat Jackson die met zijn eigen geld hotels boekt voor COVID-positieve patiënten, betaalbare woonruimtes wegneemt van bewoners met een laag inkomen. Meredith wordt eindelijk wakker en vertelt Richard dat ze Jo had horen overwegen om van specialiteit te veranderen, terwijl Bailey's gesprek met een patiënt Owen ertoe aanzet om Teddy te vergeven. Ondertussen, wanneer Link's ouders hem en Amelia verrassen door de kinderen mee te nemen op een roadtrip voor een dag, gebruiken Amelia en Link het lege huis om te praten over een mogelijke trouwen in het licht van Amelia's voortdurende worsteling met nuchterheid. |                |                                      |                     |                                    |                          |                  |  |
| 375 | 12             | “Sign O’ the Times”                  | Michael Medico      | Jase Miles-Perez                   | 4,98                     | 15 April 2021    |  |
| Te midden van de protesten in Seattle na de moord op George Floyd, gaan Richard en Hayes protesteren. Hayes wordt aangevallen door een neonazistische tegenprotestant bij de protesten en maakt zich zorgen over de veiligheid van zijn zoons. Jackson ondervraagt zijn moeder over gratis COVID-tests, maar ze vermijdt zijn vraag. Bailey behandelt een man die, ondanks een positieve test op COVID, behandeling weigert omdat hij gelooft dat de pandemie oplichterij is. Ondertussen maakt Maggie zich zorgen over Winston terwijl hij door het land rijdt om bij haar in Seattle te wonen na hun verloving, en Schmitt vergezelt Meredith (die nog steeds grotendeels slaapt) naar de hyperbare kamer, samen met een andere arts en zijn patiënt. |                |                                      |                     |                                    |                          |                  |  |
| 376 | 13             | “Good as Hell”                       | Michael Watkins     | Zoanne Clack                       | 4,81                     | 22 April 2021    |  |
| Terwijl Teddy, Richard en Winston blijven zoeken naar meer ideeën om Meredith wakker te maken, probeert Derek een zeer koppige Meredith ervan te overtuigen het strand te verlaten en terug te keren naar haar dierbaren. Hoewel Meredith terughoudend is om weer afscheid te nemen van Derek, wordt ze eindelijk wakker als Zola haar in het ziekenhuis bezoekt in het bijzijn van de rest van de doktoren. Ondertussen raakt Link geïrriteerd wanneer Amelia zijn zaak onderschept en het voor zichzelf neemt, en Jo probeert Bailey over te halen haar van specialiteit te laten wisselen. Owen gaat kapot na het verlies van een patiënt, terwijl Schmitt en Bailey een vrouw behandelen die haar baan heeft opgezegd ten gunste van een vrijere levensstijl. Teddy probeert tevergeefs te verzoenen met Owen, en Nico vraagt Schmitt om bij hem in te trekken, wat een verraste Schmitt ertoe aanzet weg te lopen zonder antwoord. |                |                                      |                     |                                    |                          |                  |  |
| 377 | 14             | “Look Up Child”                      | Debbie Allen        | Elisabeth R. Finch & Felicia Pride | 4,93                     | 6 Mei 2021       |  |
| Jackson heeft wat advies nodig en bezoekt zijn vervreemde vader, die hem een nieuwe weg in zijn carrière inslaat. Na hun gesprek stelt Jackson April voor om met Harriet naar Boston te verhuizen om de Catherine Fox Foundation te leiden. Hoewel April aanvankelijk aarzelt, gaat ze uiteindelijk akkoord, nadat ze zich heeft afgescheiden van Matthew en klaar is voor een nieuw begin. |                |                                      |                     |                                    |                          |                  |  |
| 378 | 15             | “Tradition”                          | Kevin McKidd        | Jess Righthand                     | 4,58                     | 20 Mei 2021      |  |
| Vlak voor zijn verhuizing naar Boston informeert Jackson het personeel over zijn aanstaande vertrek en brengt hij de hele dag door met het individueel afscheid nemen. Meredith bereidt zich eindelijk voor om uit het ziekenhuis te worden ontslagen, maar Richard en Bailey moeten eerst bedenken hoe ze het nieuws over het overlijden van Andrew kunnen vertellen. Terwijl Amelia zich inspant om het huis klaar te maken voordat Meredith thuiskomt, hoort Link van Owen en Winston dat hij en Amelia misschien niet zo snel verhuizen als Link dacht. Koracick behandelt een Indiaanse man, wat hem ertoe aanzet het voorrecht te beseffen dat hij heeft. Koracick wil meer met zijn leven doen en besluit met Jackson naar Boston te gaan. Jo begint aan haar eerste dag als OB/GYN met Carina, en Schmitt confronteert Helm met haar matige prestaties tijdens operaties. Winston en Maggie vragen Richard om hun huwelijk te voltrekken, en Teddy en Owen beginnen weer samen te slapen. |                |                                      |                     |                                    |                          |                  |  |
| 379 | 16             | “I’m Still Standing”                 | Michael Watkins     | Meg Marinis & Andy Reaser          | 4,33                     | 27 Mei 2021      |  |
| Meredith begint haar herstelproces in de loop van een maand, en nadat ze haar zorgen aan Bailey heeft geuit over de mogelijkheid dat ze nooit meer zal kunnen opereren, stelt Bailey voor dat Meredith het residentieprogramma overneemt, wat Meredith accepteert. In het ziekenhuis, terwijl Owen en Amelia een jonge patiënt met een auto-ongeluk behandelen, bekent Amelia dat Link meer kinderen wil, maar dat ze dat niet wil. Hayes en Jo blijven aan Luna werken, en hoewel Jo Luna hoopt te adopteren, wordt haar aanvraag afgewezen vanwege een probleem met Jo's antecedentenonderzoek. Maggie, Richard en Helm proberen een diagnose te stellen van een vrouw die vreemde symptomen ervaart na haar harttransplantatie, totdat ze ontdekken dat de vrouw deed alsof omdat ze in het ziekenhuis wilde blijven. Ondertussen maken Maggie en Winston ruzie over trouwplannen, en Schmitt maakt het goed met Nico nadat Schmitt is toegelaten tot het COVID-19-vaccinonderzoek. |                |                                      |                     |                                    |                          |                  |  |
| 380 | 17             | “Someone Saved My Life Tonight”      | Kevin McKidd        | Andy Reaser & Meg Marinis          | 4,76                     | 3 Juni 2021      |  |
| In de aanloop naar het huwelijk van Maggie en Winston vertellen de artsen van Grey Sloan de gebeurtenissen van de afgelopen acht maanden, te beginnen in augustus 2020. Op Merediths eerste dag als directeur van het residentieprogramma krijgt ze te maken met Bailey; tegelijkertijd behandelt Meredith ook een verpleegster die lijdt onder de fysieke nasleep van COVID. Terwijl Amelia blijft worstelen met de verschillende opvattingen van haar en Link over het huwelijk en meer kinderen, bereidt Link zich voor op een aanzoek. Jo is vastbesloten om Luna te adopteren en vraagt Link om Luna's tijdelijke pleegouder te worden totdat Jo Luna legaal mee naar huis kan nemen. Tegen het nieuwe jaar heeft Teddy het nieuwe aanzoek van Owen geaccepteerd, is het hele personeel van Grey Sloan gevaccineerd en heeft Jo haar aandelen in het ziekenhuis aan Koracick verkocht. Maanden later, in het huidige april 2021, trouwen Maggie en Winston eindelijk. Na de bruiloft wijst Amelia Link's voorstel af, Meredith en Hayes lijken dichter bij elkaar te komen, en Jo koopt Jacksons oude penthouse voor haar en Luna om in te trekken. Link verschijnt bij Jo's huis, op zoek naar een plek om te verblijven na de afwijzing van Amelia.                                               |                |                                      |                     |                                    |                          |                  |  |

## Seizoen 18: 2021-22
| Nr. in serie | Nr. in seizoen | Titel                                | Regisseur           | Schrijver                  | Kijkcijfers VS (miljoen) | Uitzenddatum VS   |  |
| --- | -------------- | ------------------------------------ | ------------------- | -------------------------- | ------------------------ | ----------------- |  |
| 381 | 1              | “Here Comes The Sun”                 | Debbie Allen        | Meg Marinis                | 4,77                     | 30 September 2021 |  |
| Terwijl ze nadenkt over wat ze moet doen met haar leven nadat ze COVID heeft overleefd, reist Meredith naar de Mayo Clinic in Minnesota om de opening bij te wonen van een bibliotheek die aan haar moeder is gewijd. Terwijl ze daar is, maakt ze opnieuw contact met Dr. Nick Marsh, die ze jaren geleden behandelde. Dr. David Hamilton, een voormalige collega van haar moeder die aan de ziekte van Parkinson lijdt, onthult zijn plan om een ultramodern onderzoekscentrum te openen dat zich toelegt op het genezen van de ziekte, met Meredith als het publieke gezicht van het project om mensen aan te trekken. Na de paniekaanvallen van zijn jongste zoon komt Hayes in contact met Bailey terwijl ze kandidaten interviewen om Jackson, Tom en Jo te vervangen, die zich met Levi's hulp aan het leven als alleenstaande moeder en OB/GYN-resident moet aanpassen. Nadat ze zijn voorstel heeft afgewezen, worstelen Amelia en Link om hun relatie te behouden, terwijl Maggie en Winston van hun huwelijksreis genieten. Owen en Teddy trouwen in Joe's bar met een pas vrijgezelle Megan die dienst doet nadat hun geplande ceremonie in het park is verpest door een tandem die tegen de priester botst.                               |                |                                      |                     |                            |                          |                   |  |
| 382 | 2              | “Some Kind of Tomorrow”              | Kevin McKidd        | Felicia Pride              | 4,04                     | 7 Oktober 2021    |  |
| Onbeslist over het onderzoeksprojectvoorstel van Dr. Hamilton voor Parkinson, vliegt Meredith Amelia naar Minnesota om haar te helpen een beslissing te nemen. Amelia springt meteen aan boord, hoewel Meredith later op hun eerste date aan Nick onthult dat ze bang is dat het project zal mislukken. Meredith stemt er uiteindelijk mee in om zich bij het project aan te sluiten zolang ze in Seattle kan blijven werken. Bij Grey Sloan motiveert Richard de interns door middel van een reeks wedstrijden, waarbij Levi de kans krijgt om bij Jo's operatie te komen werken. Winston behandelt een vrouw met nierfalen, die volgens Winston niet op de transplantatielijst staat vanwege haar ras. Megan en Hayes werken aan een jonge jongen die betrokken is bij een auto-ongeluk, terwijl Teddy en Owen de vader van de jongen behandelen, die longfibrose heeft maar niet behandeld wil worden. |                |                                      |                     |                            |                          |                   |  |
| 383 | 3              | “Hotter Than Hell”                   | Chandra Wilson      | Jamie Denbo                | 4,05                     | 14 Oktober 2021   |  |
| De residenten worden die dag getrakteerd op een speciale gastmentor, Addison Montgomery, die een baanbrekende baarmoedertransplantatie gaat uitvoeren, waarbij Levi Schmitt haar assisteert. Meredith vertelt Richard met tegenzin haar plan om zowel in Seattle als in Minnesota te gaan werken, en hij stemt ermee in haar functie als residentiedirecteur op zich te nemen. Bailey en Hayes behandelen een jonge vrouw die betrokken is bij een jetski-ongeluk en weigert haar ouders te bellen, terwijl Winston blijft proberen een nier voor zijn patiënt te krijgen. Door de intense hittegolf breekt de airconditioning in het ziekenhuis en tegen de klok in vraagt Addison Meredith om hulp. Nadat de operatie een succes is geworden, is Addison voor het eerst sinds Dereks dood emotioneel weer terug in Seattle. Zij en Meredith rouwen allebei samen om hem. Terwijl Link en Teddy proberen de airco te repareren, uit Link zijn woede Op Amelia, die verwikkeld is in het Parkinson-project, en Teddy juicht hem en de rest van het personeel toe met een feestje in het mortuarium. Zodra de airconditioning is hersteld, herenigen Addison en Amelia zich en stelt Meredith Addison voor aan haar en Dereks kinderen.                 |                |                                      |                     |                            |                          |                   |  |
| 384 | 4              | “With a Little Help From My Friends” | Michael Watkins     | Jess Righthand             | 3,91                     | 21 Oktober 2021   |  |
| Richard rekruteert Meredith en Bailey om hem te helpen een nieuw programma te lanceren. Ondertussen heeft Addisons patiënt complicaties als gevolg van een procedure, en Jo helpt een vrouw die vroegtijdig moet bevallen. |                |                                      |                     |                            |                          |                   |  |
| 385 | 5              | “Bottle Up and Explode”              | Lindsay Cohen       | Kiley Donovan & Beto Skubs | 4,75                     | 11 November 2021  |  |
| De dokters van Grey Sloan komen in actie nadat een explosie Seattle op zijn kop zet, met het binnenkomende trauma dicht bij huis. Owen krijgt last van zijn PTSS nadat hij de explosie hoort, terwijl zijn zus Megan in vertrouwen de hulp inroept van Winston en Hayes. In Minnesota ontmoeten Meredith en Amelia een bekend gezicht die helpt bij hun studie. |                |                                      |                     |                            |                          |                   |  |
| 386 | 6              | “Everyday Is a Holiday (With You)”   | Tony Phelan         | Megan Marinis              | 4,18                     | 18 November 2021  |  |
| Het is Thanksgiving en terwijl Meredith vanwege het weer reiscomplicaties heeft, komt Nick om op meer dan één manier te helpen. Ondertussen zoeken Richard en Bailey naar een spoedoperatie en maken Amelia en Link weer contact. |                |                                      |                     |                            |                          |                   |  |
| 387 | 7              | “Today Was a Fairytale”              | Debbie Allen        | Julie Wong                 | 3,65                     | 9 December 2021   |  |
| Dr. Hamilton reageert zijn frustraties op Meredith af, dus Nick geeft haar een kans om stoom af te blazen door mee te doen aan een operatie. Terug in Seattle nemen Link en Jo hun kinderen mee naar een sprookjesachtige theatervoorstelling die misgaat. Bailey en Dr. Lin bezoeken een rekruteringsbeurs in de hoop meer artsen naar Grey Sloan te lokken, maar zijn slecht voorbereid. |                |                                      |                     |                            |                          |                   |  |
| 388 | 8              | “It Came Upon a Midnight Clear”      | Michael Watkins     | Jase Miles-Perez           | 4,20                     | 16 December 2021  |  |
| Terwijl Kerstmis nadert, voelt Owen zich gekweld door het recente overlijden van Noah, terwijl Cormac vaststelt dat Megan ernstig depressief is. Cormac, Teddy en Owen halen een donorhart op voor Farouk. Op de terugweg naar Grey Sloan krijgt hun chauffeur een beroerte en belandt de auto op de rand van een ravijn. Teddy slaagt erin om met het orgaan naar buiten te klimmen en gaat naar de weg om hulp te halen. Owen onthult aan Cormac dat hij Noah medicijnen heeft gegeven om te sterven en heeft beloofd hetzelfde te doen voor andere terminale veteranen. Seconden nadat Cormac uitstapt, glijdt de auto met Owen er nog in, de helling af. Ondertussen vliegen Meredith en Amelia met David en Kai naar Seattle voor de grote operatie van David, die wordt uitgesteld als David een darmperforatie heeft. Maggie maakt zich zorgen als ze hoort over de Webber-methode, die gegrond blijkt te zijn wanneer Levi tijdens een operatie de grenzen overschrijdt en de patiënt doodbloedt op de tafel. Nieuwe intern Jordan vraagt om met Bailey te werken op zijn eerste dag bij Grey Sloan. Link oefent een liefdesverklaring voor Amelia op Jo, die moeite heeft haar gevoelens voor hem op afstand te houden, maar Amelia kust Kai. |                |                                      |                     |                            |                          |                   |  |
| 389 | 9              | “No Time to Die”                     | Linda Klein         | Krista Vernoff             | 4,65                     | 24 Februari 2022  |  |
| Owen wordt door de brandweer van Station 19 uit de auto gered en naar Grey Sloan gebracht, maar zijn been is verbrijzeld en moet worden geopereerd. Hayes geeft het donorhart voor Farouk aan Winston, die een blauwe plek op het hart opmerkt. Winston belt Maggie voor versterking in de OK, en ze transplanteren met succes het hart. Hayes worstelt met Owens onthulling over Noah en waarschuwt Owen voordat hij geopereerd wordt om de waarheid te vertellen, anders zal Hayes hem aangeven. Nadat hij zijn patiënt heeft verloren, krijgt Schmidt een inzinking en schrobt hij obsessief zijn handen, waarna hij wordt tegengehouden door de andere residents. Bailey zegt het lesprogramma van de Webber Methode af. Amelia en Link maken ruzie nadat hij haar Kai ziet kussen. Link vindt troost bij Jo, en ze hebben seks. Nick arriveert in Seattle vanuit Minnesota en troost Meredith nadat zij Hamilton nauwelijks op de tafel heeft weten te redden. Hayes neemt ontslag en vertelt Bailey dat hij met zijn kinderen naar Ierland zal terugkeren. |                |                                      |                     |                            |                          |                   |  |
| 390 | 10             | “Living in a House Divided”          | Allison Liddi-Brown | Jamie Denbo                | 3,95                     | 3 Maart 2022      |  |
| Schmitt staat voor de conferentie Morbidity and Mortality; Hayes neemt afscheid zonder zijn echte reden voor vertrek te onthullen; De omstandigheden van Hunt en Farouk beginnen elk te verbeteren na hun operaties; Jo erkent haar gevoelens voor Link. |                |                                      |                     |                            |                          |                   |  |
| 391 | 11             | “Legacy”                             | Kevin McKidd        | Mark Driscoll              | 3,87                     | 10 Maart 2022     |  |
| Terwijl Meredith, Amelia en het team zich voorbereiden op de langverwachte, baanbrekende operatie van Dr. Hamilton, krijgt Bailey een onverwacht aanbod. Owens ongeduld maakt hem een lastige fysiotherapiepatiënt, waardoor Link gedwongen wordt in te grijpen. In Minnesota maakt Nick van een levertransplantatie een leermoment. |                |                                      |                     |                            |                          |                   |  |
| 392 | 12             | “The Makings of You”                 | Debbie Allen        | Felicia Pride              | 3,60                     | 17 Maart 2022     |  |
| Nick neemt Meredith mee naar zijn huisje in Minnesota voor een romantisch weekend, en laat Winston en Maggie achter om voor Merediths kinderen te zorgen. Ondertussen groeien Amelia en Kai naar elkaar toe. |                |                                      |                     |                            |                          |                   |  |
| 393 | 13             | “Put the Squeeze on Me”              | Allison Liddi-Brown | Julie Wong                 | 4,24                     | 24 Maart 2022     |  |
| Richard denkt na over zijn chirurgische vaardigheden; Jo is gecharmeerd door de broer van haar patiënt; Megan dringt er bij Teddy en Owen op aan hun problemen uit te praten; Een huisdierenpython is de belangrijkste knelpunt van de show; Meredith krijgt een promotie en meer financiering aangeboden door Dr. Hamilton. |                |                                      |                     |                            |                          |                   |  |
| 394 | 14             | “Road Trippin”                       | Linda Klein         | Beto Skubs                 | 3,93                     | 31 Maart 2022     |  |
| De spanningen bij Gray Sloan Memorial nemen toe naarmate de effecten van het artsentekort zichtbaar worden; Meredith worstelt om afstand te nemen van haar werk terwijl ze een zieke dag thuis doorbrengt met Zola; het ziekenhuis krijgt onverwacht bezoek. |                |                                      |                     |                            |                          |                   |  |
| 395 | 15             | “Put It to the Test”                 | Kevin McKidd        | Zoanne Clack               | 4,21                     | 7 April 2022      |  |
| Bailey is gespannen wanneer een accreditatieraad langskomt bij Grey Sloan om het residency-programma te beoordelen, terwijl Richard zijn eigen beoordeling voor dezelfde dag maakt. Ondertussen keert Nick terug naar Seattle om een unieke operatie uit te voeren met Meredith. |                |                                      |                     |                            |                          |                   |  |